# Château de Laval
Vous lisez un « article de qualité » labellisé en 2019.
Pour l’article homonyme, voir Château de Laval (Lot-et-Garonne).
Le château de Laval est un château situé à Laval, dans le département français de la Mayenne. Sa fondation au XIe siècle a permis la naissance de la ville. Monument emblématique de Laval, il occupe un promontoire rocheux au-dessus de la rivière Mayenne. Il est composé de deux ensembles distincts : le Vieux-Château, qui correspond au château-fort médiéval, et le Château-Neuf, galerie de la Renaissance transformée en palais de justice au XIXe siècle. Ces deux monuments figurent parmi les 1 034 premiers monuments classés sur la Liste des monuments historiques protégés en 1840.
L'histoire du château de Laval est intimement liée à celle de la maison de Laval, apparue avec Guy Ier, fondateur du château. Le monument témoigne des multiples alliances contractées par cette famille, ainsi que de sa puissance qui croît du XIe siècle jusqu'à sa disparition à la fin de la Renaissance. Le Vieux-Château est remarquable pour sa chapelle du XIIe siècle ainsi que pour son imposante tour maîtresse, coiffée d'un hourd en bois du XIIIe siècle, exemple exceptionnel d'architecture militaire du Moyen Âge. Les baies richement ouvragées des logis médiévaux, réalisées au début du XVIe siècle, et la galerie du Château-Neuf, datant des années 1540, sont des éléments marquants de la Renaissance qui montrent l'évolution de l'architecture à cette époque.
Depuis le déménagement des services judiciaires dans les années 2000, le Château-Neuf est en attente de reconversion. Le Vieux-Château, qui a servi de prison de la Révolution à 1911, est ouvert au public depuis les années 1920. Consacré au départ à l'archéologie, à l'histoire naturelle et aux arts décoratifs, il abrite depuis 1967 le Musée d'Art naïf et d'Arts singuliers de Laval. Ce musée présente des œuvres de nombreux artistes représentatifs de l'art naïf et de l'art singulier.

## Localisation

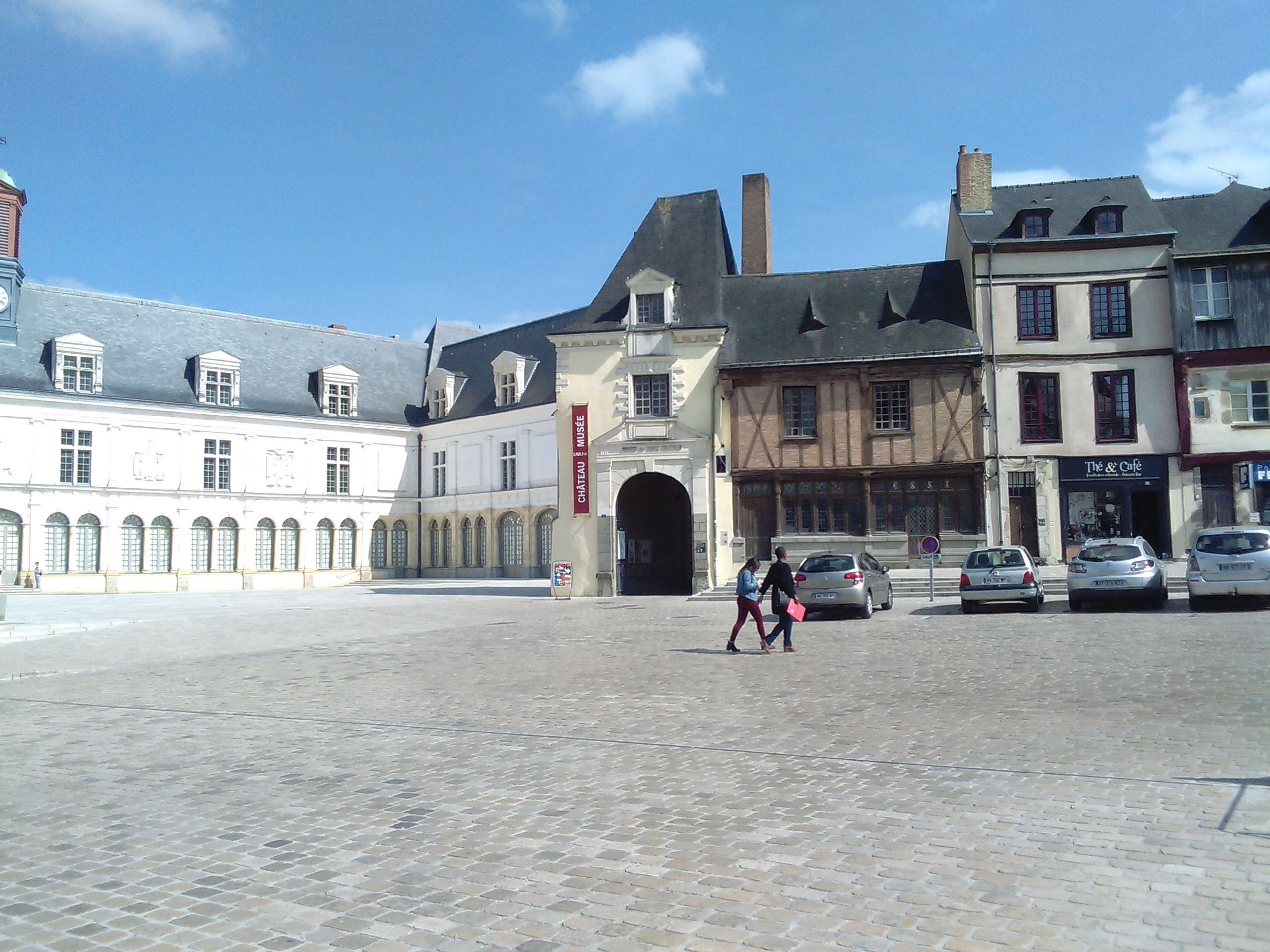
La place de la Trémoille, avec à gauche le Château-Neuf et au centre le porche d'entrée du Vieux-Château.

Le château est situé dans le centre-ville de Laval, sur la rive droite de la Mayenne. Il est construit sur un éperon rocheux qui domine la rivière, et qui forme l'extrémité d'un plateau s'étendant à l'ensemble de la vieille-ville. L'extrémité du plateau a été choisie plutôt que son point culminant en son centre parce que ce dernier n'offrait la protection d'aucune pente. Le château forme un ensemble triangulaire d'environ cent mètres de côté. Il est entouré par plusieurs rues qui remontent au Moyen Âge : au sud se trouve la Grande Rue, à l'ouest la rue des Orfèvres, au nord-est la rue du Val-de-Mayenne. Au nord-ouest, le Château-Neuf et son esplanade sont bordés par une ruelle pentue, le roquet du Palais ; roquet désigne une pente abrupte en parler local. L'entrée principale du château donne sur la place de la Trémoille, l'une des plus importantes de la ville. Cette place donne à la fois sur le pavillon qui permet d'accéder au Vieux-Château, et sur l'esplanade s'ouvrant devant le Château-Neuf. Étant donné que le Château-Neuf a abrité le palais de justice de Laval de la Révolution à 1998, la place a autrefois porté le nom de place du Palais. Son nom actuel honore le fils cadet du dernier comte de Laval, Antoine-Philippe de La Trémoille, chef royaliste guillotiné devant les portes du château en 1794. Le château, dressé face à la voie du Maine, avait entre autres pour fonction de surveiller le pont, point de passage obligé sur la route du Maine à la Bretagne qui traverse la Mayenne perpendiculairement.

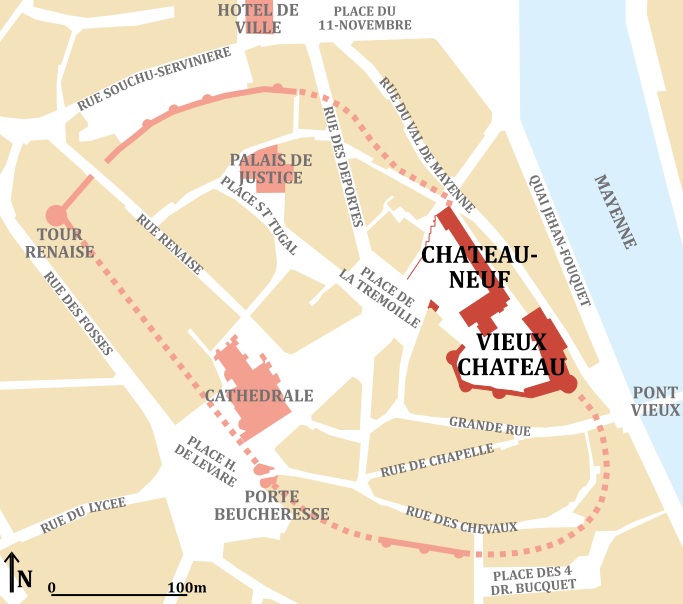
Plan de la vieille-ville de Laval, avec le château et les remparts (vestiges et tracé supposé).

## Historique

### Moyen Âge

#### Le premier château

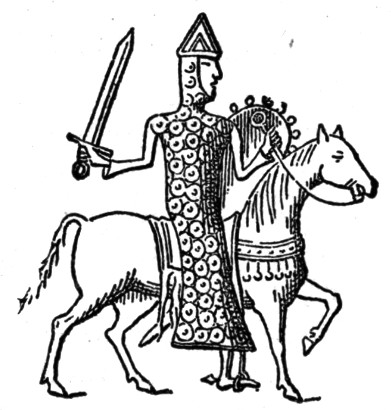
Guy II de Laval, petit-fils de et troisième seigneur de Laval.

Les origines du château remontent à la première moitié du XIe siècle. Étant donné que la ville de Laval ne s'est développée qu'après la fondation du château, le lieu est inoccupé avant cette époque, et aucune trace de peuplement antérieure au XIe siècle n'a été retrouvée sur le site du château. Pourtant, l'endroit est hautement stratégique, puisqu'il comprend un imposant éperon rocheux dominant la Mayenne. Il se trouve en outre juste en surplomb du gué par lequel la voie romaine Le Mans-Corseul franchissait la rivière.
Au début du XIe siècle, le territoire fait partie du comté du Maine, dirigé par la famille des Hugonides, vassale des comtes d'Anjou. Le comté est menacé par ses puissants voisins, la Bretagne et la Normandie. Poussé par le comte d'Anjou Foulques Nerra, le comte du Maine Herbert Éveillechien confie des territoires le long du cours de la Mayenne à des seigneurs, ceux-ci devant y construire des forteresses,. Ainsi, les places angevines de Craon et Château-Gontier sont inféodées vers 1007 et 1010, tandis que dans le Bas-Maine, Mayenne l'est vers 1014. Quant à lui, le territoire de Laval a pu être donné vers 1020 à Guy de Dénéré, qui devient le premier seigneur de Laval. Ce dernier, originaire d'Avoise, aujourd'hui dans la Sarthe, a aussi pu se saisir du lieu en toute impunité, non pas pour son intérêt militaire mais pour son potentiel économique et politique. La seigneurie de Laval s'étend rapidement à une partie de l'actuelle Mayenne ; elle compte parmi ses châtellenies Bazougers, Cossé-le-Vivien, La Cropte, Meslay-du-Maine, Montsûrs, Olivet, Saint-Ouën-des-Toits ou encore Vaiges.
Guy Ier fait construire un vaste château sur l'éperon rocheux qui domine la rivière. L'emprise du monument est bien plus importante que celle du château actuel puisque l'enceinte s'étend jusqu'à l'actuelle cathédrale, pour couvrir environ un tiers du centre historique de Laval. Cette enceinte de large dimension peut aisément accueillir la population installée autour en cas de danger. Comme la plupart des châteaux de l'époque, il s'agit d'un château sur motte, associant une basse-cour à un tertre artificiel. L'enceinte, bâtie en terre, profite de la configuration du site, qui offre des défenses naturelles. Ainsi, à l'est et au sud le château est protégé par la forte dénivellation du terrain, tandis qu'au nord s'étend un marécage alimenté par le ruisseau du Rateau. La motte principale est placée sur le côté ouest, qui est le seul vulnérable. Cette motte permet à la fois de le verrouiller, et de contrôler l'accès à la voie romaine qui passe par cet endroit. Cette motte, située au pied de la cathédrale, est encore visible dans le tracé du parcellaire au début du XIXe siècle. Elle doit faire environ 50 m de diamètre et être coiffée d'un donjon. Celui-ci a totalement disparu est il est impossible de savoir s'il était en pierre ou en bois et s'il était habitable. Deux autres mottes plus petites complètent le dispositif de défense. L'une, située à l'emplacement du Château-Neuf, a subsisté jusqu'au XVIe siècle. L'autre s'élevait près de la place Saint-Tugal.

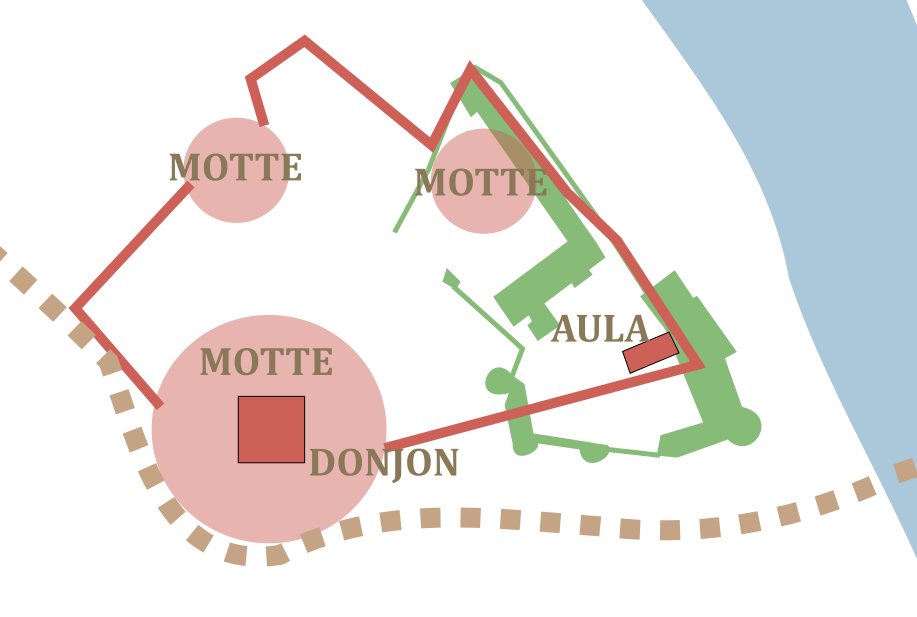
Plan supposé du château primitif (en rouge) avec ses trois mottes, superposé au château actuel (en vert). Les tirets matérialisent la voie Le Mans-Corseul.

Des fouilles réalisées devant le Château-Neuf et sur la place de la Trémoille en 2012 et 2013 ont permis de découvrir des vestiges de ce premier château, et notamment des traces de l'ancienne muraille, consistant en une rangée de trois fossés. Ces fossés, larges chacun d'environ 20 m, avaient une profondeur supérieure à 3 m. La limite ainsi formée protégeait une vaste enceinte. En plus des mottes castrales, l'enceinte comprenait aussi d'autres structures, les fouilles ayant révélé des traces de constructions sur poteaux et des silos. Il existait aussi quelques édifices en pierre, et notamment le logis seigneurial, qui se trouvait à la pointe de l'éperon, près du Château-Vieux. Celui-ci est construit à la fin du XIe siècle. Il comprend deux espaces : la grande salle (en latin aula) servant d'espace d'apparat, et la chambre (en latin camera), pièce plus intime réservée au seigneur et à sa famille. D'autres bâtiments permettent de loger les divers membres de la suite seigneuriale. Au XIe siècle, le seigneur de Laval est ainsi entouré de chevaliers et d'autres vassaux assurant sa protection, d'un sénéchal qui administre les lieux, de vicaires qui rendent justice en son nom, de religieux qui desservent sa chapelle, ou encore d'un cuisinier chargé de nourrir cette cour.

#### Le château philippien

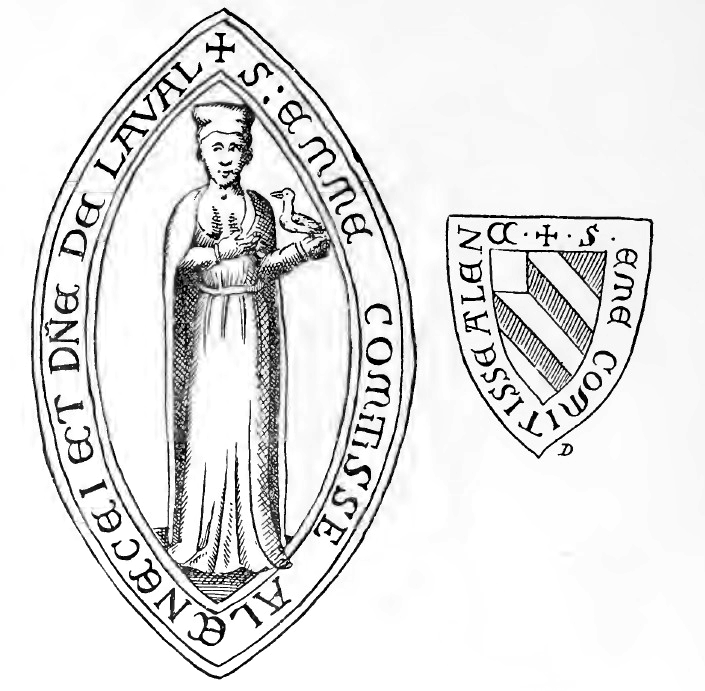
Emma de Laval représentée sur son sceau.

Au début du XIIIe siècle, le château est reconstruit, cette fois-ci intégralement en pierre. L'enceinte primitive en terre est délaissée, et l'appareil défensif se replie sur l'extrémité du promontoire. En effet, la ville s'est largement développée depuis le XIe siècle, et elle peut désormais se doter de son propre système défensif. Le nouveau château couvre ainsi une surface beaucoup plus restreinte. Son élément le plus marquant, tant d'un point de vue défensif que visuel, est sa tour maîtresse, bâtie au bout du promontoire. Cette tour forme l'abri ultime en cas de siège. Sa porte unique, qui ouvre dans l'enceinte du château, peut être fermée par un pont-levis et par une herse. L'enceinte castrale est elle-même protégée par une muraille flanquée de tours plus petites, l'entrée du château étant défendue par un châtelet muni de deux tours et d'un autre pont-levis. Devant ce châtelet, une partie de la basse-cour de l'ancien château de Guy Ier reste dans le giron du nouveau château. Elle accueille divers bâtiments annexes, comme un cellier, un grenier, une étable et une grange à foin.
La reconstruction du château a lieu à une période particulière. Tout d'abord, Laval et le Maine font partie du domaine des Plantagenêts depuis le début du XIIe siècle, et cette dynastie a obtenu le trône d'Angleterre en 1154. Cependant, le roi d'Angleterre Jean sans Terre perd le Maine, l'Anjou et la Normandie en 1204, lorsqu'ils sont conquis par le roi de France Philippe II Auguste. Ainsi, Laval se retrouve en territoire capétien. Par ailleurs, Guy V meurt en 1210, et son fils unique Guyonnet ne lui survit que quelques mois. La lignée mâle des Laval s'éteint alors, le domaine revenant à la fille de Guy V, Emma.

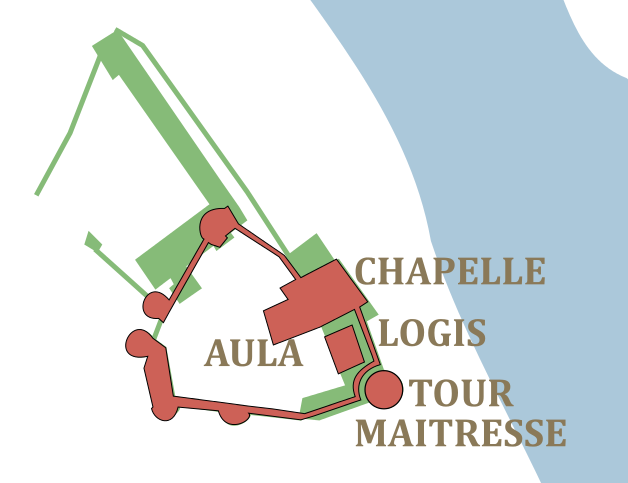
Plan du château au XIIIe siècle, avec l'enceinte, la tour maîtresse isolée, le nouveau logis et la grande salle primitive.

Philippe Auguste, soucieux de contrôler le devenir de la seigneurie, intervient et marie Emma à Robert III d'Alençon. Ce mariage est infructueux et Emma épouse en secondes noces Mathieu II de Montmorency en 1218. Ce dernier est connétable du roi, et ce mariage ainsi que la naissance du futur Guy VII ancrent définitivement Laval dans la sphère capétienne. Le roi est connu pour ses nombreuses campagnes de fortification à travers le royaume, coïncidant avec l'avènement de la tour maîtresse circulaire, nommée « tour philippienne ».
La tour maîtresse de Laval a été construite en 1219-1220, comme en témoignent les analyses dendrochronologiques des charpentes. Cette période suit directement le mariage d'Emma de Laval à Mathieu II de Montmorency et les analyses prouvent donc le lien direct entre le mariage arrangé par Philippe Auguste et la construction de la tour. L'ancien logis seigneurial ainsi que la chapelle attenante, seuls édifices en pierre de l'ancien château, sont conservés lors de la reconstruction. L'habitation seigneuriale est cependant remplacée plus tard, vers 1310, par un nouveau corps de logis, qui domine la rivière. Construit sur le modèle du Palais de la Cité à Paris, dont la Grand'Salle, aujourd'hui disparue surplombait la grande salle du Commun aujourd'hui la salles des Gens d'Armes (toujours visible), ce logis comprend un escalier droit en façade qui mène à une nouvelle grande salle à l'étage. Cet étage comprend aussi une chambre réservée à la famille seigneuriale. Les travaux ont lieu après le mariage de Guy IX avec Béatrix de Gâvre, noble flamande qui apporte en dot une fortune conséquente. L'habitation primitive est cependant conservée à côté du nouveau logis jusqu'au XVe siècle.

#### Aménagements auXVesiècle

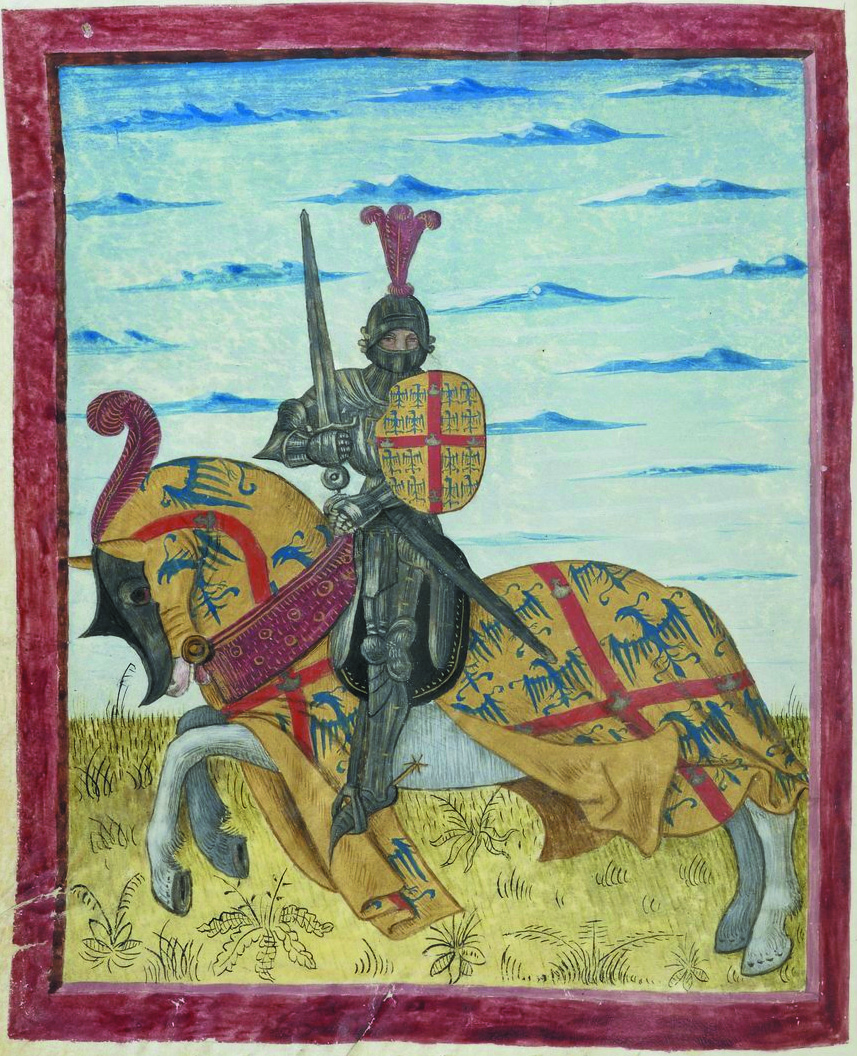
Guy XIV portant les armes des Montmorency.

Laval n'est que peu touchée par la guerre de Cent Ans au XIVe siècle, mais le château et les remparts de la ville sont néanmoins restaurés au début du XVe siècle. À la même époque, la famille de Laval-Montmorency s'éteint, et la dernière héritière, Anne de Laval, transmet par mariage la seigneurie à la famille de Montfort. Son époux, Jean de Montfort, devient seigneur en prenant le nom de Guy XIII, et il fonde la nouvelle maison de Montfort-Laval. Anne est veuve jeune, mais elle conforte le pouvoir de la famille en envoyant ses deux fils, Guy XIV et André de Lohéac, soutenir Charles VII dans sa lutte contre les Anglais. Elle fait également édifier un beffroi public sur l'une des tours du château, qui devient la « tour de l'Horloge ». Son très haut campanile permet de symboliser la puissance seigneuriale sur la ville.

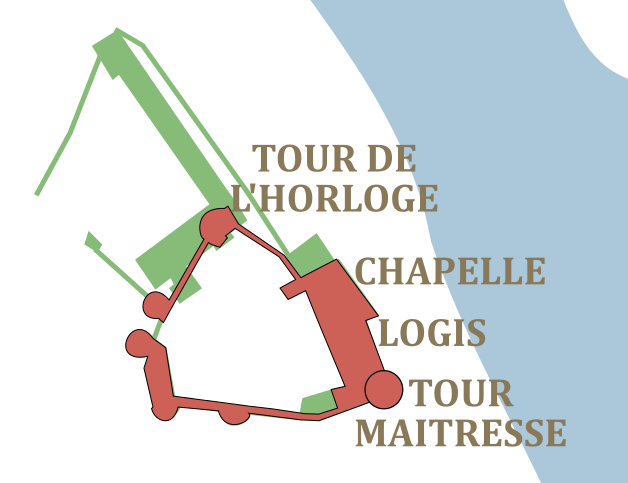
Le château au XVe siècle, superposé au château actuel.

Les travaux entrepris sur les fortifications au début du siècle n'empêchent pas la prise de la ville par les Anglais en 1427. Leur domination dure jusqu'en 1429. Deux mois avant la reconquête de Laval, Charles VII élève la baronnie de Laval au rang de comté. Il entend ainsi remercier Guy XIV, compagnon d'armes de Jeanne d'Arc, de son aide pour recouvrer son royaume. Néanmoins, Guy XIV ne peut jouir pleinement de son nouveau titre, car le comte Charles IV du Maine, beau-frère de Charles VII, s'oppose à la création dans son propre comté d'un titre équivalent au sien. Ce n'est qu'avec le retour de la province à la couronne, en 1481, que Louis XI ratifie et confirme la création du comté de Laval. Dès lors, Laval dépend directement de la couronne, et non plus du comté du Maine.
Les dommages de guerre ainsi que le nouveau statut comtal motivent d'importants travaux sur le château. Pour fournir un logement digne de son rang au nouveau comte, le logis est détruit et reconstruit en plus grand ; une vaste salle d’apparat est aménagée à l'étage. Les travaux de toiture du nouveau logis sont réalisés en 1456, comme en témoignent des fragments de comptes de seigneurs. Le fossé entourant la tour maîtresse est comblé afin d'agrandir le logis jusqu'à cette tour, et une aile en retour est ajoutée sur son flanc ouest. Devant le château, la place de la Trémoille apparaît vers 1460 et 1470. Les anciens remparts de terre du château primitif avaient déjà été remplacés par des maisons à partir du XIIIe siècle. Une partie du quartier est alors détruite et arasée, et l'esplanade ainsi créée est séparée du château par un nouveau mur. Le château conserve l'emprise de l'ancienne motte orientale.

### Renaissance

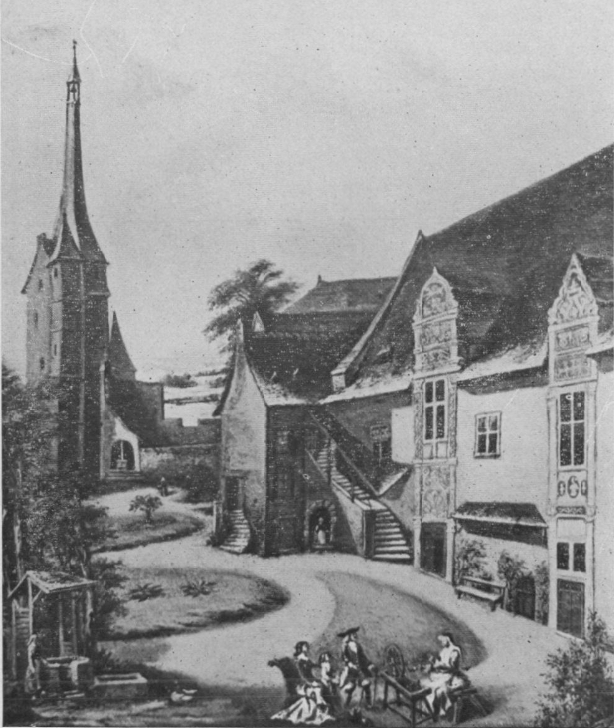
La cour du château au XIXe siècle, avec les façades sculptées de la Renaissance et le campanile de la tour de l'Horloge.

La Renaissance est une époque faste pour la famille de Laval. Celle-ci a accumulé les terres à la fois dans le Maine et en Bretagne, et, en servant tout autant les intérêts des rois de France et ceux des ducs de Bretagne, elle est devenue l'une des dynasties les plus puissantes de l'ouest de la France. Ainsi, la fille de Guy XIV, Jeanne, est mariée au roi René. La disparition de la cour ducale bretonne à la fin du XVe siècle permet aux Laval de renforcer encore leur présence dans la région, et le comte Guy XVI se constitue lui-même une cour brillante. Son fils Guy XVII suit son exemple et reçoit les faveurs du futur roi Henri II. Si le château de Laval est la résidence principale de Guy XV, la famille possède de nombreuses autres résidences à cette époque, notamment le château de Vitré, celui de Châteaubriant, de Quintin, Comper ou de la Bretesche. Guy XVI, qui a d'importantes charges en Bretagne, lui préfère d'ailleurs Vitré. Guy XVII en revanche privilégie à nouveau Laval. Dans les années 1520, la cour comtale doit compter environ 300 personnes. Elle accueille de nombreux étrangers, reflet de l'essor de la production textile lavalloise à cette époque.
À la fin du Moyen Âge, les châteaux forts français sont peu à peu transformés en demeures de plaisance, perdant leur caractère défensif pour gagner en confort. En Bretagne et dans les régions limitrophes, cette tendance est plus tardive, car elle est empêchée par les conflits récurrents entre le duché et le roi de France. Néanmoins, le mariage d'Anne de Bretagne et de Charles VIII en 1491 met un terme à ces conflits. Dès la fin du XVe siècle, les logis du château de Châteaubriant sont remaniés : Françoise de Dinan, veuve de Guy XIV, et son fils François, font agrandir les fenêtres et en ouvrir de nouvelles.

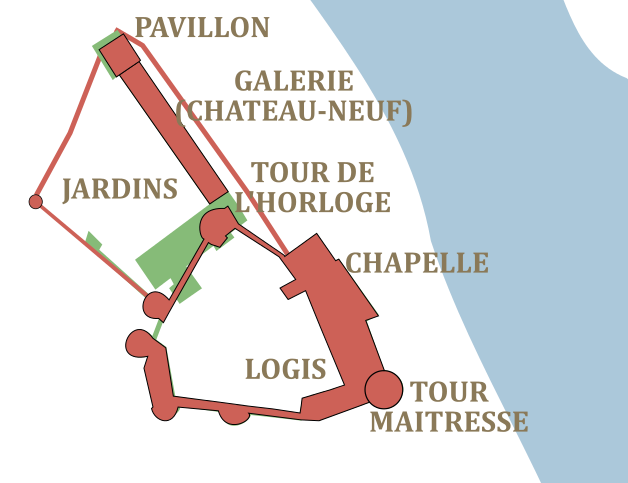
Le château après les aménagements de la Renaissance.

Les logis du château de Laval, pourtant récents, sont également jugés démodés. Ils sont conservés, mais, comme à Châteaubriant, de plus larges fenêtres sont percées côté cour. Celles-ci sont réalisées en tuffeau et elles sont abondamment décorées, suivant la mode de la Première Renaissance. Les travaux sont commandés par Guy XV ou plus vraisemblablement par Guy XVI. À la même époque, la ville tout entière est un véritable chantier, puisque les comtes ont également commandé la reconstruction de la collégiale Saint-Tugal, l'agrandissement de l'église de la Trinité, et la construction de l'église Saint-Vénérand et de deux couvents.
La cour du château qui ouvre sur la place de la Trémoille est profondément modifiée au cours du XVIe siècle, lorsqu'elle devient un lieu d'agrément pour les comtes. À partir de 1508, une terrasse est construite en surplomb de la rivière, côté est, et une première galerie est édifiée dessus. Cette galerie primitive est peut-être un ouvrage provisoire et elle est achevée en 1511, sous Guy XVI. Le chroniqueur lavallois Guillaume Le Doyen résume la construction de la nouvelle galerie en vers :

« Et d'avril au commencement

Monseigneur fist prendre fondement

Soubz la mothe de son chasteau,

Désirant faire de nouveau

Ung très sumptueux édifice

Qu'on dict luy estre moult propice. »

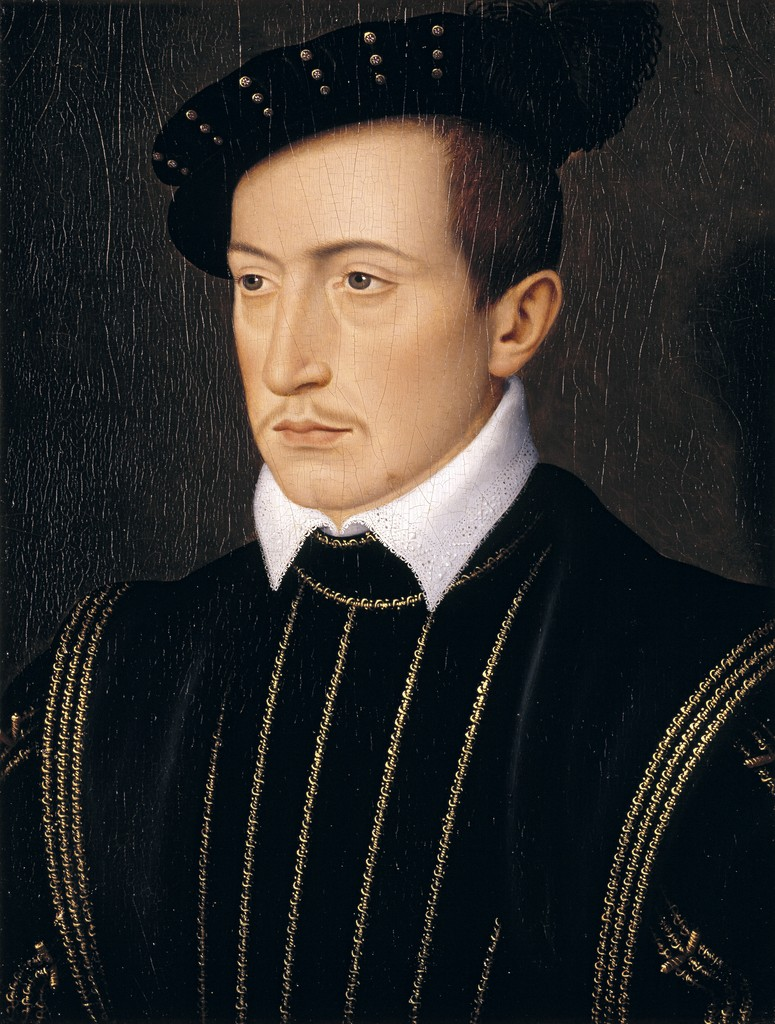
Guy XVII de Laval, comte de Laval de 1531 à 1547.

Cette galerie est remplacée par une nouvelle en 1542, bâtie dans le style de la Seconde Renaissance. Celle-ci est désormais connue sous le nom de « Château-Neuf ». Seul le sous-sol de la première galerie subsiste. Les charpentes de la nouvelle galerie ont été datées de l'automne-hiver 1544-1545 par dendrochronologie. Les travaux sont menés sous la direction de Jean Garnyer au compte de Guy XVII de Laval. La construction de la galerie suit l'édification de nouveaux logis et d'une galerie à Châteaubriant dans les années 1530 par Jean de Laval-Châteaubriant, ainsi que la reconstruction des châteaux de Chantilly et d'Écouen par Anne de Montmorency, oncle de Guy XVII. Le comte de Laval a ainsi pu vouloir rivaliser avec ses proches, tandis que son mariage avec Claude de Foix, dernière du nom, lui permet de réunir la fortune des Laval et des Foix.
Alors que les nouvelles travées des logis médiévaux offrent un décor foisonnant encore inspiré par l'art gothique, le Château-Neuf aspire à la stricte régularité de l'architecture antique. La galerie s'étend du Vieux-Château jusqu'à la tour de la Poterne, élément des remparts de la ville, détruite en 1796. Cette tour est coiffée à la Renaissance d'un pavillon, contenant un « cabinet doré », lieu intime réservé au comte et ses proches. La mort prématurée de Guy XVII en 1547 met un terme aux travaux, et la galerie demeure inachevée. Les pignons nord et sud sont ainsi terminés à l'économie en pan de bois. En outre, la galerie n'a jamais été directement reliée au Vieux-Château comme cela a sans doute été prévu par Guy XVII.

### Déclin du château

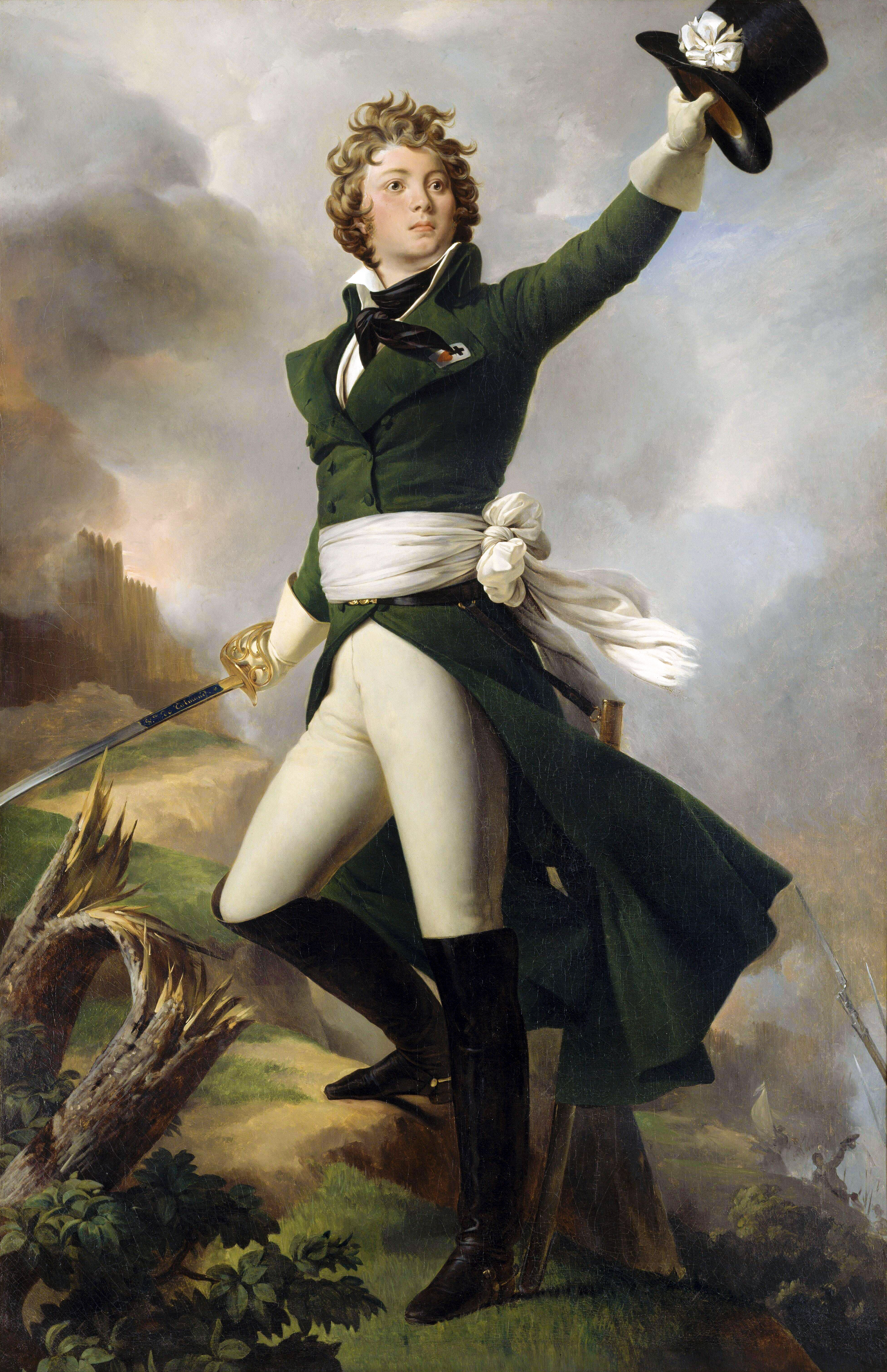
Le prince de Talmont, fils du dernier comte de Laval et chef royaliste, exécuté devant le château en 1794.

À la mort de Guy XVII, la cour de Laval disparaît, en raison de l'éloignement de Guy XVIII de Laval. Ce dernier meurt à vingt-cinq ans sans enfant. Sa nièce Guyonne de Laval, dernière du nom, a pour héritier son neveu, Paul de Coligny, qui devient Guy XIX de Laval. À cette époque, le comté est presque ruiné et il est menacé de confiscation par la couronne dans les années 1560. Guy XIX parvient cependant à recréer momentanément une cour à Laval après 1575. Cependant, les guerres de Religion et ses absences répétées puis la minorité de Guy XX de Laval la font définitivement disparaître. En outre, Guy XX n'a pas d'héritier direct, et le comté de Laval passe à la maison de La Trémoille en 1605. Cette passation entérine le déclin du château. Les nouveaux propriétaires ne résident pas à Laval et ils s'intéressent peu au lieu, même s'ils font édifier un nouveau porche d'entrée en 1631,. Aucune grande campagne de travaux n'a lieu aux XVIIe et XVIIIe siècles. Le Château-Neuf, alors appelé « galerie neuve » ou « petit château », est délaissé et sert un temps de logement aux officiers du comté, puis en 1723 les autorités locales songent à y installer le marché aux toiles. Le projet n'est pas réalisé, mais une grange et des latrines sont édifiées autour.
À la Révolution, les archives des comtes de Laval sont détruites, faisant ainsi disparaître de nombreuses sources historiques sur le château. Le Vieux-Château est transformé en prison tandis que l'échafaud est installé devant ses portes. À l'époque, le tribunal est installé dans un vieil édifice sur la place de Trémoille qui avait été construit par les comtes au XVIe siècle. La commission révolutionnaire siège d'abord dans ce bâtiment, mais elle se trouve à l'étroit et elle décide de s'installer dans le Château-Neuf en l'An VIII. Celui-ci n'abritait alors que des magasins à fourrages délabrés, et il avait momentanément servi d'hôpital militaire pendant la Révolution. Il est alors transformé en palais de justice. Dès le début du XIXe siècle, le Château-Neuf est agrandi grâce à l'ajout d'une aile en retour au nord. Au milieu du siècle, l'édifice est totalement réaménagé, avec l'édification d'une nouvelle aile nord et l'ajout d'une aile sud, et la mise à niveau de la cour avec la place de la Trémoille. La construction de l'aile sud nécessite la destruction de la tour de l'Horloge, qui disparaît en 1852.

### Protection et réaffectation

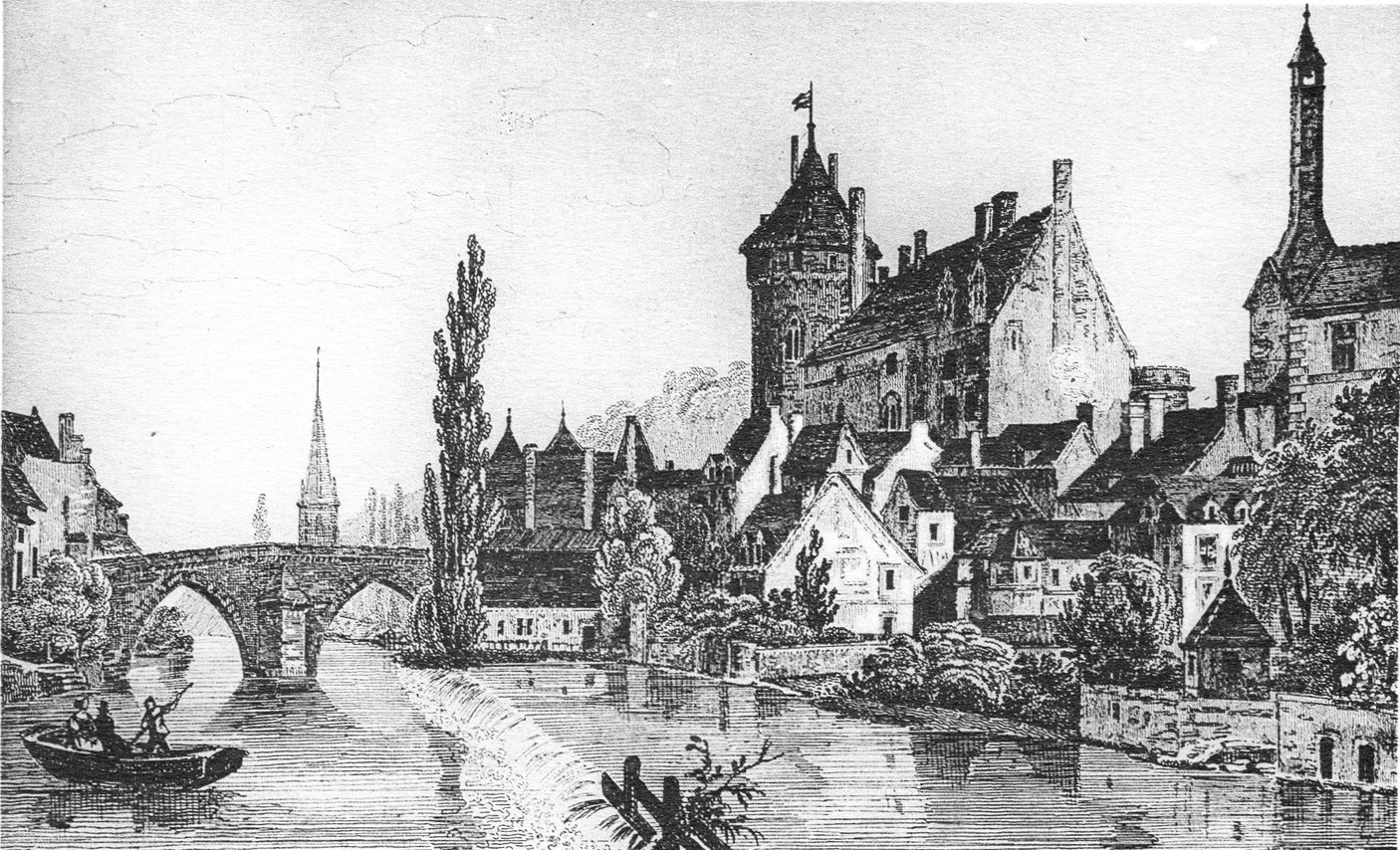
Le château représenté par Jean-Baptiste Messager dans les années 1840. La tour de l'Horloge existe encore (à droite).

En 1840, le château fait partie des premiers monuments historiques français classés, et la chapelle est restaurée en 1851 par Pierre-Aimé Renous. En 1899, le maire de Laval Victor Boissel exprime sa volonté d'installer dans le château la bibliothèque, les archives et un musée d'archéologie et de géologie, dans une lettre au ministre de l'instruction publique. Laval possède déjà à l'époque un premier musée, consacré aux Beaux-Arts, et situé place de Hercé. La prison quitte les lieux en 1909, et en 1912, le département cède gratuitement le Vieux-Château à la ville de Laval. Finalement, la municipalité choisit de n'y installer que le futur musée archéologique et géologique. Les travaux de restauration sont entrepris dès 1911 et ils sont conduits par l'architecte Louis Garnier. Les éléments carcéraux sont supprimés et un escalier à vis provenant de l'abbaye de Clermont à Olivet est installé. La voûte lambrissée de la grande salle est refaite en 1913. Certaines interventions sont radicales, comme la pose de nouveaux planchers en ciment armé, et la démolition de maisons entourant le château. 

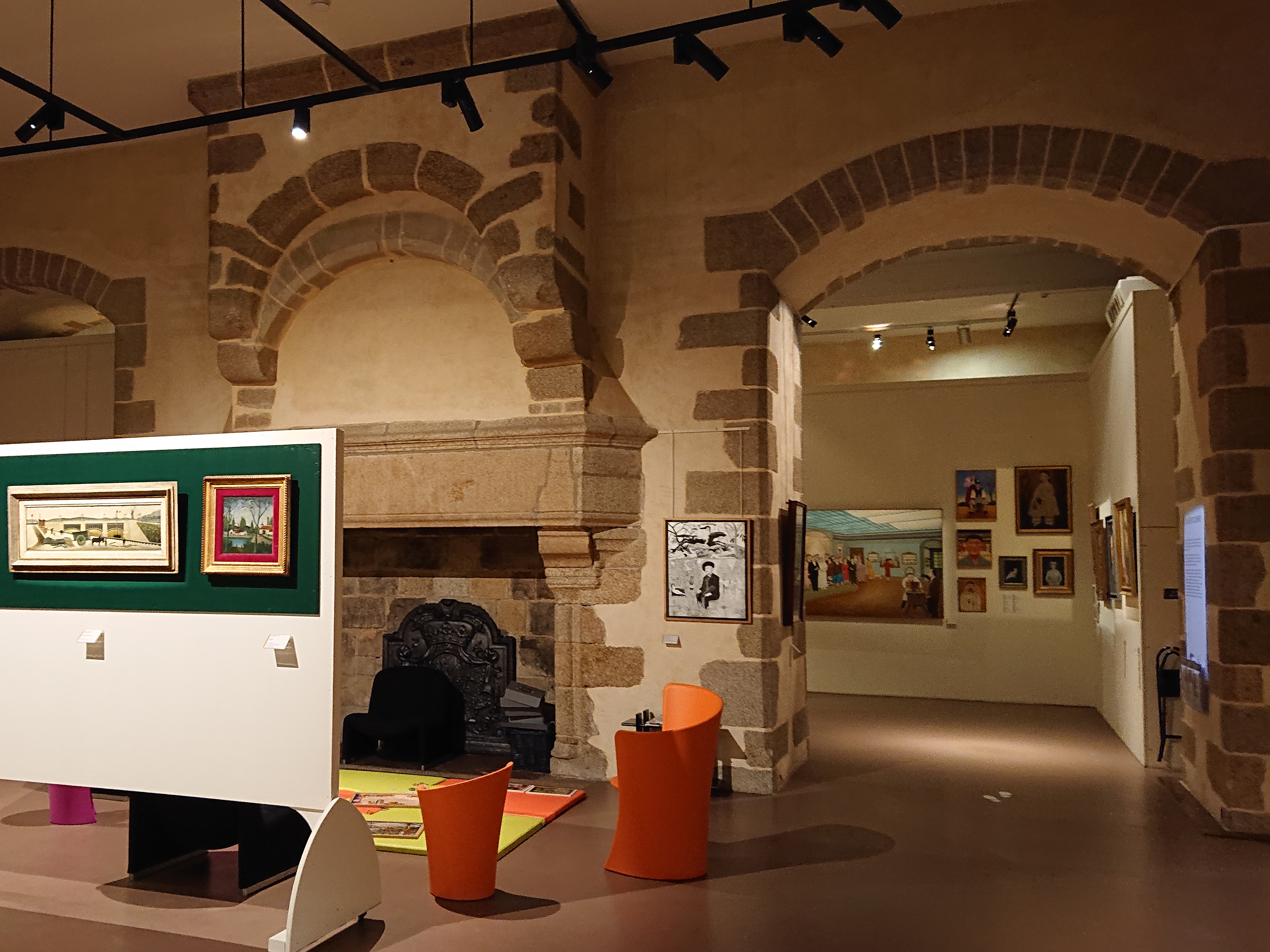
Une salle du musée d'art naïf dans le Vieux-Château.

Le musée voit le jour dans les années 1920, grâce à l'acharnement de l'archéologue Daniel Œhlert, qui n'hésite pas à financier lui-même les travaux de restauration. Il fait également édifier une conciergerie de style néo-régionaliste dans la cour. Il meurt dans une salle du château en 1920. Le musée municipal du Vieux-Château est d'abord consacré à l'archéologie, à l'histoire naturelle et aux arts décoratifs. En 1967, il devient cependant « musée d'Art naïf », grâce à l'intervention de deux peintres d'origine lavalloise, Andrée Bordeaux-Le Pecq et Jules Lefranc. Le second offre d'ailleurs une partie de ses collections à la ville. Le musée conserve des salles consacrées à ses anciens domaines, mais la section d'art naïf grandit peu à peu, notamment en 1976, lorsque le mari d'Andrée Bordeaux-Le Pecq fait don de la plupart des œuvres de sa femme qu'il possède. Les conservateurs successifs augmentent encore les collections.
Les tribunaux quittent le Château-Neuf en 1998, après l'effondrement d'une cloison. L'édifice est alors en mauvais état et un nouveau Palais de Justice est construit de 2003 à 2006 sur la place Saint-Tugal. L'aile sud du Château-Neuf, contenant la salle des pas perdus, est rénovée pour servir de lieu de stockage, et les extérieurs sont entièrement restaurés. Divers projets de réaménagement intérieur sont avancés sans être concrétisés, et une bonne part de l'édifice est laissée en état, des étais étant placés pour soutenir la structure. La municipalité annonce son vœu en 2017 d'ouvrir le Château-Neuf au public, en y installant un Centre d'interprétation de l'architecture et du patrimoine qui présenterait l'histoire locale à travers la réalité virtuelle et des objets retrouvés lors de fouilles. L'ouverture est prévue en 2025, et le Château-Neuf pourrait aussi accueillir divers services municipaux, notamment les bureaux de l'office du tourisme.
Les travaux de rénovation de la place de la Trémoille, conduits en 2012-2013, ont aussi eu un impact sur le Château-Neuf. Les grilles du XIXe siècle qui fermaient la cour du château sont abattues, tout comme la conciergerie, qui datait de la même époque. Ces destructions permettent d'ouvrir l'édifice sur l'extérieur et d'augmenter sensiblement la taille de la place de la Trémoille.
Dates clés de l'histoire du château.

## Architecture et intérieur

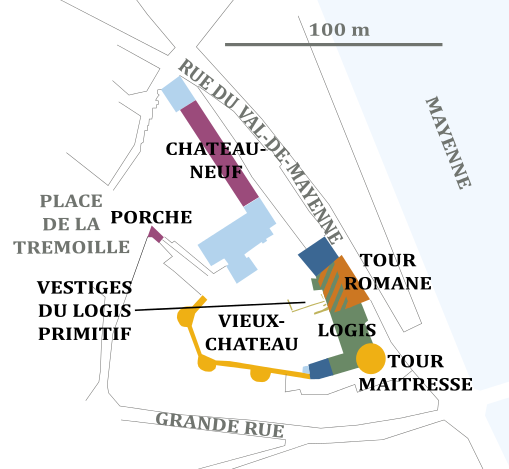
Plan du château et ses principaux éléments.
XIe siècle
v. 1100
XIIIe siècle
XVe siècle
v. 1500
}}
Légende

- XIe siècle
- v. 1100
- XIIIe siècle
- XVe siècle
- v. 1500
- XVIe siècle-XVIIe siècle
- XIXe siècle-XXe siècle

### Vieux-Château
Plan du Vieux-Château avec chaque pièce et son usage au XXIe siècle.

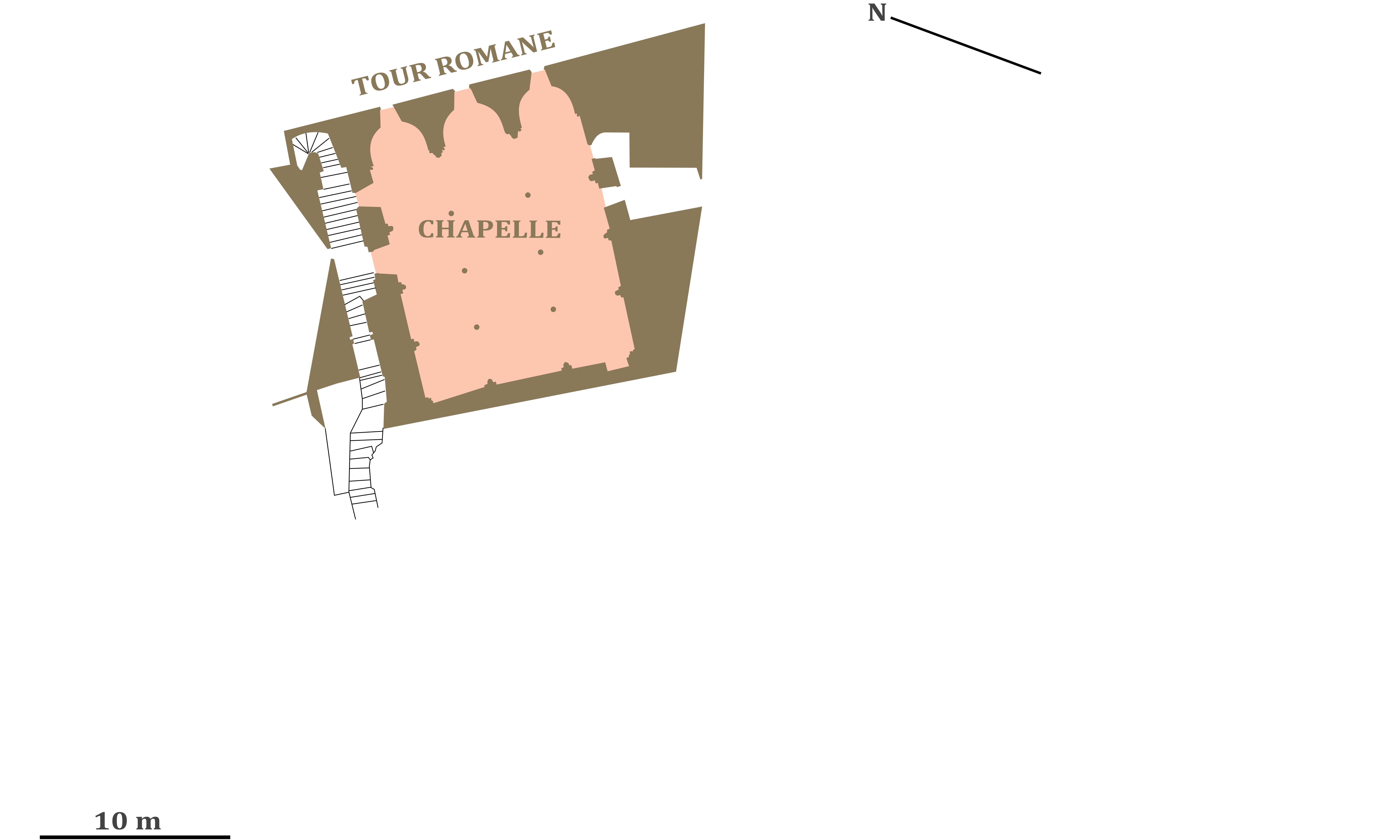
Sous-sol.
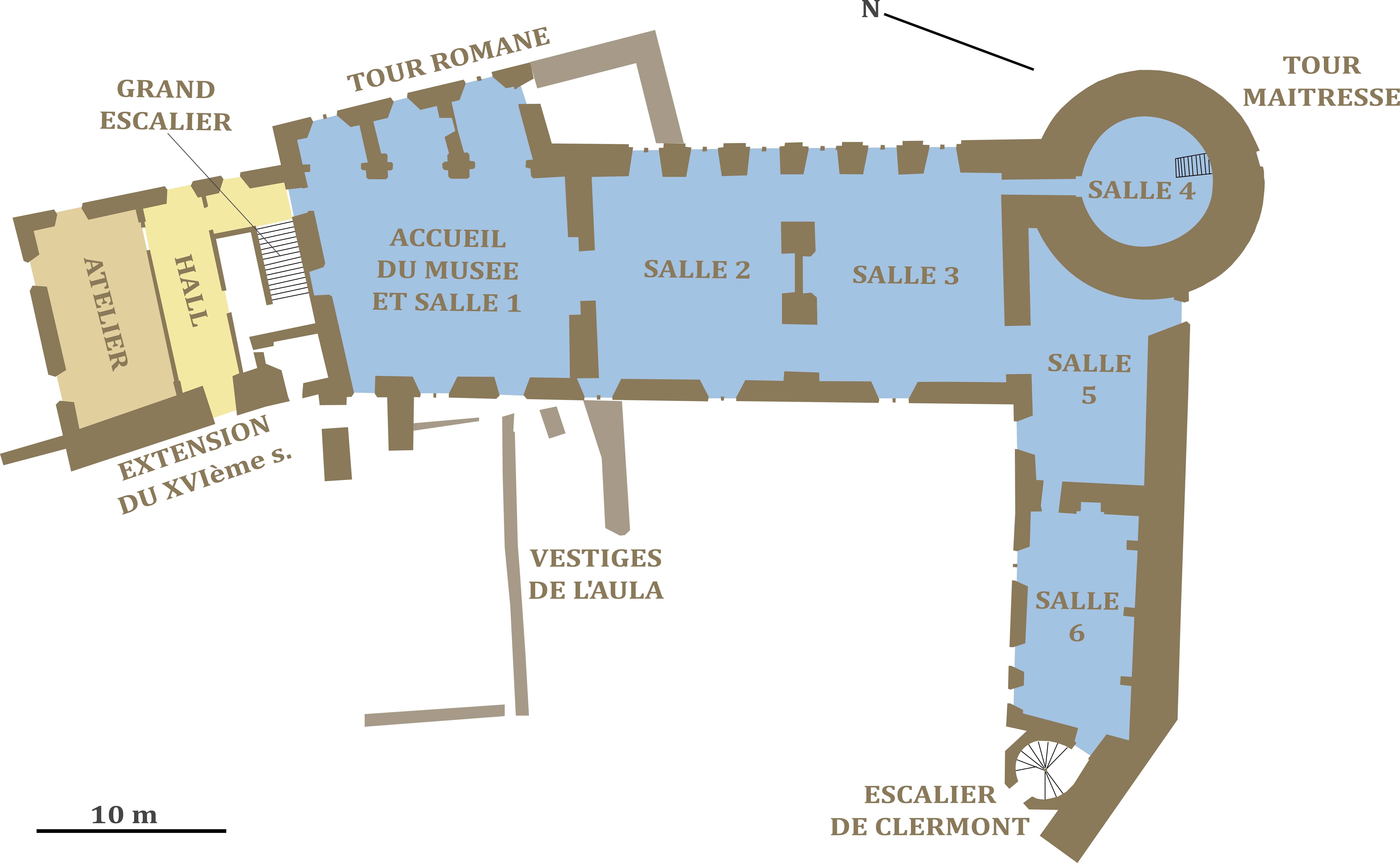
Rez-de-chaussée.
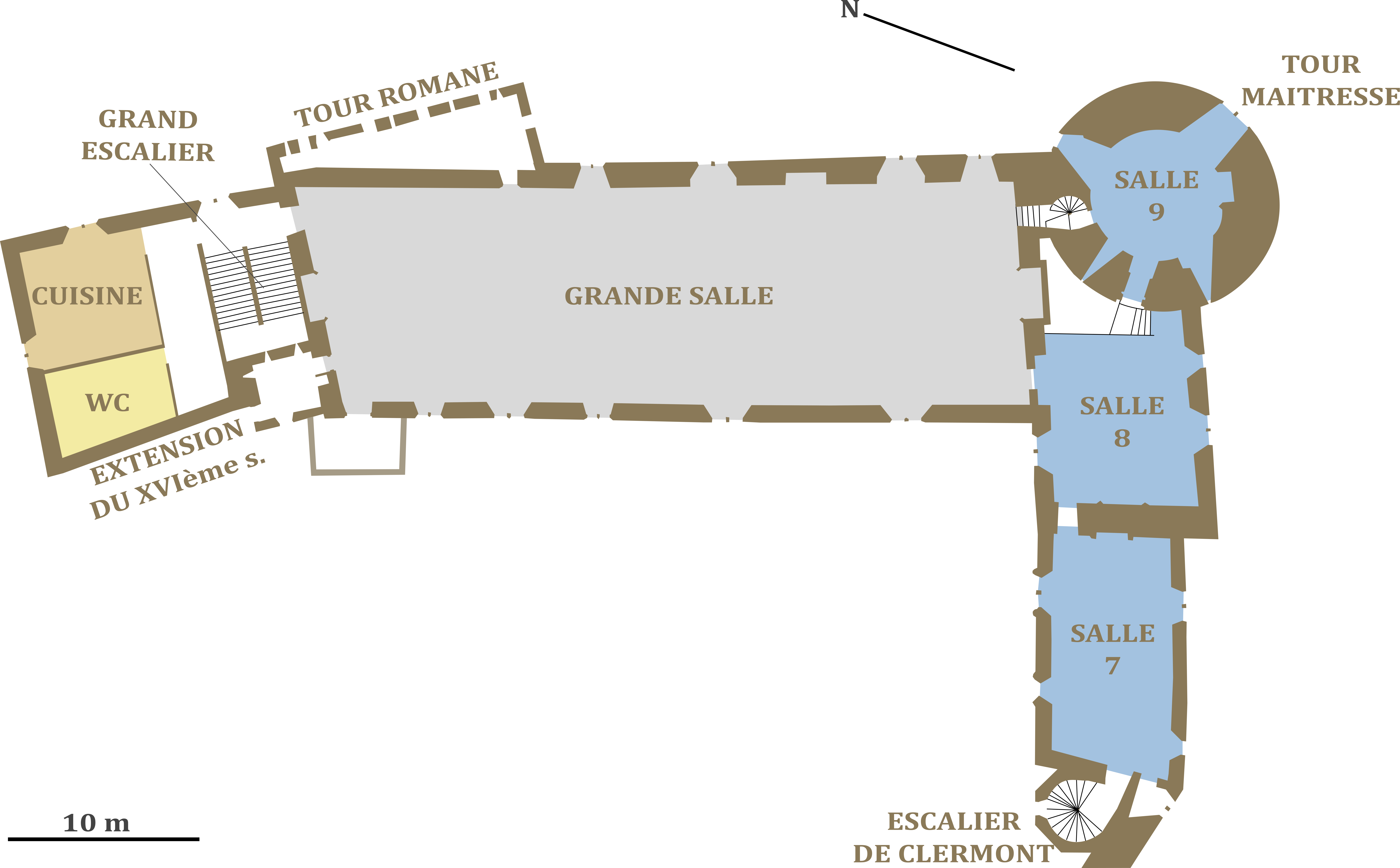
Premier étage.
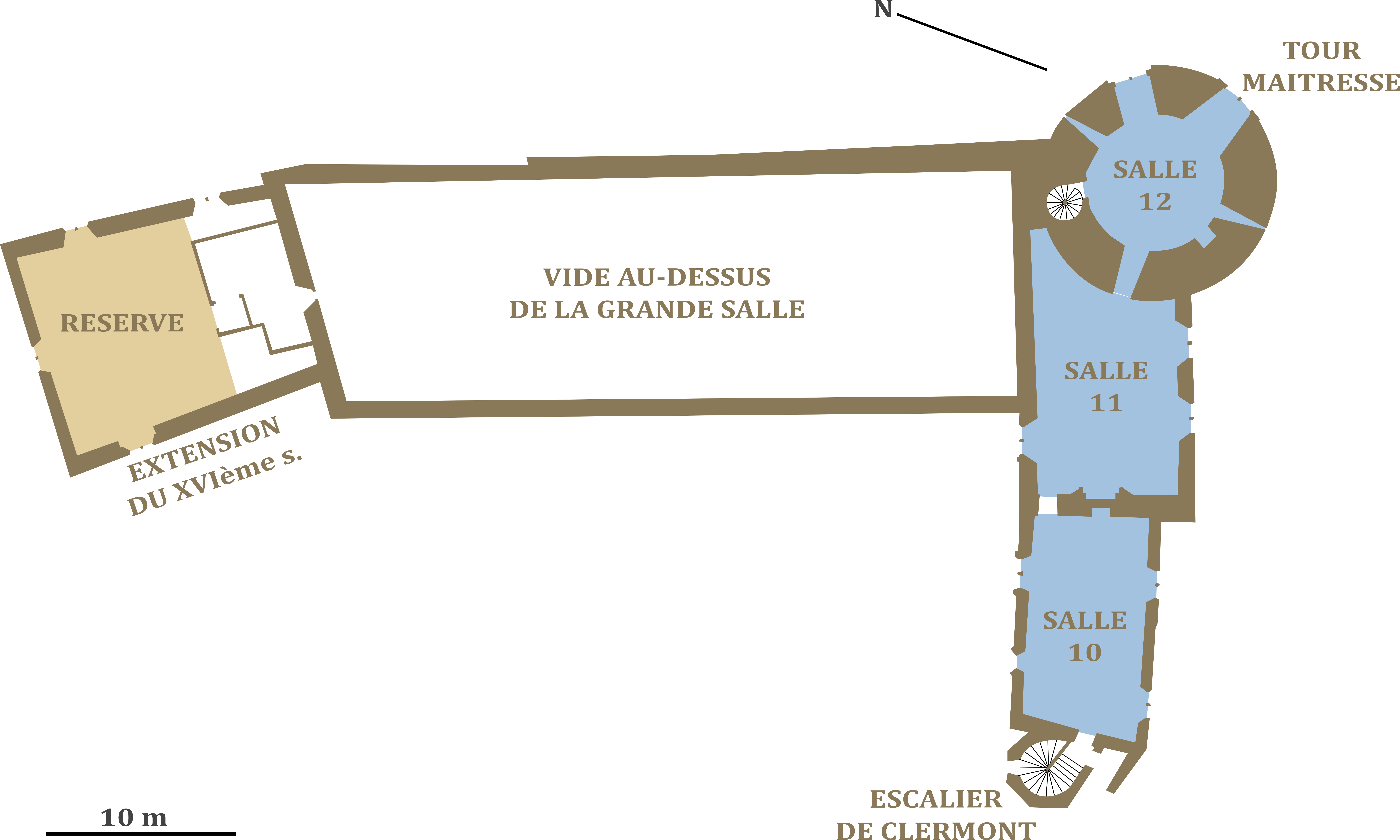
Deuxième étage.

#### Tour maîtresse

##### Architecture

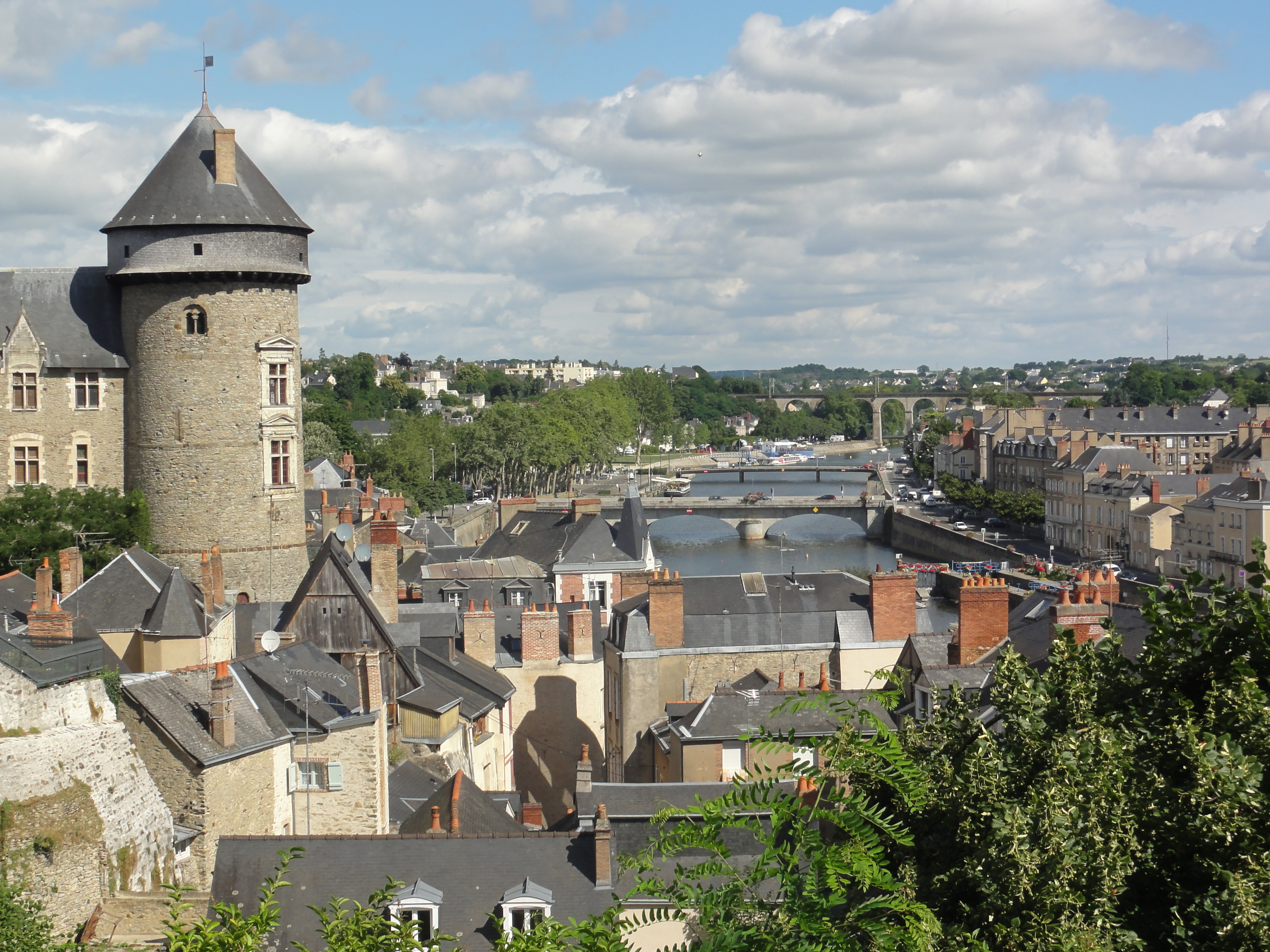
La tour dominant la ville et la Mayenne.

La grosse tour maîtresse cylindrique, édifiée à l'angle sud-est de l'éperon rocheux et en surplomb du Pont Vieux, est tout à fait typique des tours dites « philippiennes », c'est-à-dire construites sous le règne de Philippe Auguste. Elle remonte au début du XIIIe siècle, et elle est parfaitement contemporaine de la tour du château de Dourdan en Île-de-France. À l'origine, la tour était isolée du reste du château, et elle ne possédait qu'une seule porte, qui donnait sur le premier étage. Cette porte était tournée vers la cour du château, et elle était très lourdement protégée, par un pont-levis, une herse, une porte à deux vantaux, un assommoir, des archères ainsi que par le hourd au sommet de la tour. L'importance du système défensif s'explique par l'absence d'une « porte des champs », qui étant ouverte sur l'extérieur du château, aurait fourni un moyen de fuite pour les soldats postés dans la tour. La plupart des tours de l'époque, comme celle de Dourdan, étaient pourtant munies de portes de ce type.

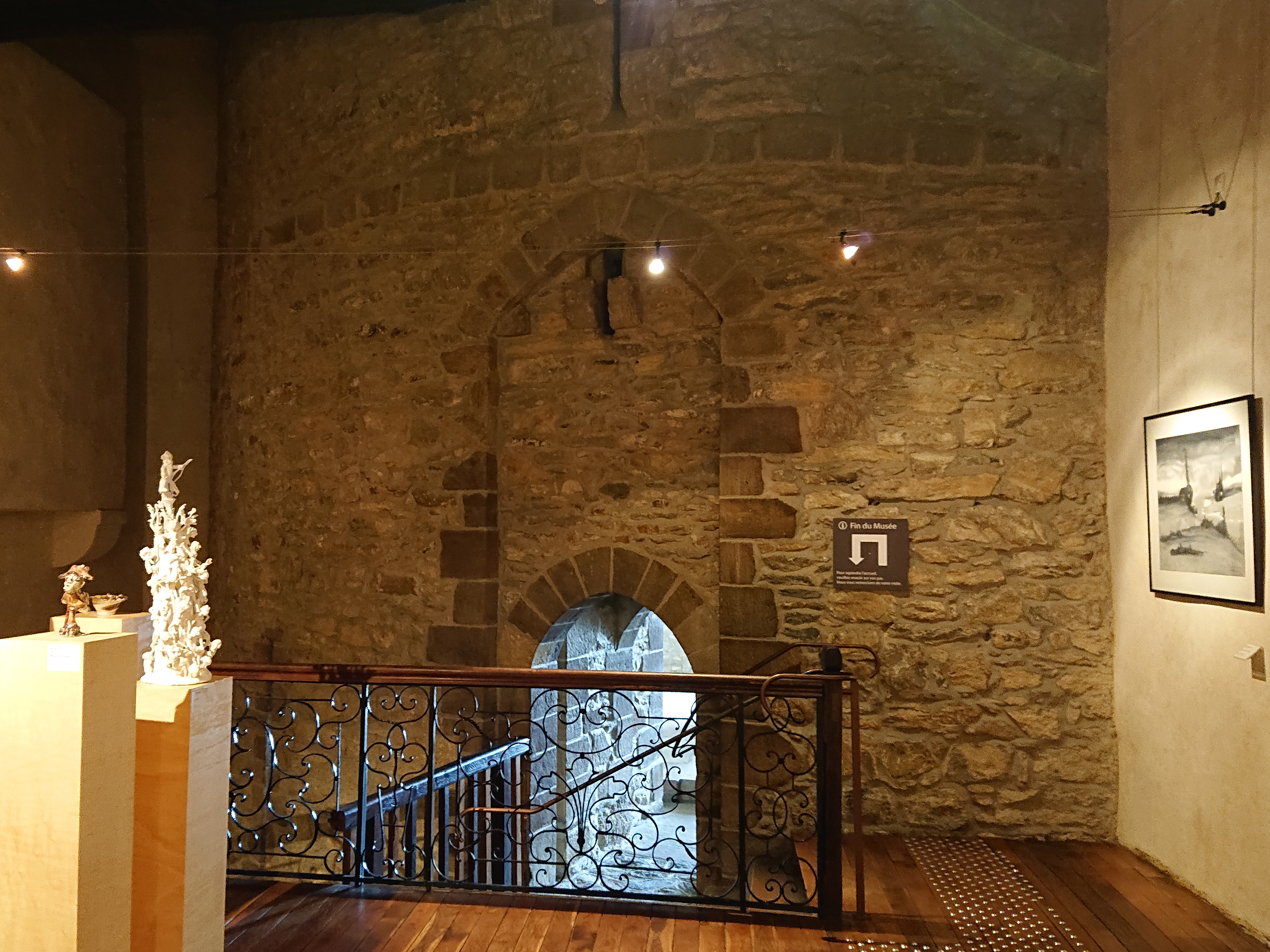
Entrée de la tour dans le logis.

La tour fait 14 m de diamètre à sa base, et elle comprend quatre niveaux maçonnés surmontés d'un hourd et d'une charpente de toit. La tour a une hauteur totale de 33 m. Les murs sont talutés à leur base, et ils s'affinent progressivement jusqu'au sommet : ils ont une épaisseur de 2,70 m au rez-de-chaussée et de 2,24 m au dernier étage. La tour comprend une pièce par niveau. La salle la plus basse était aveugle à l'origine, et l'accès se faisait par une trappe la reliant à la pièce au-dessus. Deux portes, percées plus tard, permettent désormais d'y accéder par l'extérieur. Les trois autres pièces sont reliées les unes aux autres par un escalier à vis situé dans l'épaisseur de la muraille. Il est possible que cet escalier soit un ajout postérieur, et que la circulation entre les pièces se soit faite au départ par un escalier en bois. Les pièces sont ouvertes par des longues archères à empattement triangulaire, et percées en chevauchement pour éviter d'affaiblir les parois. Les salles du deuxième et du troisième étage, situées suffisamment en hauteur pour prévenir l'escalade, sont munies de larges baies géminées. D'autres baies ont été ajoutées au XVIe siècle. L'absence de latrines et le fait que les cheminées ont été ajoutées postérieurement à la construction montrent que la tour avait surtout un caractère militaire. Les éléments tendant à montrer une fonction résidentielle, comme les baies géminées, auraient été ajoutés dans un but ostentatoire plutôt que par confort. Les chapiteaux de ces baies sont ornés de feuilles d'eau qui évoquent la décoration de la chapelle. Le deuxième étage de la tour servait de trésor et de chartrier, les archives seigneuriales y étaient entreposées. C'est le seul étage à être voûté en pierre. Les documents étaient rangés dans des sacs, accrochés à des crochets fixés au plafond.

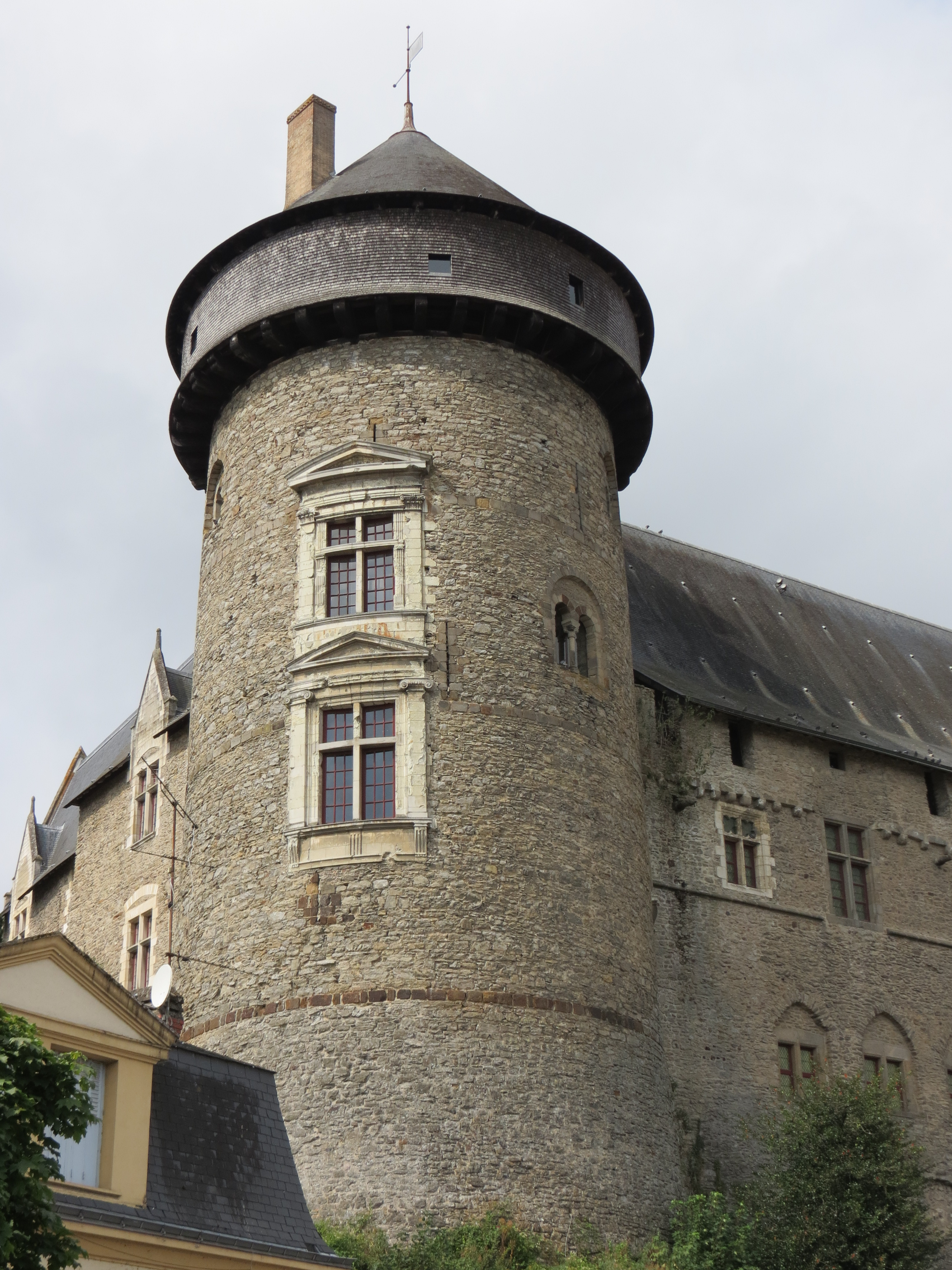
La tour et ses baies de la Renaissance.
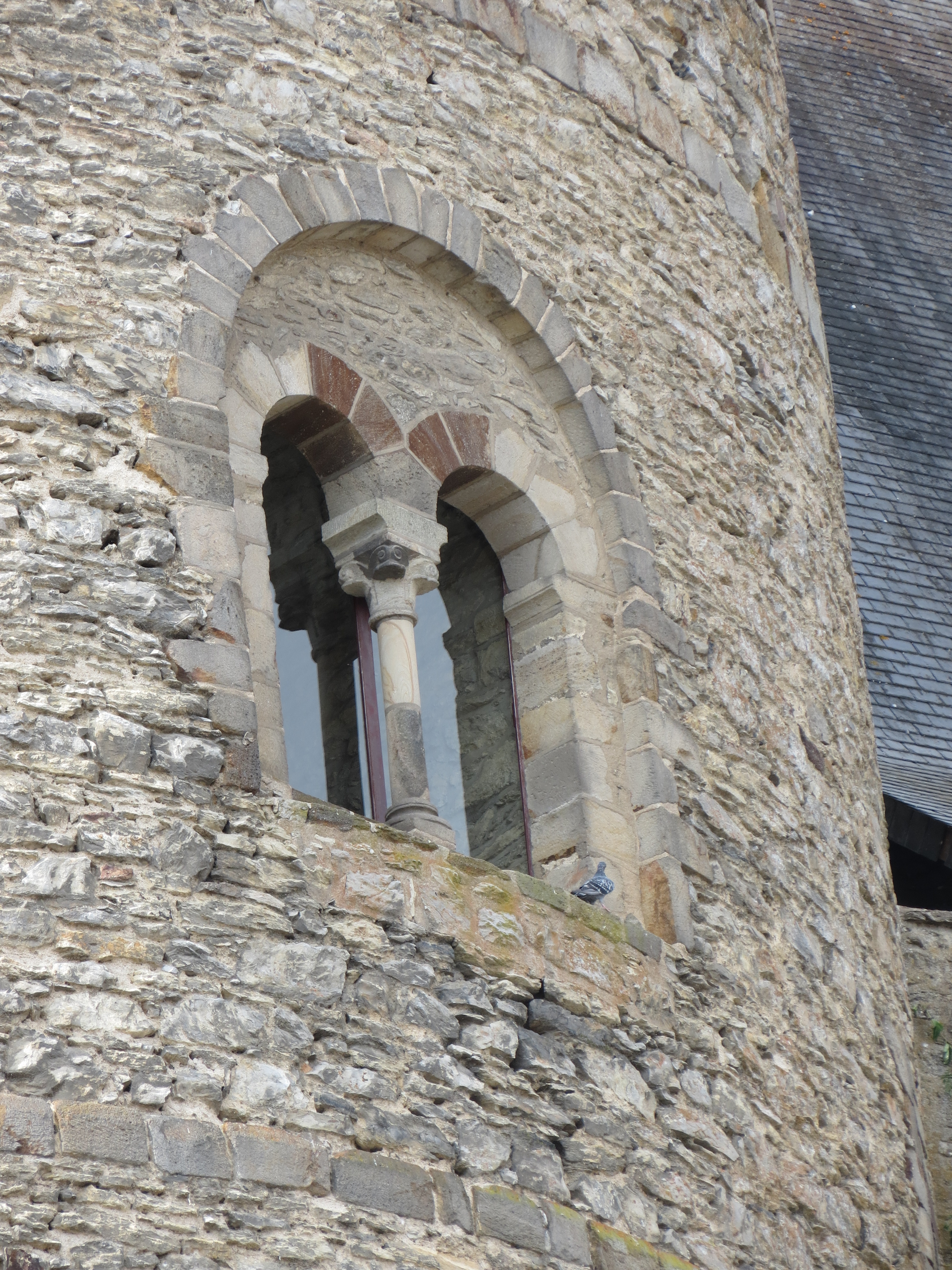
Une baie géminée.
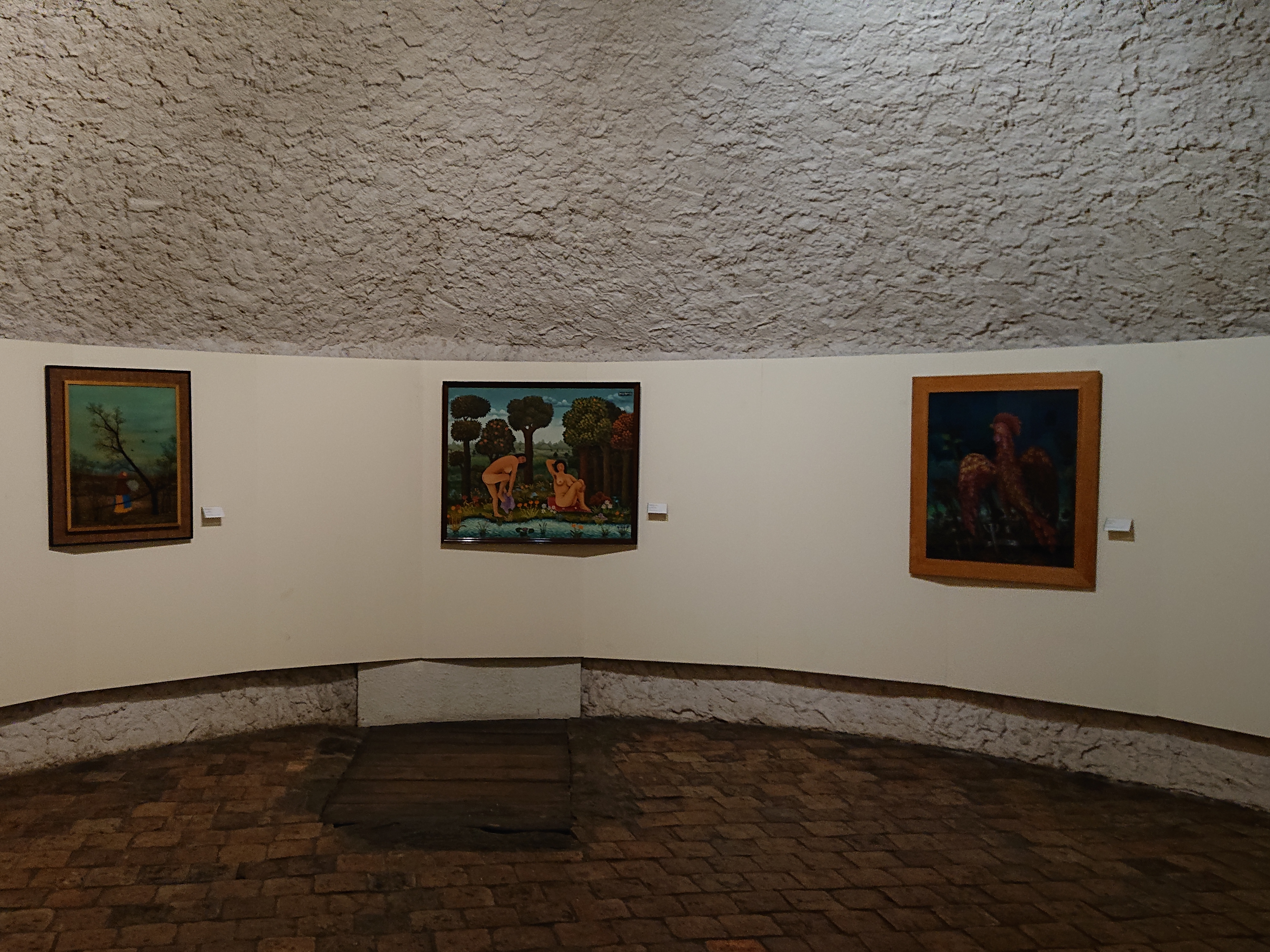
Premier niveau (sous-sol).
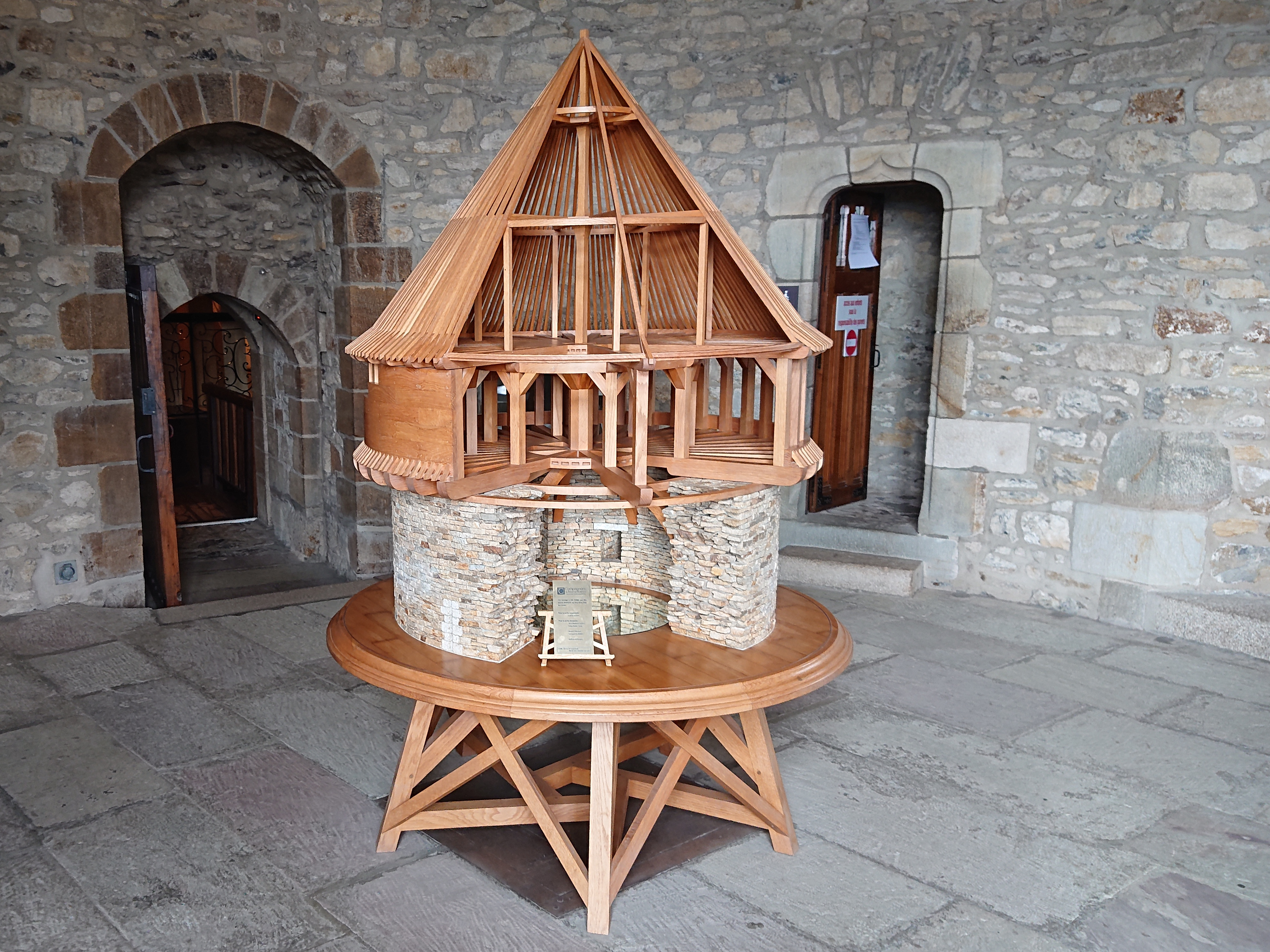
Deuxième niveau.
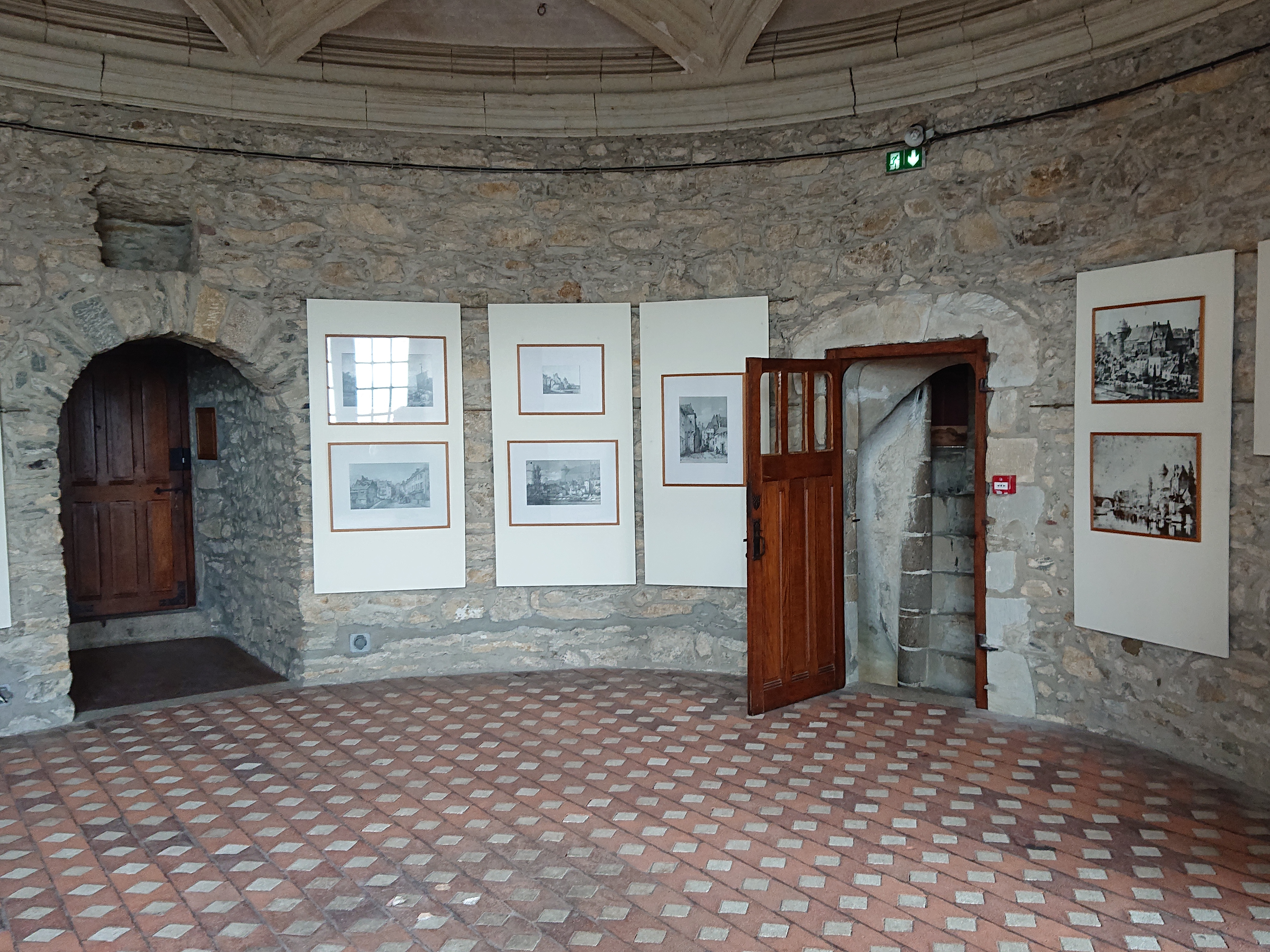
Troisième niveau.
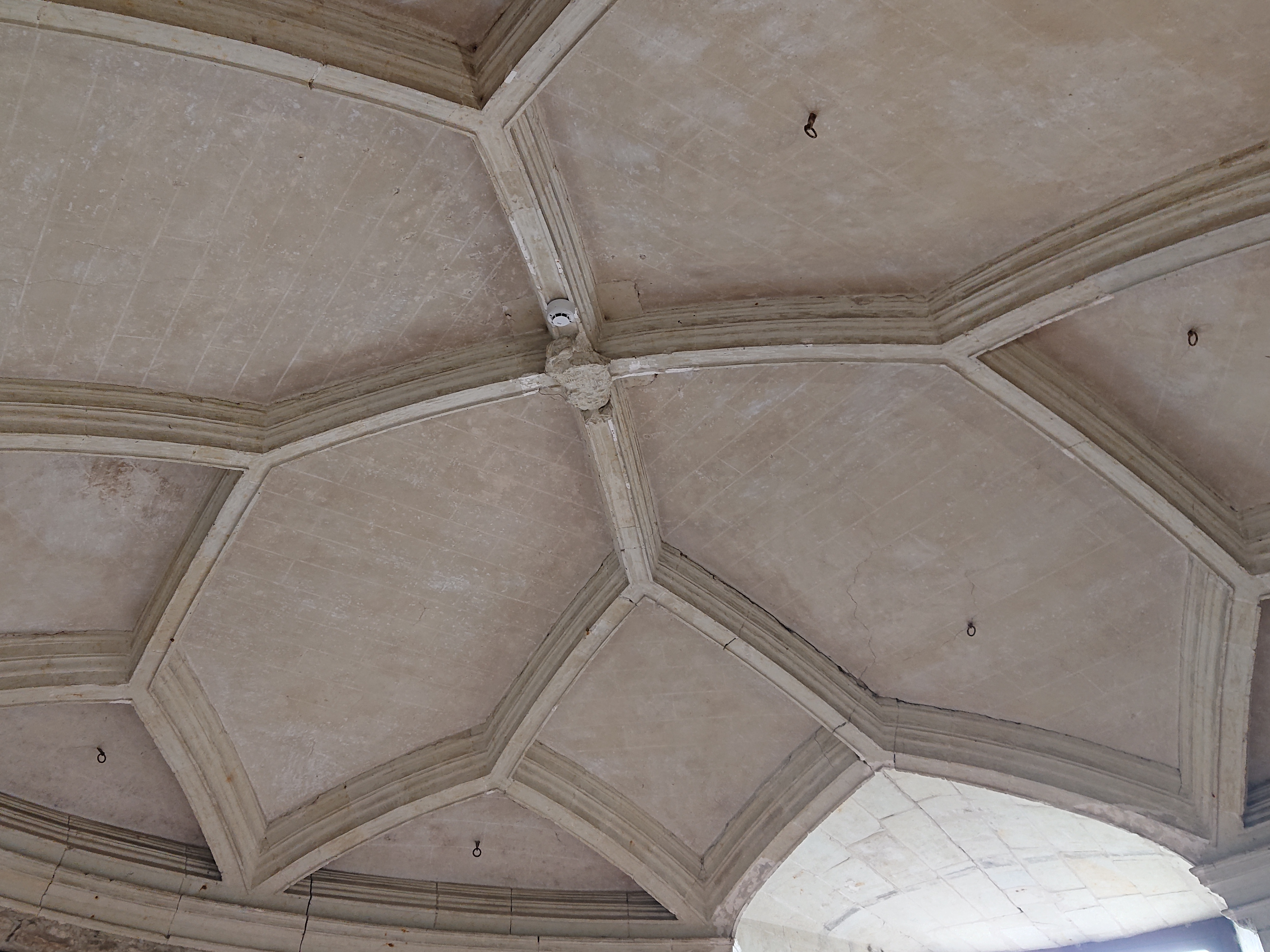
Plafond voûté muni de crochets.
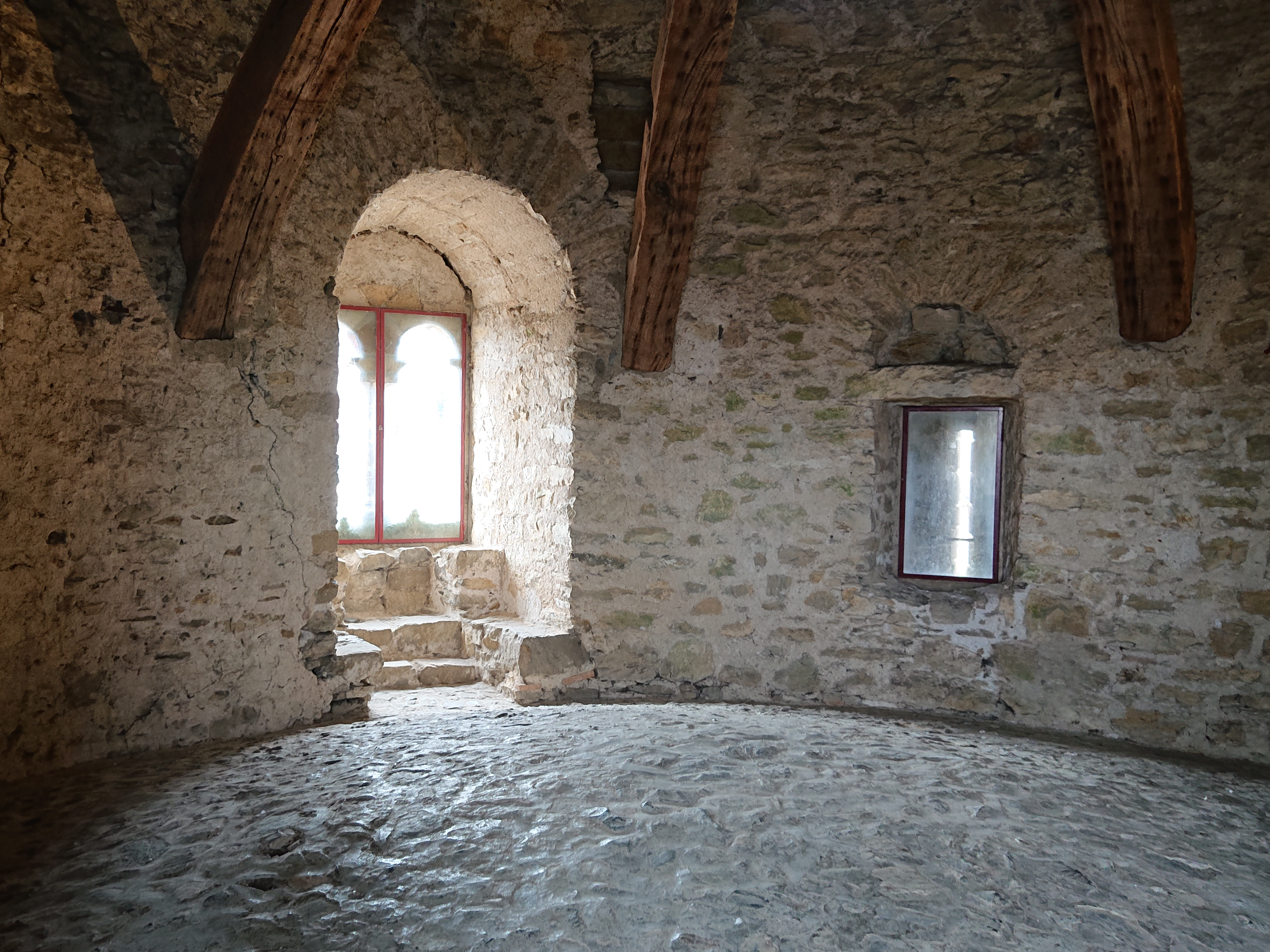
Quatrième niveau.

##### Hourd

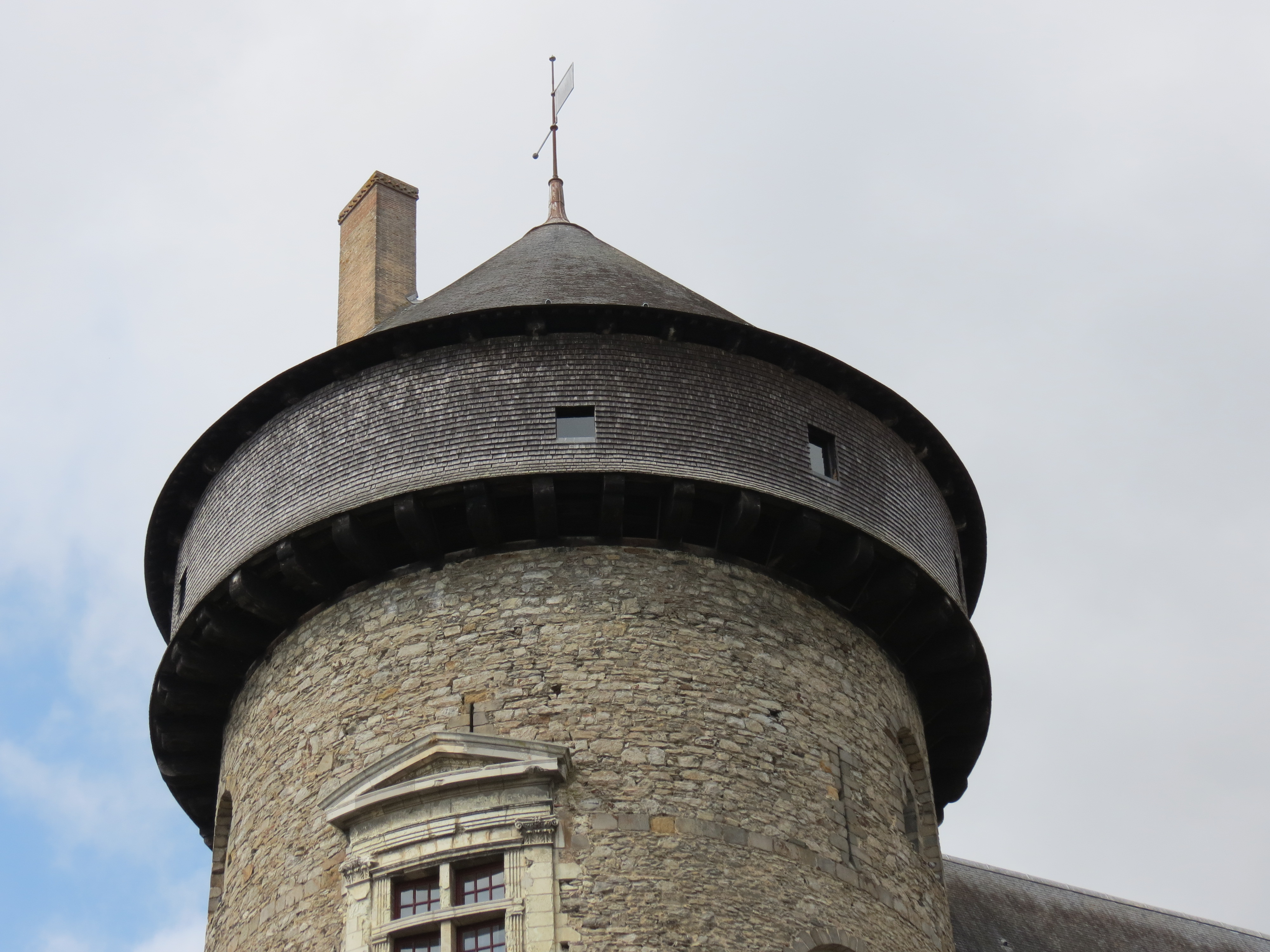
Vue extérieure du hourd.

Le hourd placé au sommet de la tour est un des éléments les plus marquants du château de Laval, à la fois pour sa silhouette distincte et pour sa valeur architecturale. Sa charpente est en grande partie d'origine, et il se distingue de la plupart des autres hourds français par son caractère permanent, les autres, comme ceux restitués à Carcassonne par Eugène Viollet-le-Duc, étant conçus comme des structures provisoires montées en temps de guerre. Le hourd de Laval forme au contraire un étage à part entière de la tour.
Le hourd est intégralement fait de chêne, et il est constitué de deux enrayures superposées et reliées par un poinçon central. Ces deux enrayures débordent l'aplomb du mur, ce qui permet de ménager des mâchicoulis dans l'enrayure inférieure. Les mâchicoulis permettent de défendre la base des murs de la tour, qui ne peut pas être défendue depuis les archères. L'enrayure inférieure est constituée de huit entraits assemblés au poinçon et liés entre-eux par des goussets. Cette enrayure sert d'appui à deux rangées concentriques de poteaux soutenant l'enrayure supérieure. La rangée intérieure comprend huit poteaux — un par entrait, tandis que la rangée extérieure en comprend quarante. Elle clôt la structure et sert de support au bardage extérieur constitué de madriers. L'enrayure supérieure n'est constituée que d'entraits, et elle se combine à la charpente de toiture.
La structure est soutenue par-dessous par huit jambes de force, liées à chaque entrait de l'enrayure inférieure, et ancrées dans les murs du dernier étage maçonné de la tour. Les jambes sont reliées par un poinçon central orné d'une rosace sculptée. La structure a pu être datée précisément par dendrochronologie, sa construction pouvant être estimée entre 1219 et 1227, les arbres ayant probablement été abattus en 1220. Des poutres plus récentes témoignent d'une restauration réalisée entre 1334 et 1347. L'analyse des couchis des fenêtres du quatrième étage montre qu'ils remontent également aux années 1219-1220, prouvant que le hourd a été construit lors de la même phase de construction que la tour. Les pièces de charpente portent encore la numérotation utilisée par les artisans de l'époque. La charpente de toiture comprend trois enrayures, dont l'enrayure supérieure du hourd, sur lesquelles reposent les chevrons-arbalétriers qui soutiennent la couverture.

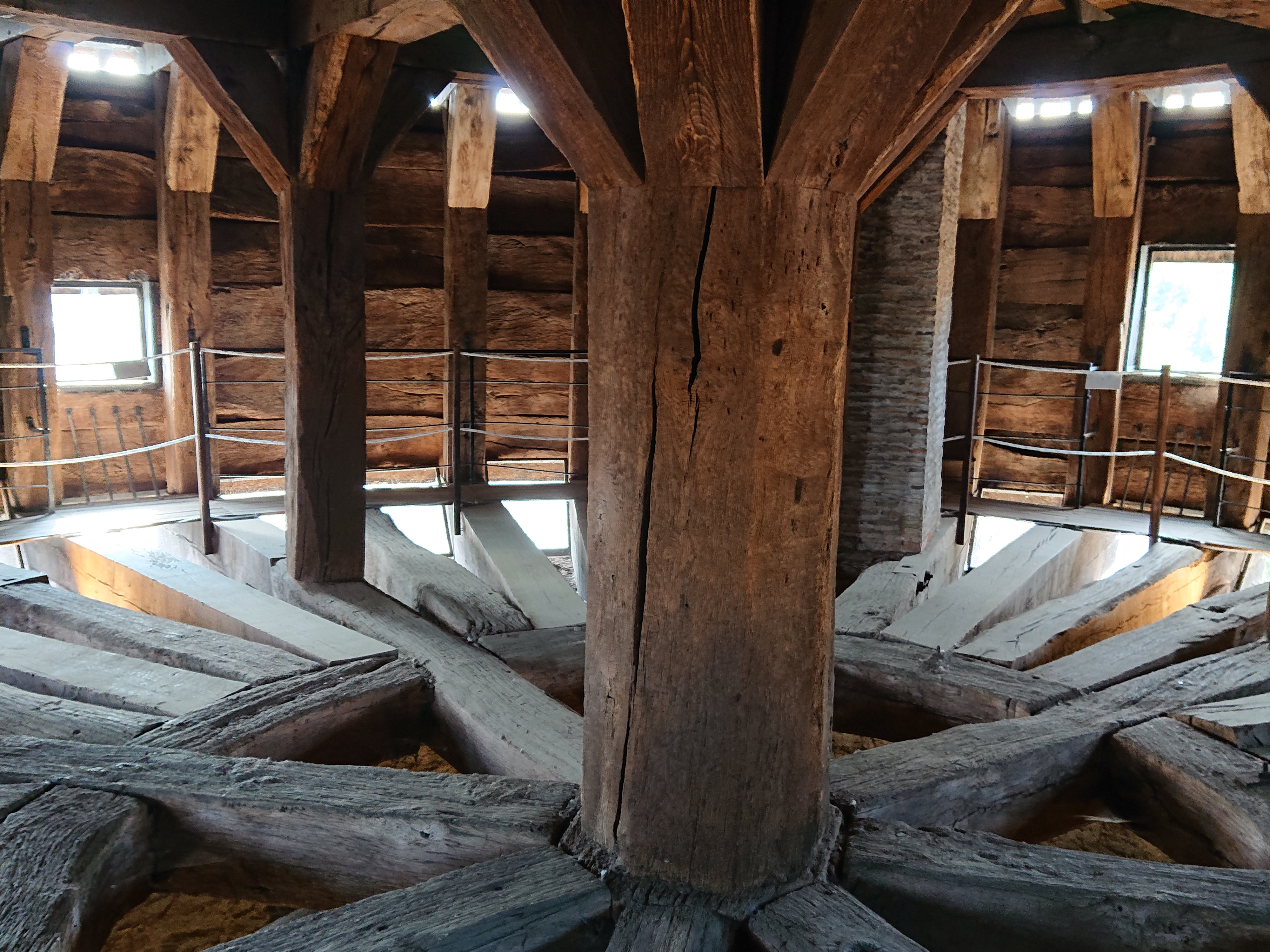
L'intérieur du hourd avec le poinçon central.
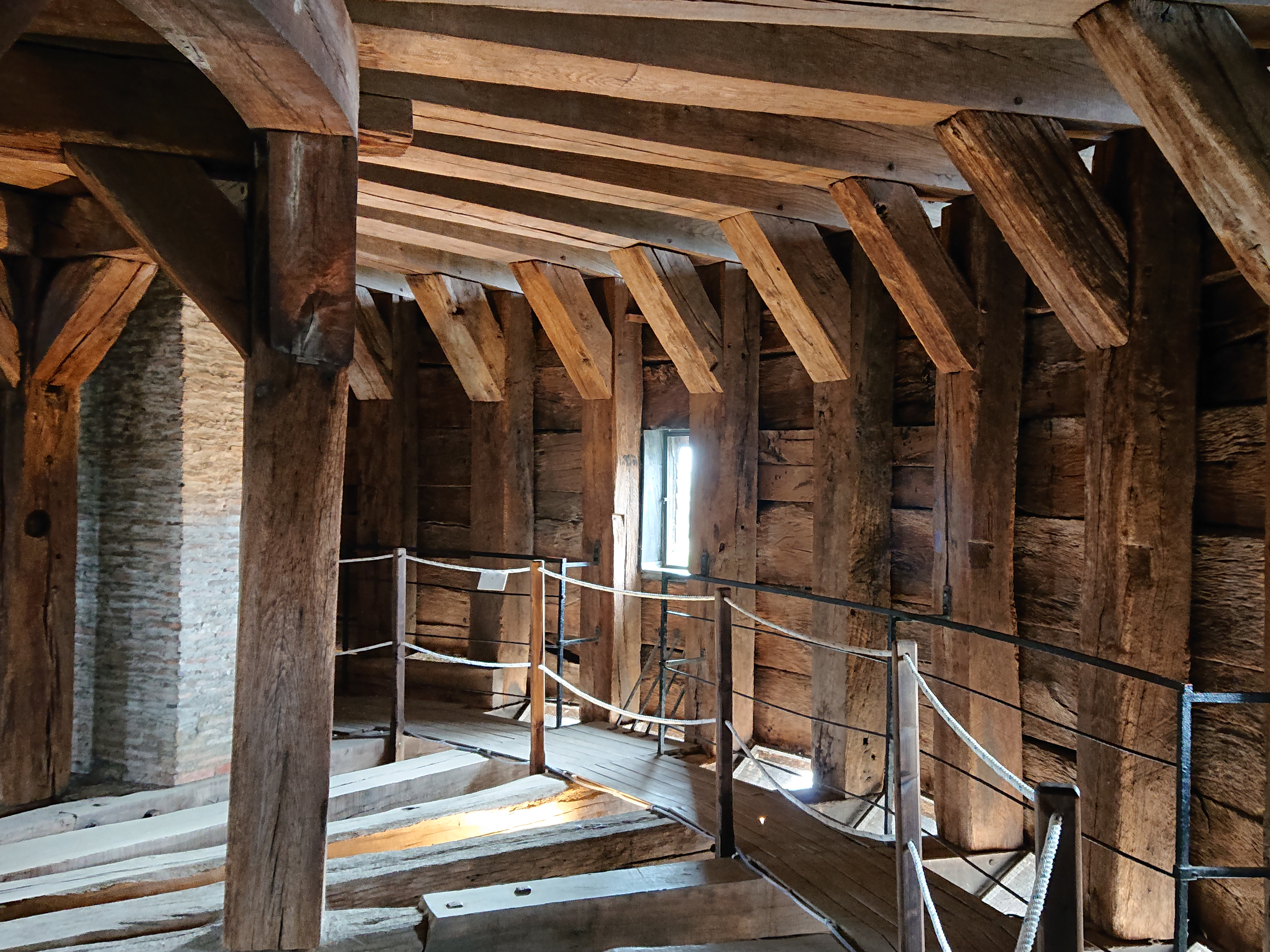
Vue intérieure.
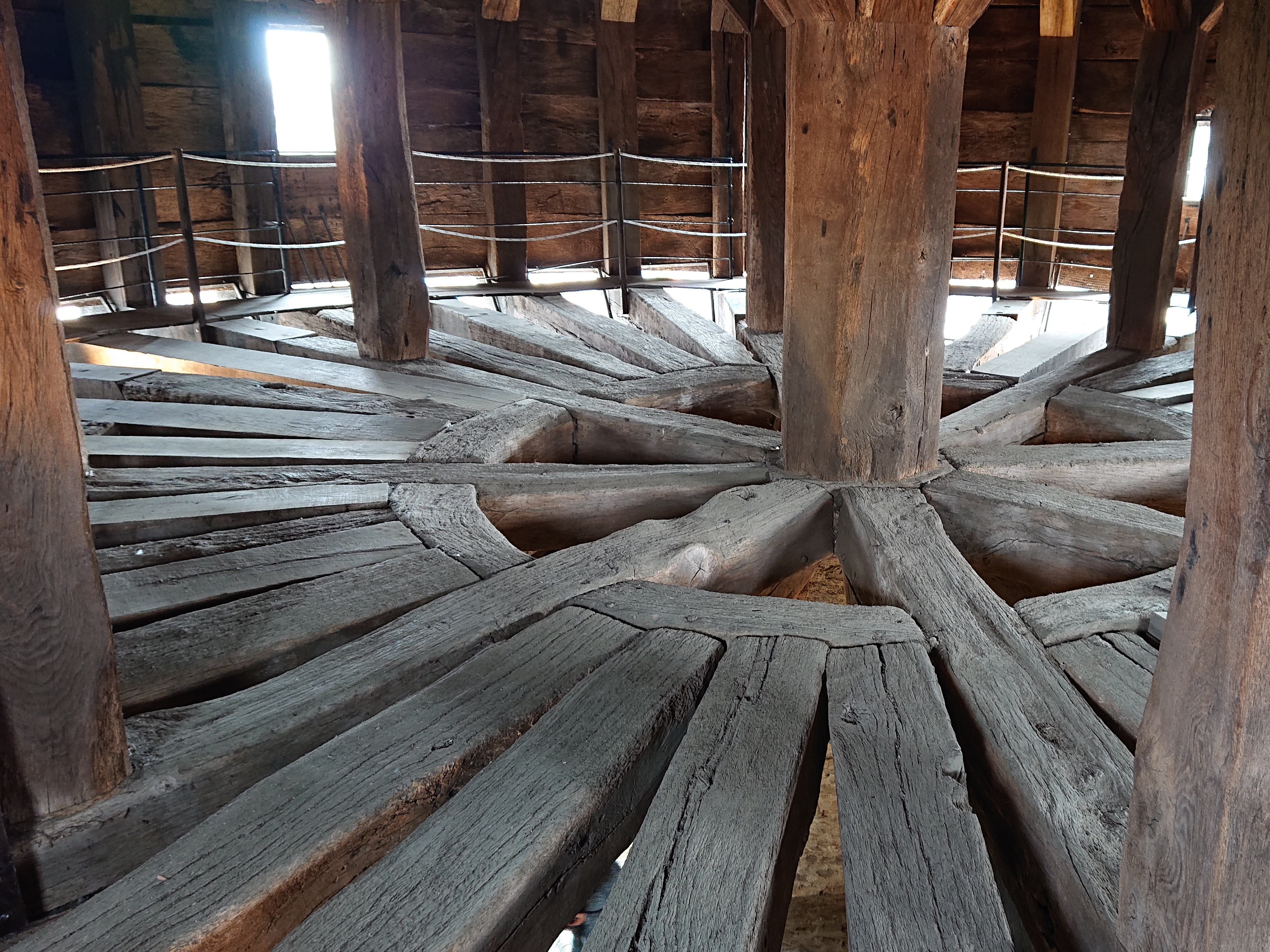
L'enrayure inférieure.
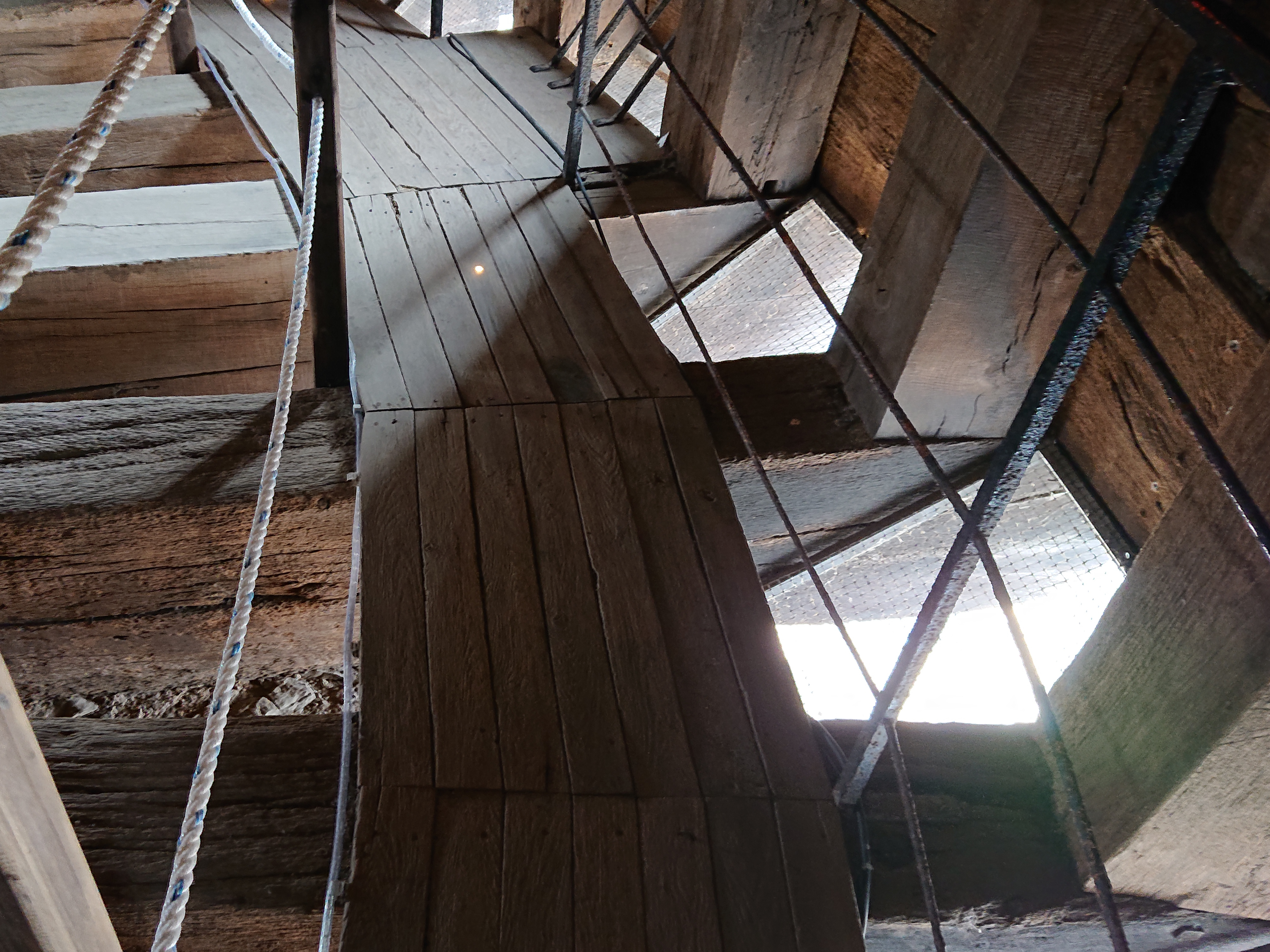
Mâchicoulis.
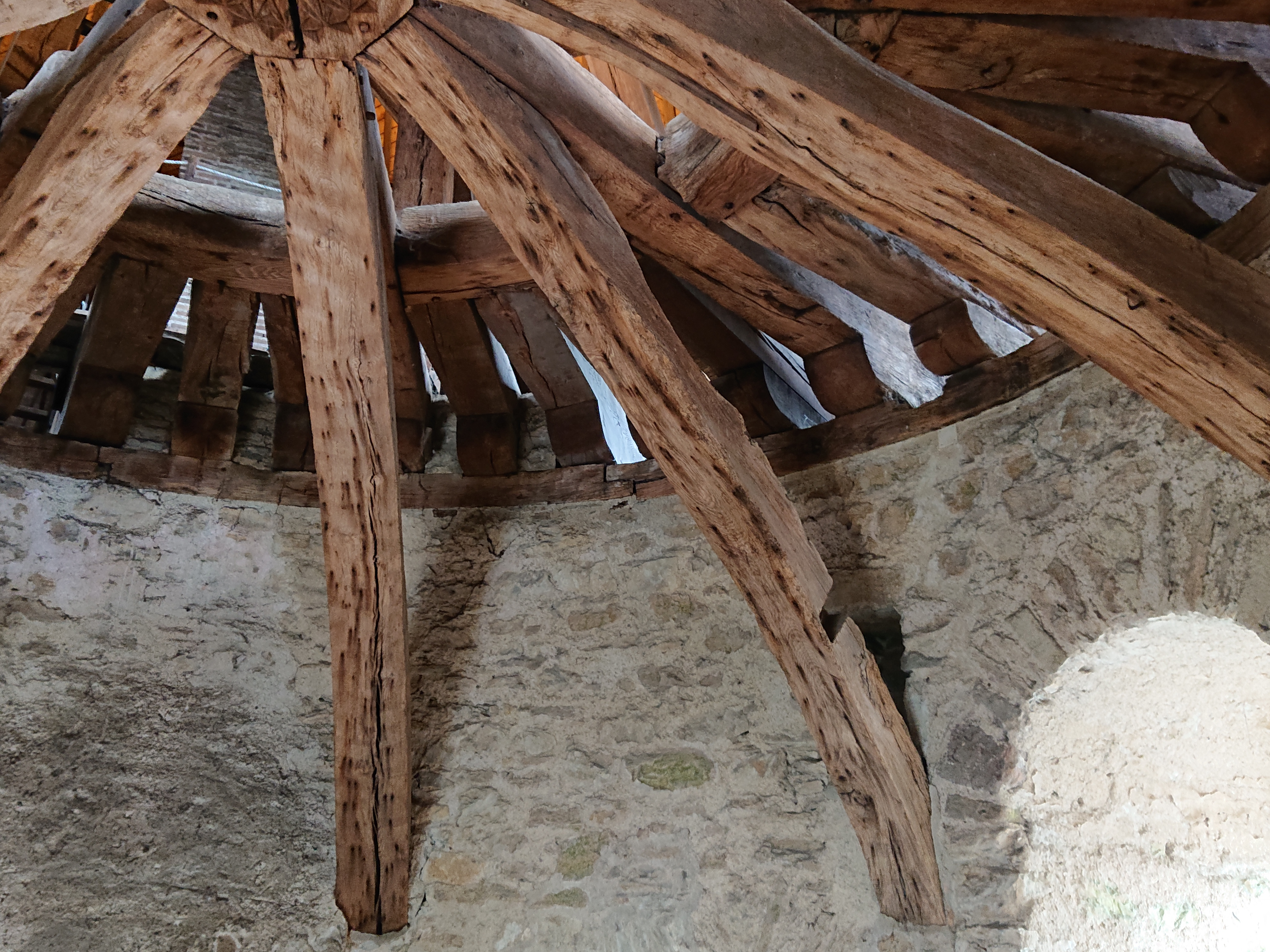
Jambes de force soutenant le hourd.
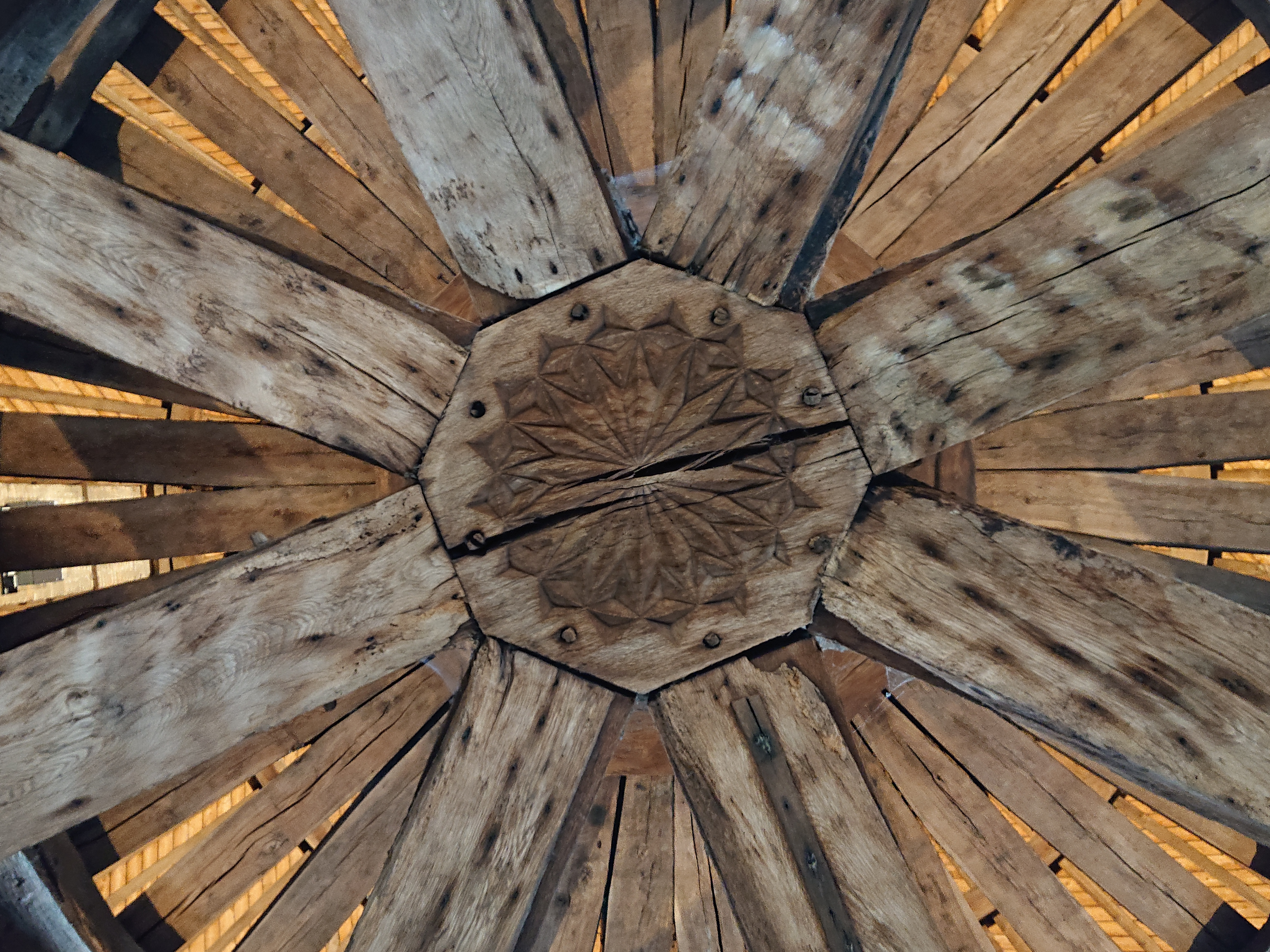
La rosace.

#### Tour romane

##### Architecture

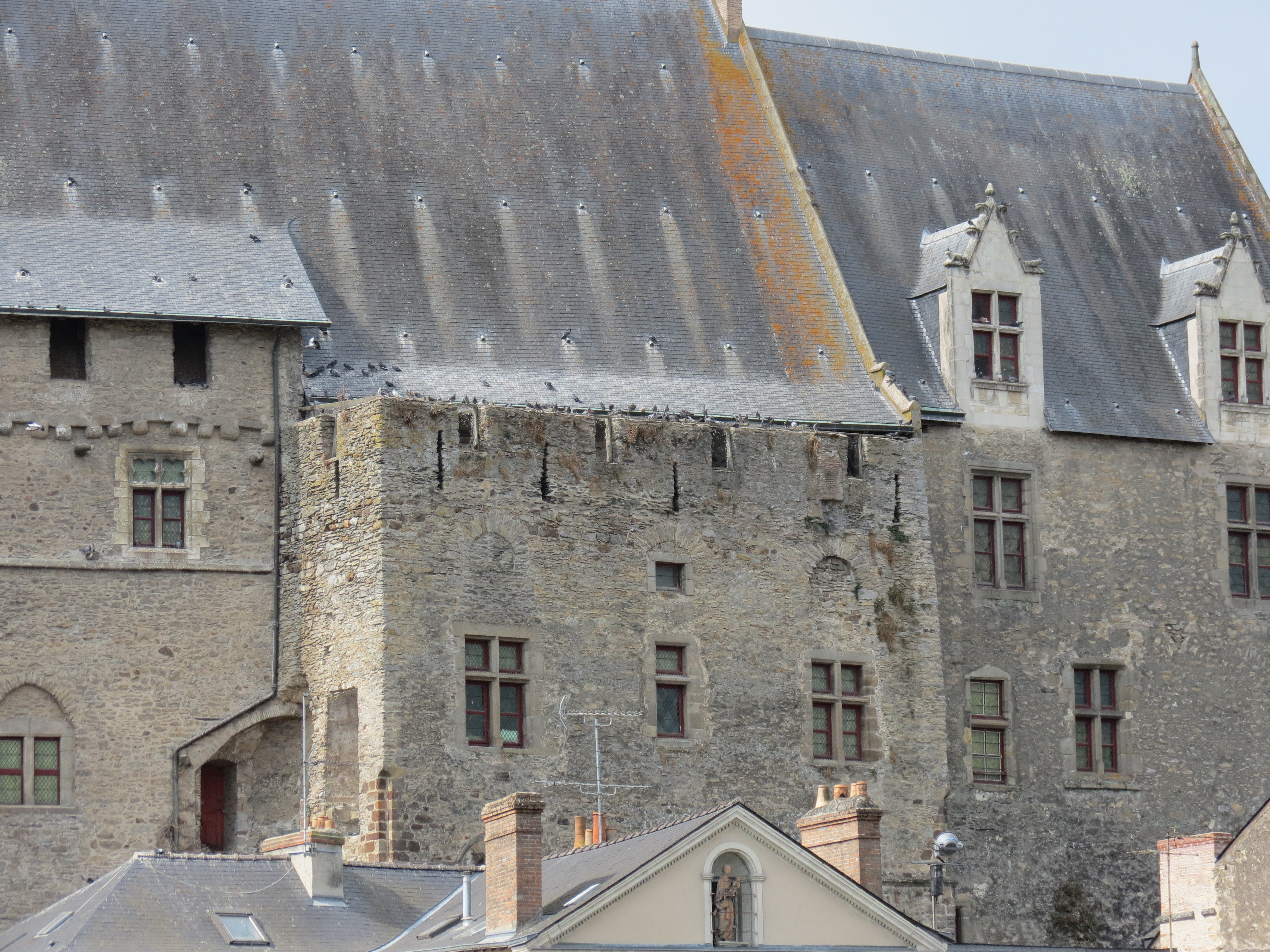
La tour vue depuis les quais.

La tour romane, qui renferme la chapelle dans son niveau inférieur, remonte à la fin du XIe siècle ou au début du XIIe siècle. De plan carré, elle est élevée sur la limite est du château, au bord des affleurements rocheux qui dominent la Mayenne. À l'origine, elle ne semble posséder qu'un seul niveau, correspondant à la chapelle. Elle est construite en calcaire bleu local, les ouvertures et les chaînes d'angle étant réalisées en grès roussard. La tour est construite en prolongement de la demeure seigneuriale primitive, édifice rectangulaire qui ne subsiste qu'à l'état de vestiges. Malgré sa situation et sa ressemblance avec les nombreux donjons quadrangulaires de l'Ouest de la France, la tour n'a jamais eu de fonction défensive. La maigre épaisseur de ses murs suggère davantage une fonction résidentielle. La chapelle n'a été aménagée qu'aux alentours de 1170, lorsque Guy V créé un collège de chanoines. Le plafond en bois de la salle est alors remplacé par des voûtes maçonnées. Au XIIIe siècle, lors de la reconstruction du château sous Philippe Auguste, la tour est rehaussée d'un étage et elle est couronnée par une courtine. Le niveau supplémentaire est construit principalement en calcaire bleu et il est éclairé côté est par trois baies en moellons de la même pierre. Elles ont été condamnées et remplacées par des fenêtres à croisée en granit au XVe siècle, lors de l'édification du nouveau logis qui englobe complètement la tour romane. À la même époque, alors que de nouveaux remparts sont édifiés pour protéger le quartier qui est apparu entre le château et la rivière, la tour est munie d'un escalier à vis hors œuvre qui permet de rejoindre les nouvelles défenses.

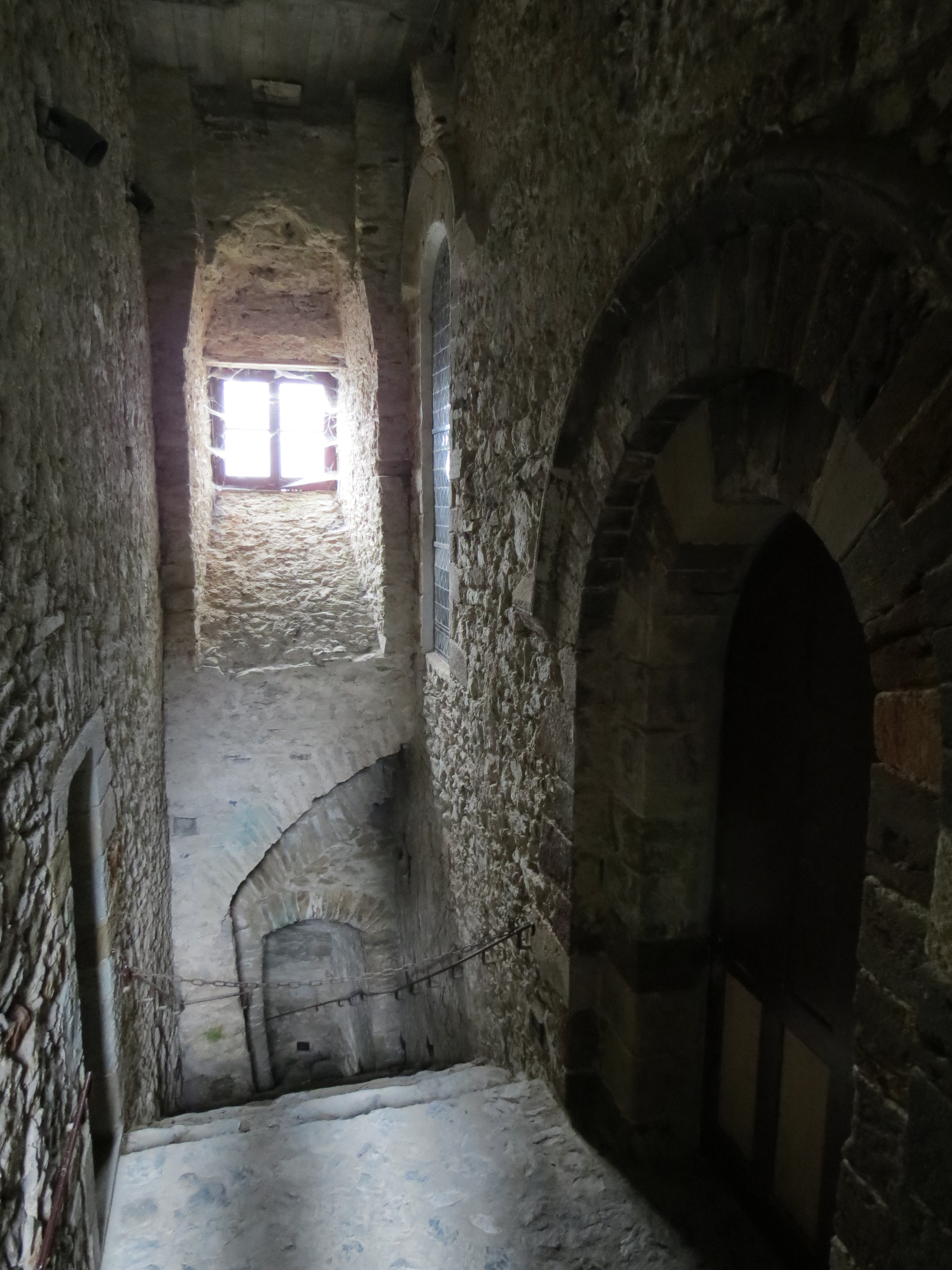
Passage intérieur.
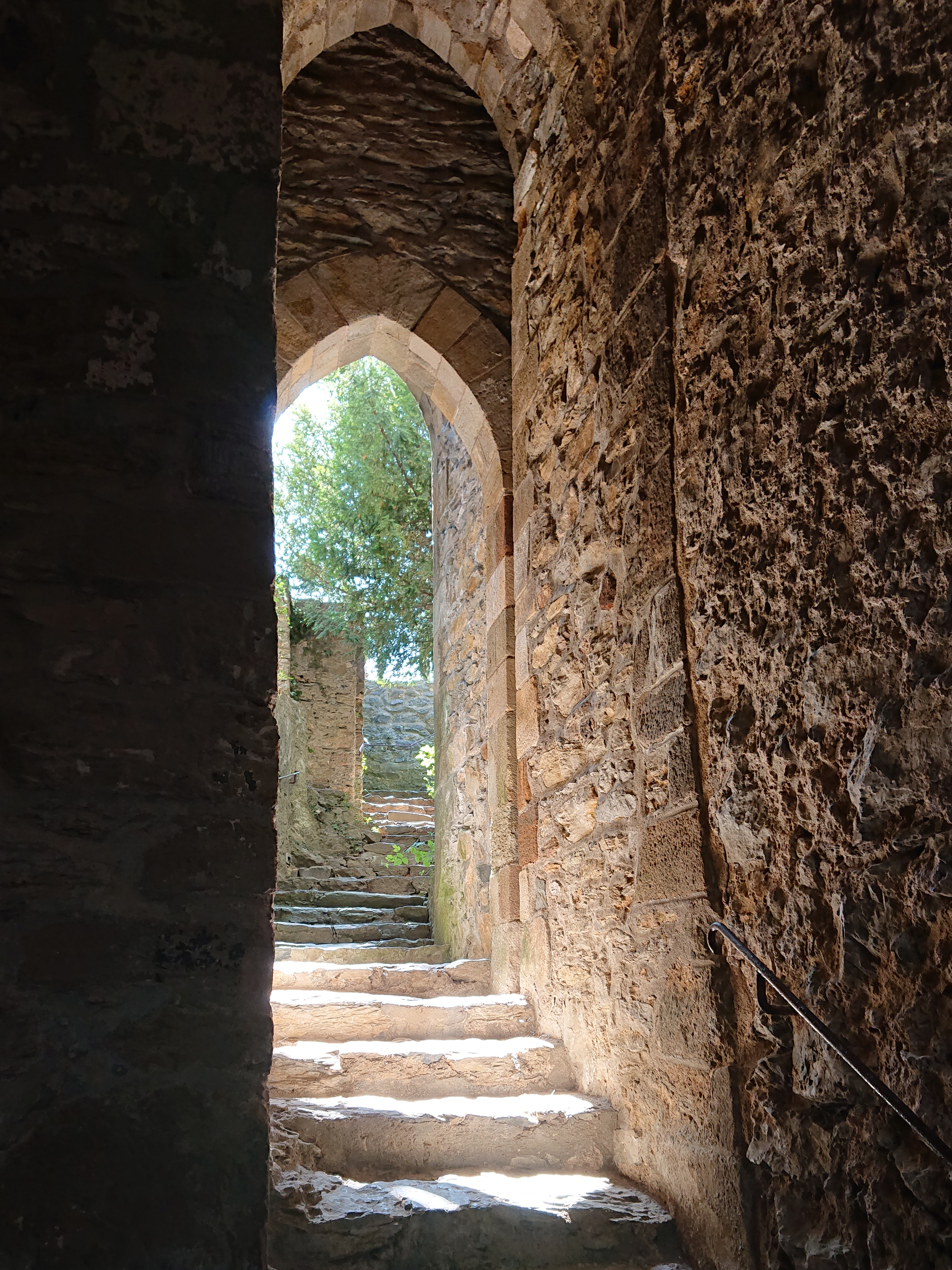
L'escalier d'accès.
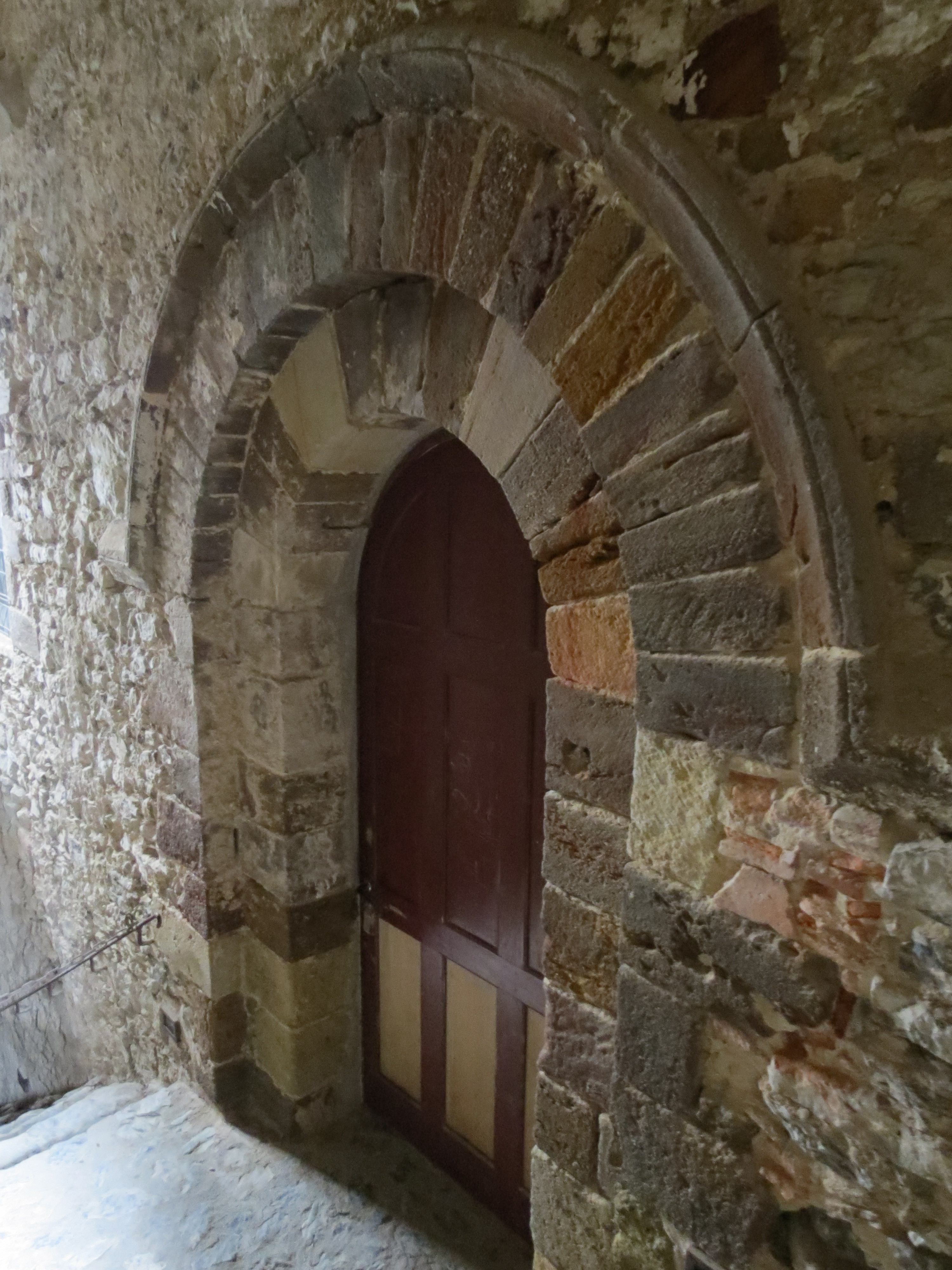
Porte de la chapelle.
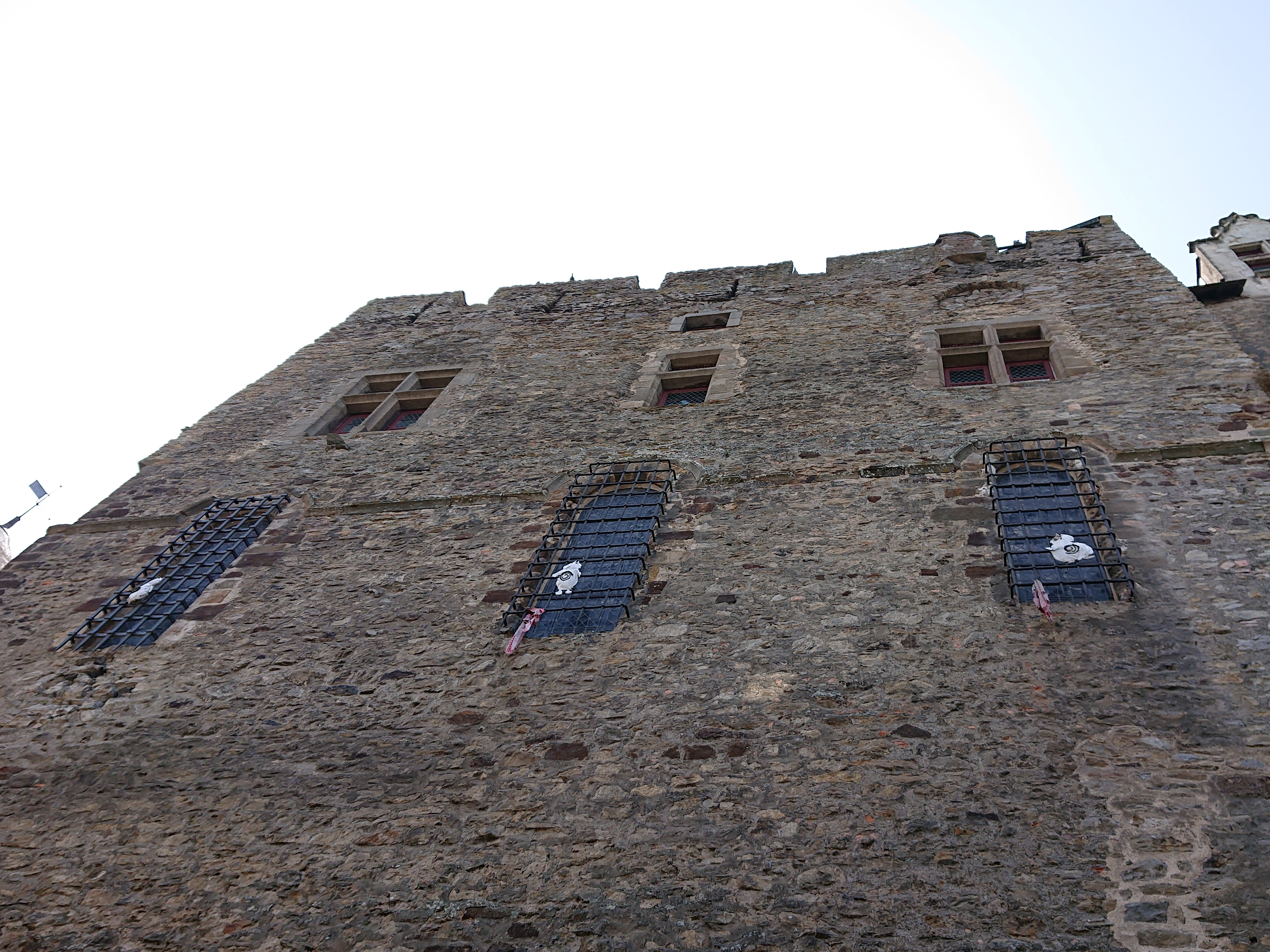
Vue de la rue du Val-de-Mayenne.
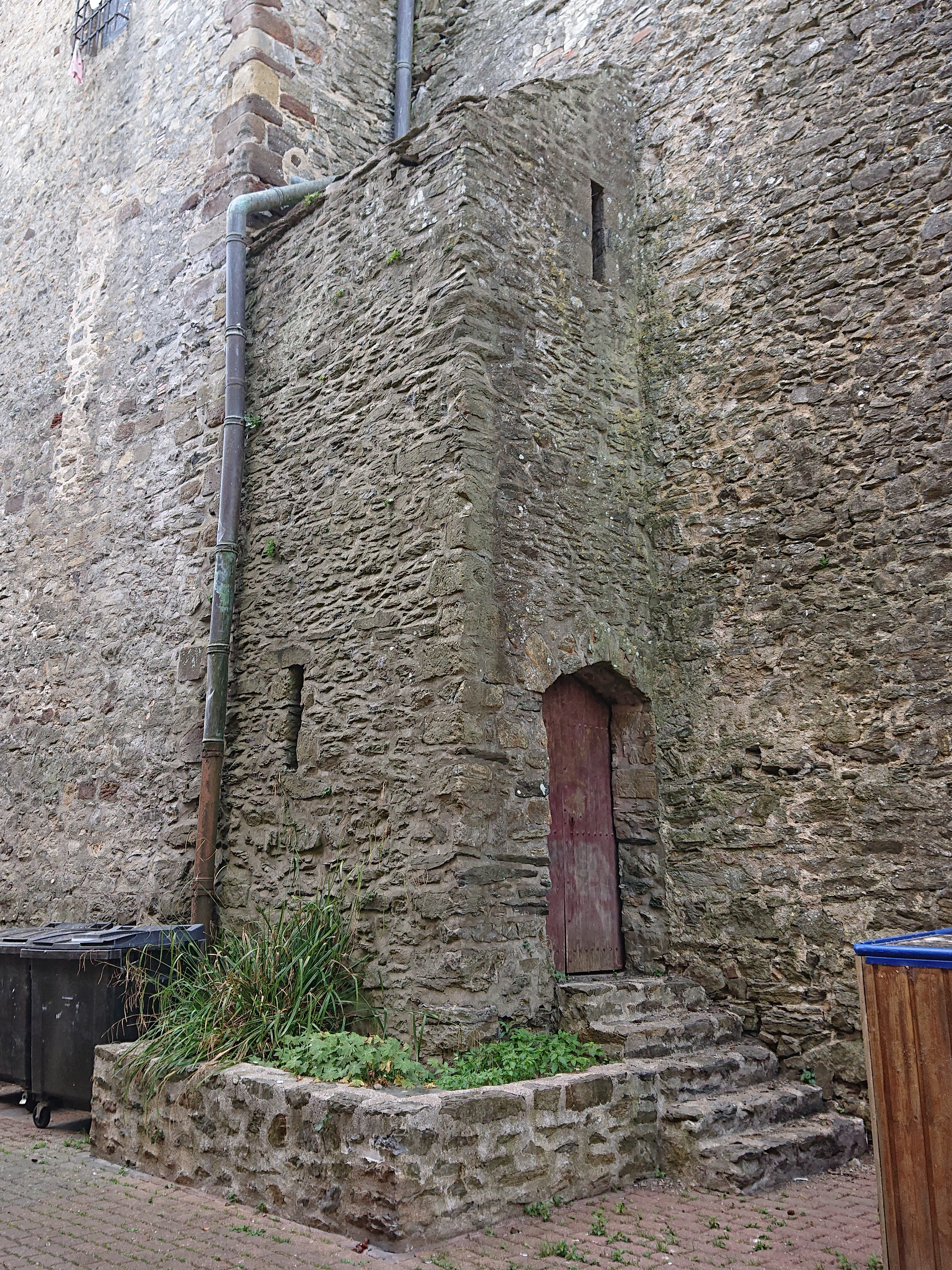
Porte sur la rue du Val-de-Mayenne.

##### Chapelle

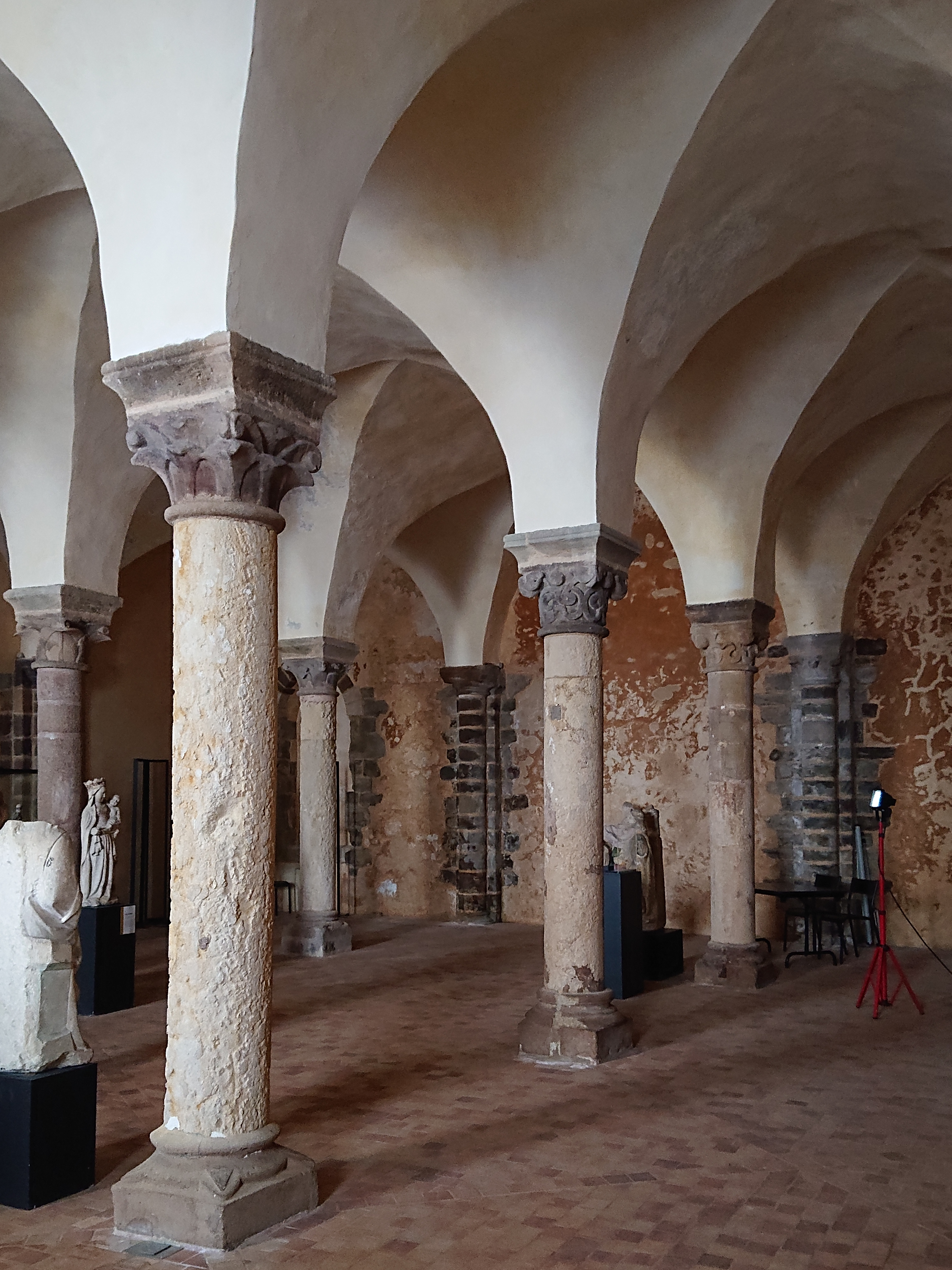
Intérieur de la chapelle.

La chapelle, située au premier niveau de la tour romane, est également sous le rez-de-chaussée du logis. Elle est couverte de voûtes d'arêtes retombant sur deux rangs de colonnes isolées placés au centre, et sur des colonnes engagées placées au pourtour. Ces colonnes forment trois vaisseaux, terminés à l'est par des absidioles percées chacune d'une grande baie en plein cintre. Le volume général, qui s'inscrit dans un grand carré, est allégé par la minceur des colonnes et des retombées des voûtes, et par les arcs surhaussés des baies. Les chapiteaux des colonnes sont en granit et ils sont ornés d'un décor végétal stylisé — palmettes, feuilles d'eau terminées par des crochets, entrelacs. La dureté de la pierre impose un modelé très arrondi. Certains chapiteaux peuvent être rapprochés de ceux de la cathédrale voisine, dont la nef a été reconstruite vers 1185. L'une des colonnes présente plusieurs graffiti représentant des personnages. Ils semblent remonter aux alentours de 1600 pour les plus anciens, et au XIXe siècle pour les plus récents.
La chapelle a été le lieu de conservation des reliques de saint Tugdual jusqu'à leur translation dans la collégiale Saint-Tugal en 1208. Cette translation eut lieu en même temps que le transfert du chapitre fondé par Guy V de Laval dans cette même collégiale. La chapelle renferme la sépulture d'Anne d'Alègre, épouse de Guy XIX de Laval morte en 1619. Son cercueil en plomb ainsi que l'étui contenant son cœur ont été retrouvés lors de fouilles dans les années 1980. Il s'agit de la seule sépulture présente dans cette chapelle ; Anne d'Alègre étant protestante, elle n'a pu être enterrée dans la collégiale Saint-Tugal, nécropole habituelle des comtes de Laval. La chapelle, d'abord abandonnée pendant la Révolution, accueille un atelier de tissage pour les prisonniers en 1822, mais celui-ci est rapidement abandonné et le lieu sert de bûcher à partir de 1833. La chapelle est finalement restaurée en 1851 pour servir de lieu de culte de la prison.

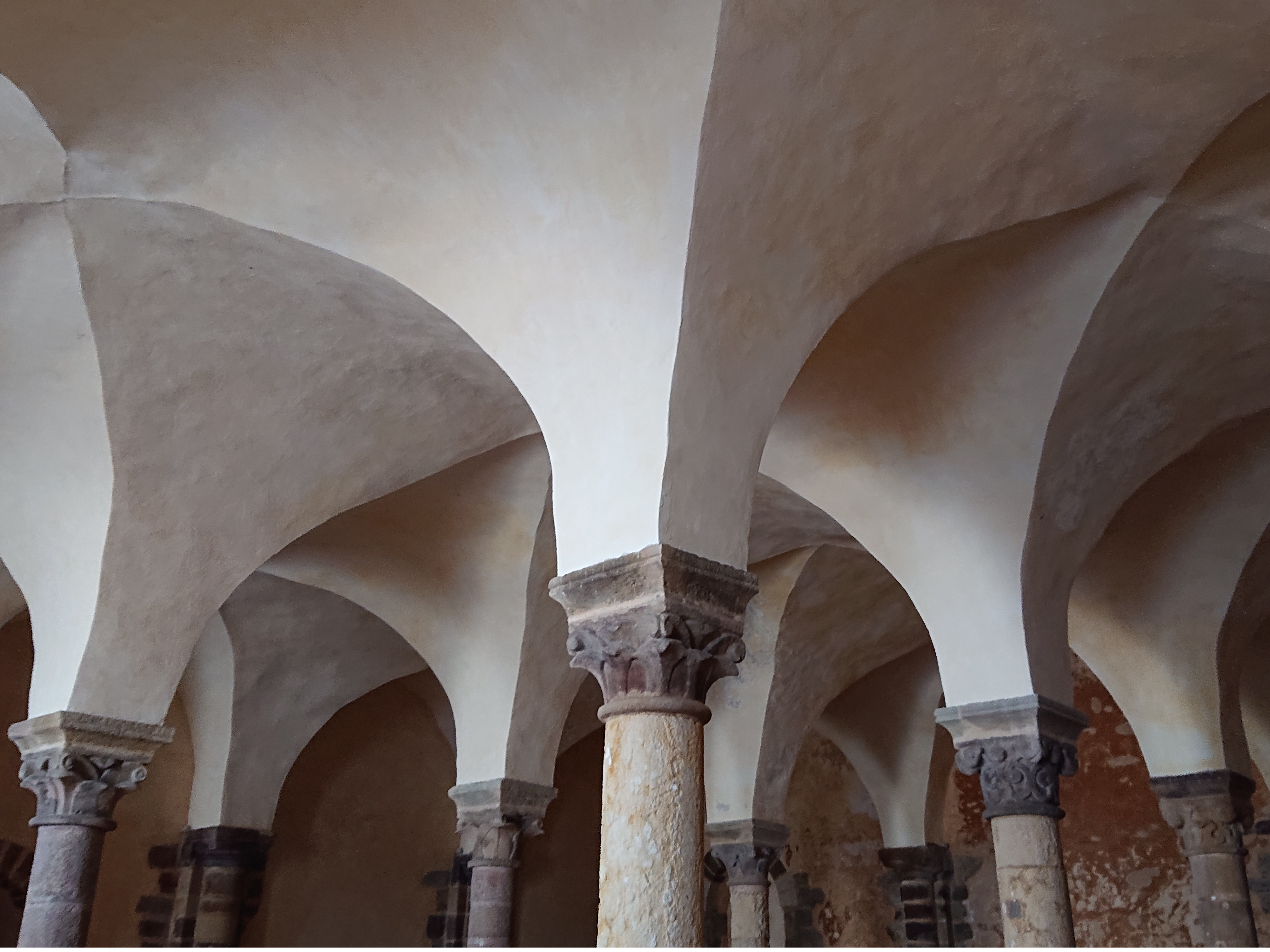
Voûtes de la chapelle.
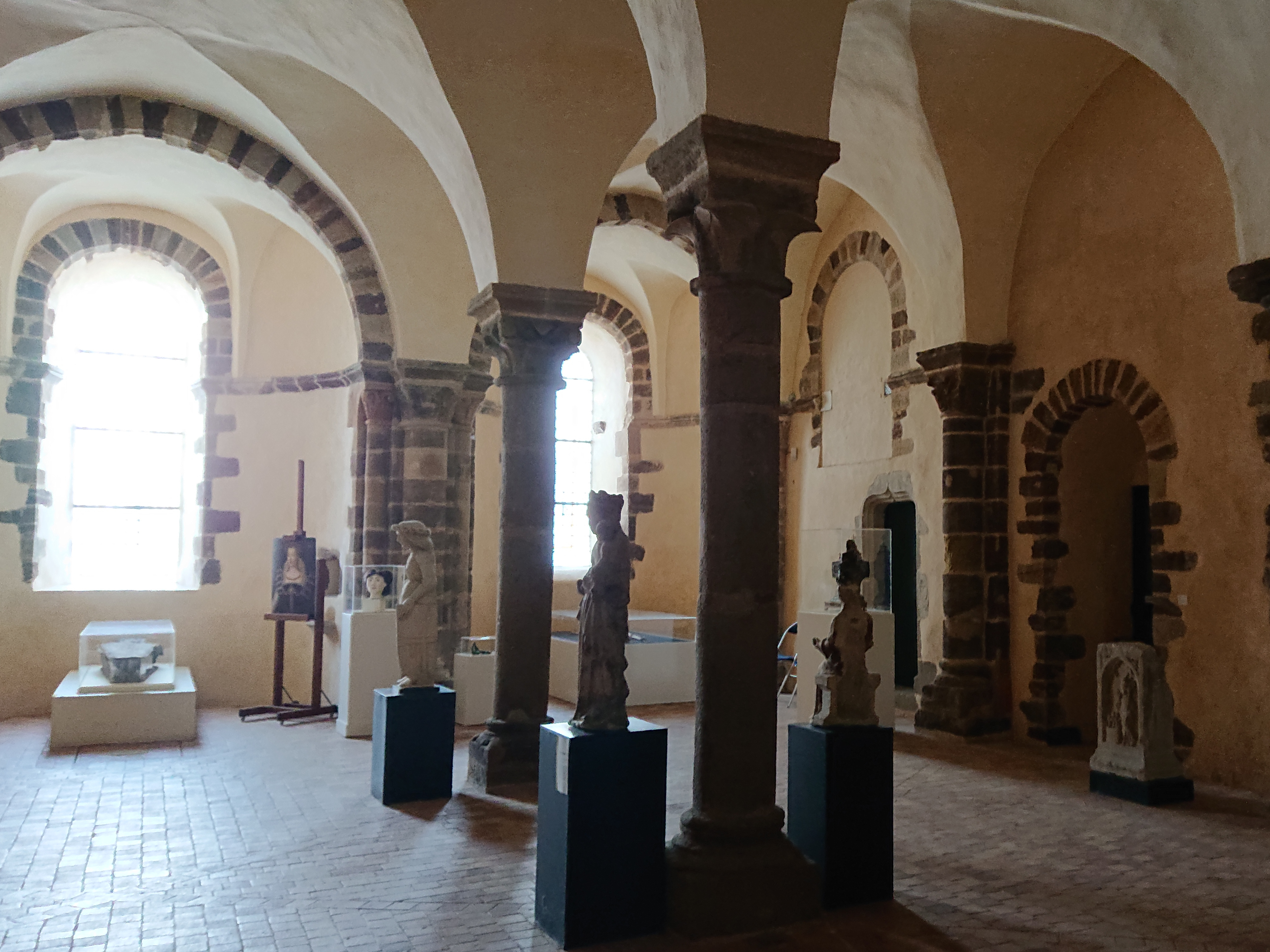
Deux des trois absides.
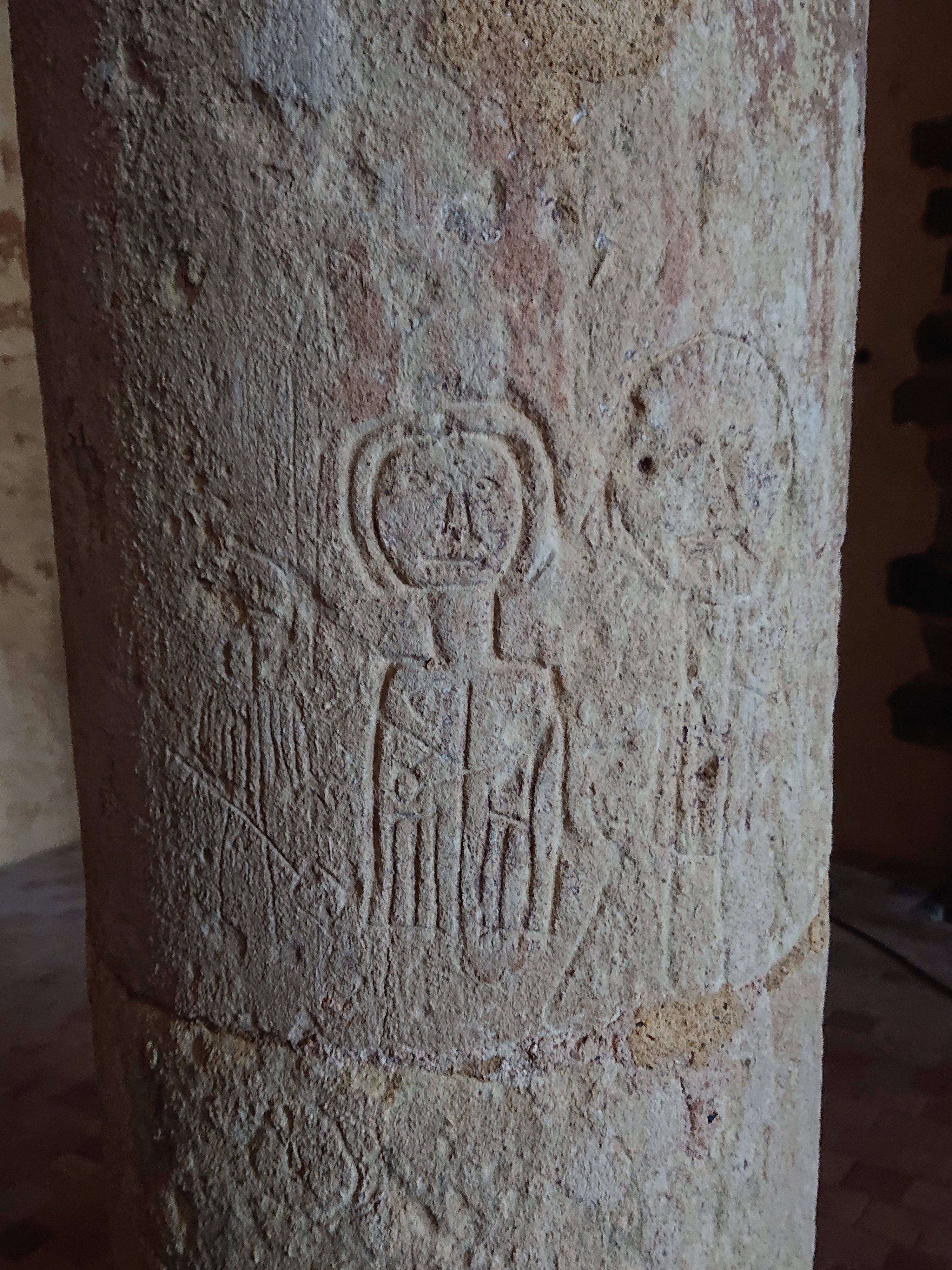
Graffiti sur une colonne.

#### Logis

##### Architecture

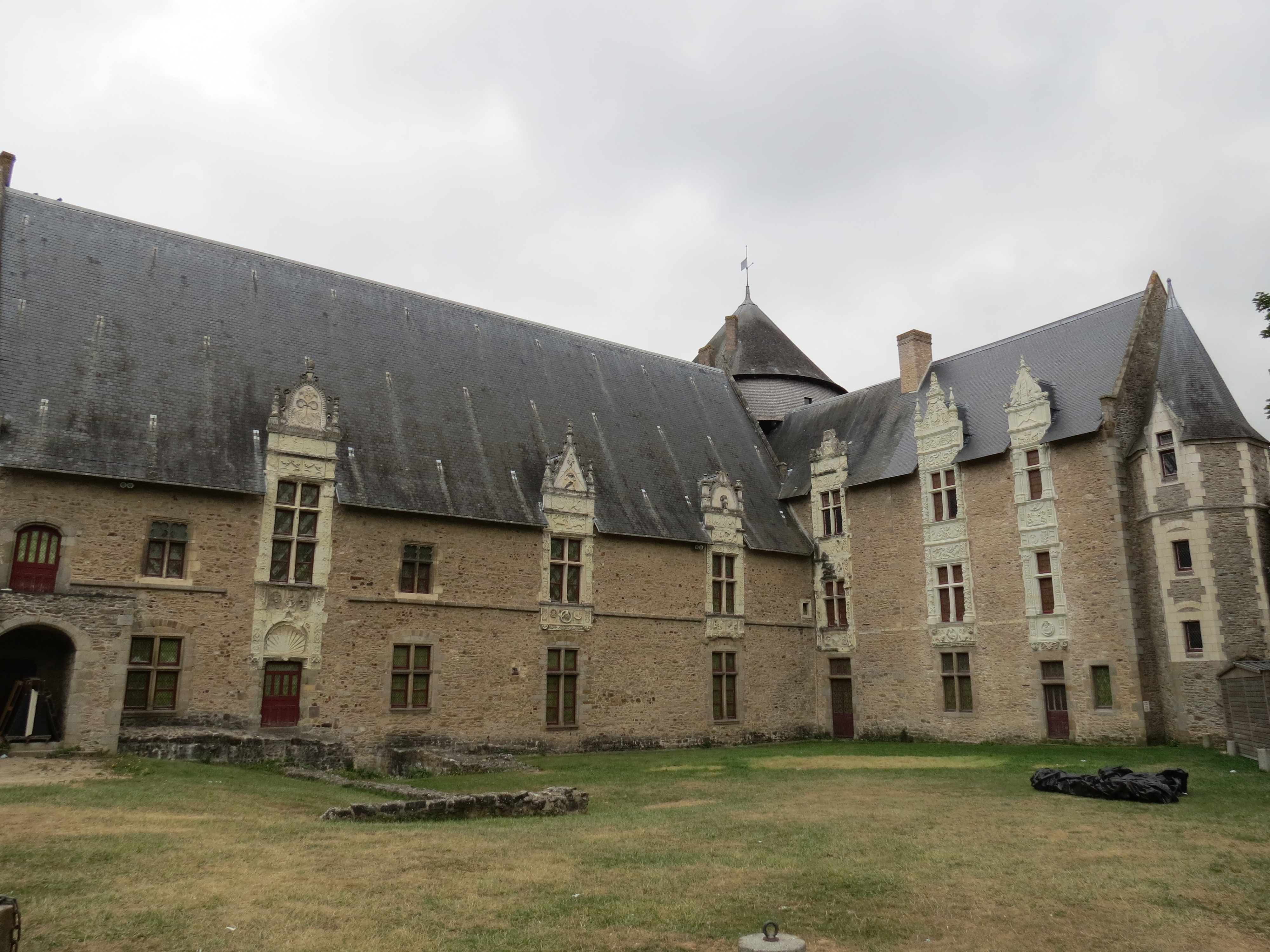
Façades côté cour des logis.

Un premier logis est construit par-dessus la demeure seigneuriale primitive au XIIIe siècle. Il est aligné le long de la courtine, et il s'étend sur un axe nord-sud. Il est ensuite reconstruit et agrandi au XVe siècle. Plus rien ne reste du logis du XIIIe siècle, en dehors du soubassement de la partie est du logis du XVe siècle. À l'étage, une vaste salle est aménagée pour servir aux fêtes et afficher le prestige des comtes de Laval. Appelée « grande salle », elle est couverte par une voûte en bois en berceau brisé. Elle fait 32 m de long pour 14 m de large. La façade côté rivière de ce logis est ponctuée par six fenêtres géminées inscrites dans des arcs brisés qui éclairent le rez-de-chaussée. L'étage est éclairé de ce côté par quatre fenêtres à croisée. Cette façade a été lourdement remaniée au début du XXe siècle, et seules les deux croisées des extrémités, qui présentent des quatre-feuilles dans leur partie supérieure, semblent effectivement dater du XVe siècle — les fenêtres géminées du rez-de-chaussée en particulier étant des créations du XXe siècle. La façade est surmontée par un chemin de ronde crénelé en légère saillie, soutenu par des corbeaux en quart de cercle. Le logis du XIIIe siècle était séparé de la tour maîtresse par un fossé défensif, mais lors de la reconstruction au XVe siècle, le fossé est comblé et les deux édifices sont joints. Une aile en équerre est également ajoutée le long de la courtine sud. Cette aile contenait les appartements seigneuriaux et elle a été utilisée au XIXe siècle pour loger le concierge et les sœurs d'Évron qui desservaient la prison. Le corps de logis principal a été prolongé au nord par une petite extension, qui date du XVe ou XVIe siècle, et qui s'appuie sur la courtine dont les créneaux sont encore visibles sur la façade côté cour. L'aile en retour a également été allongée à la même période.
Le gros-œuvre est en moellons ; les ouvertures sur cour du rez-de-chaussée sont en granit et celles des étages en calcaire. L'aile en retour se termine par une tourelle d'escalier construite dans les années 1910, après le déménagement de la prison. Si l'enveloppe date de cette époque, l'escalier qu'elle contient remonte à la fin du XVe siècle. Il provient du logis abbatial de l'abbaye de Clermont, détruit pendant cette période. Les façades intérieures du logis principal sont légèrement plus hautes qu'à l'origine, car un nivellement de la cour en 1917 a fait baisser le niveau du sol d'environ 30 cm par rapport aux assises des cheminées, qui correspondent au niveau ancien.

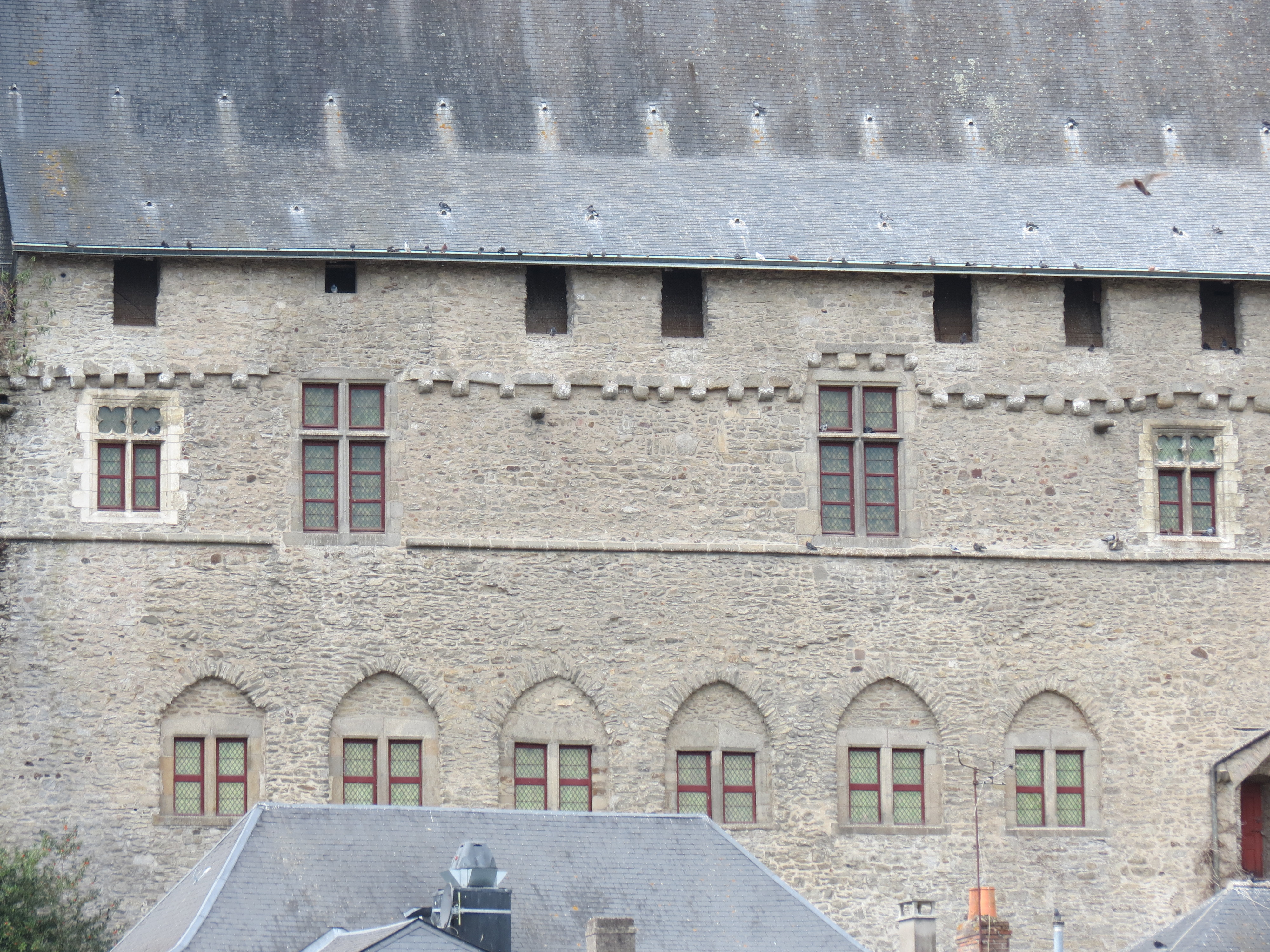
Façade extérieure du corps principal.
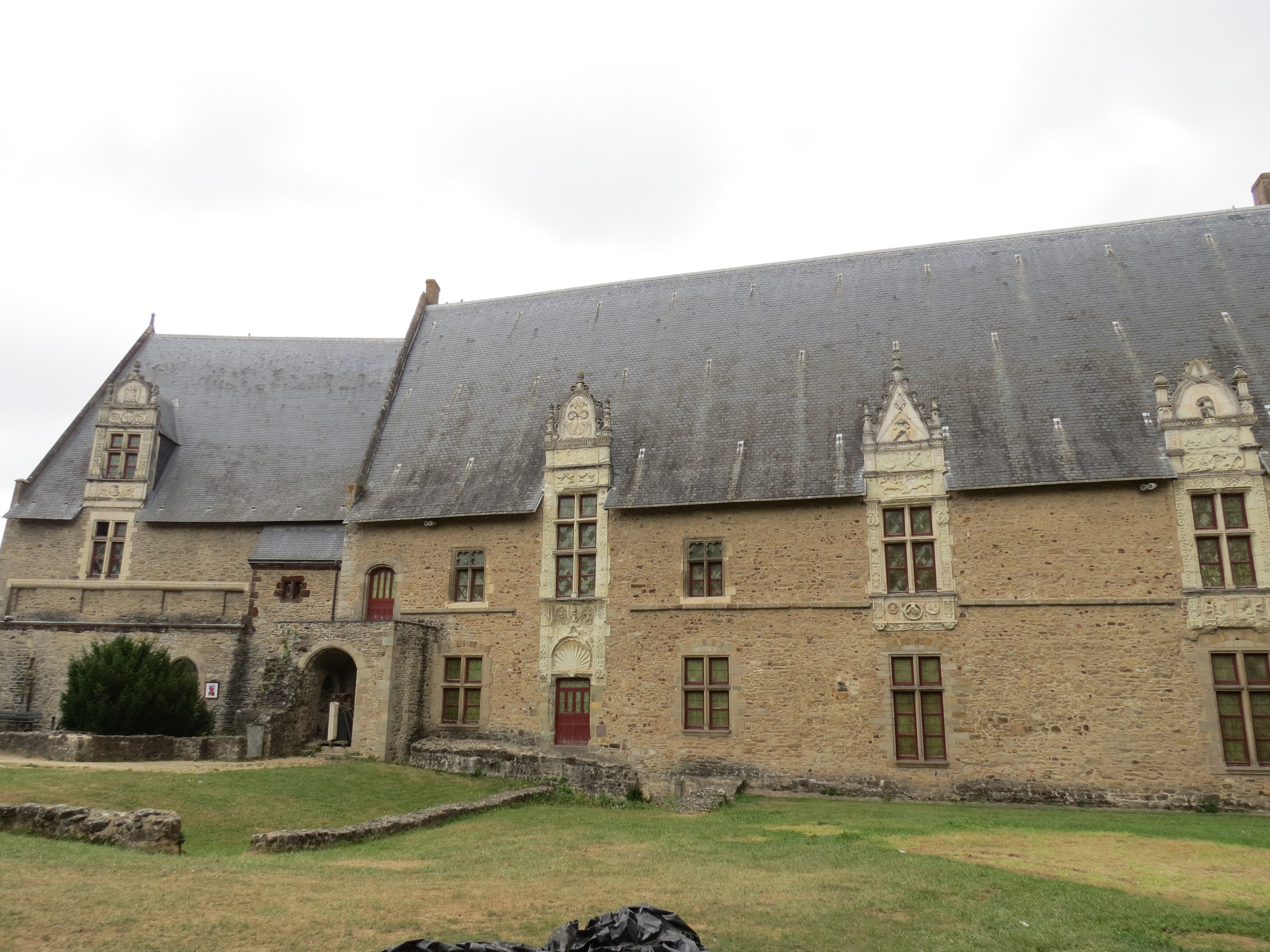
Le corps principal et son extension du XVe ou XVIe siècle.
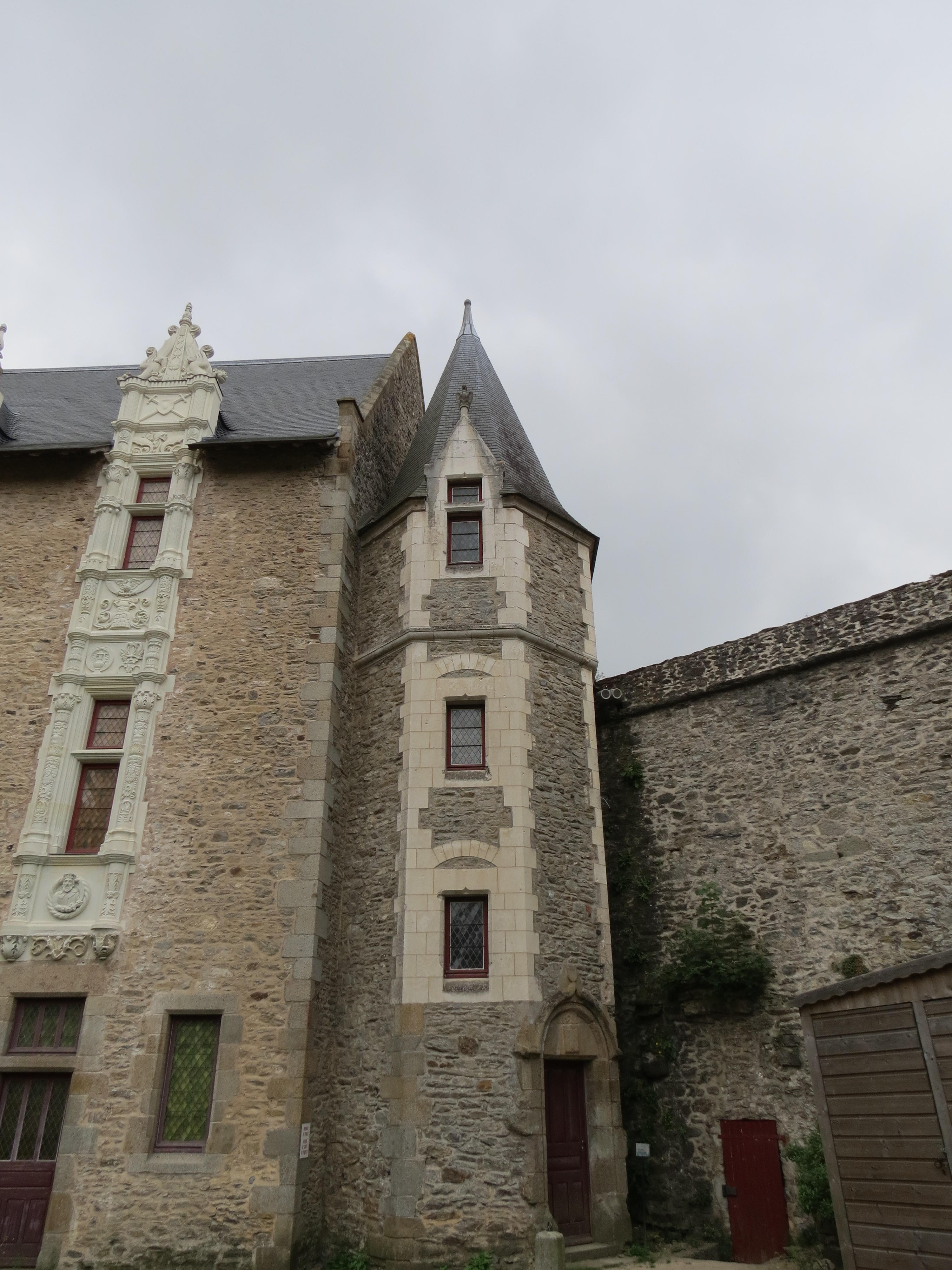
Tour de l'escalier de Clermont.
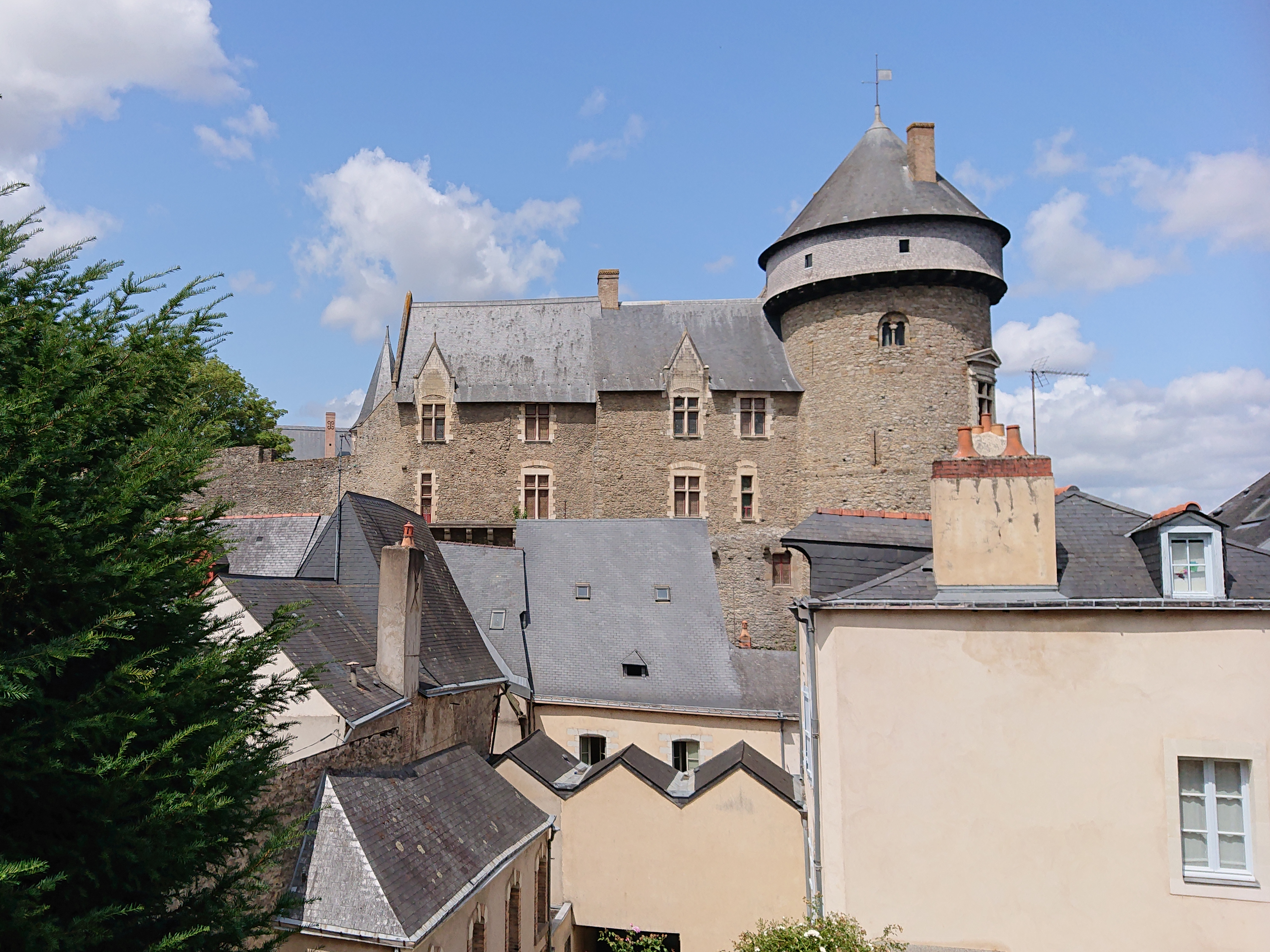
Les logis vus du sud.
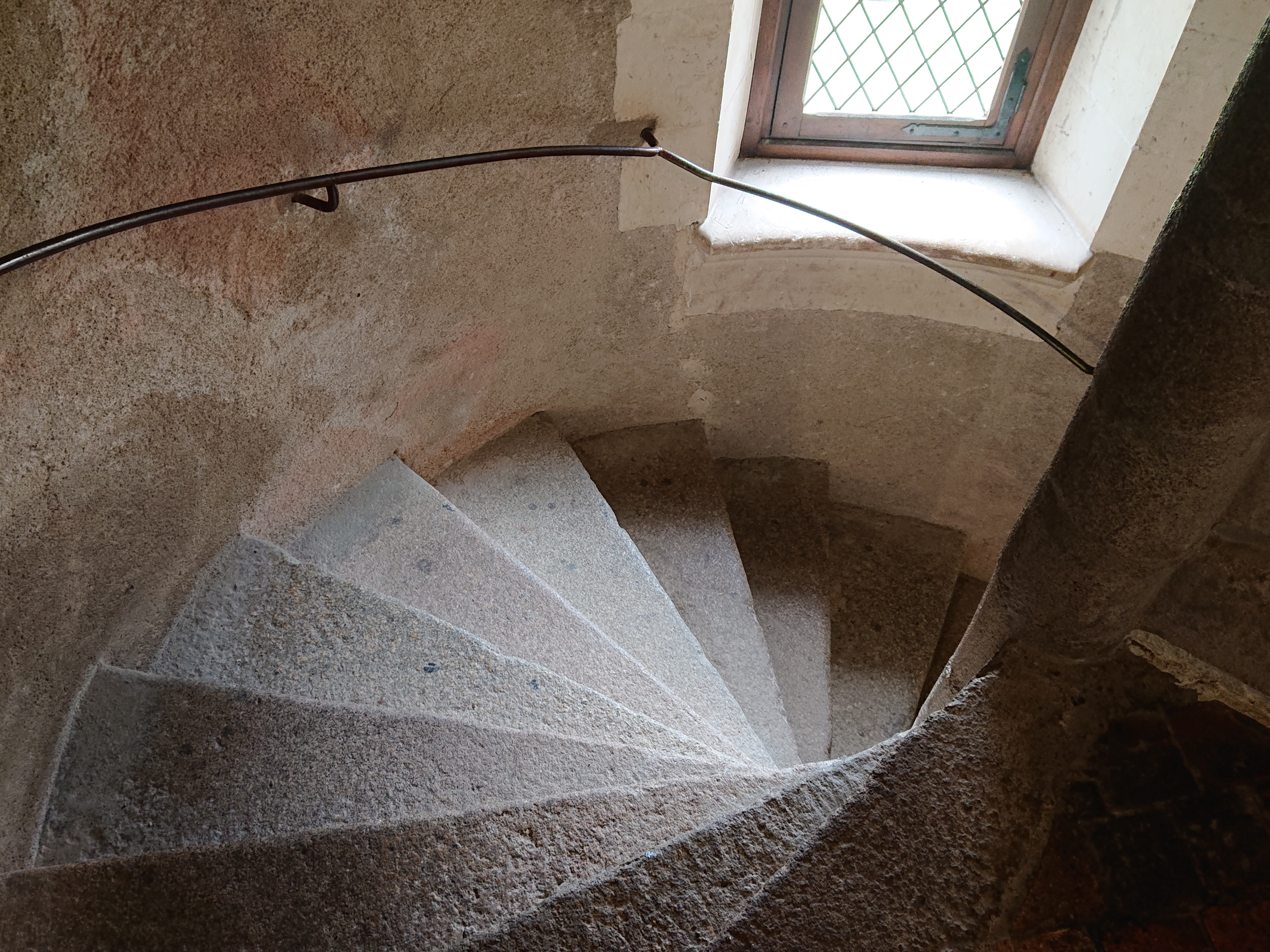
L'escalier de Clermont.
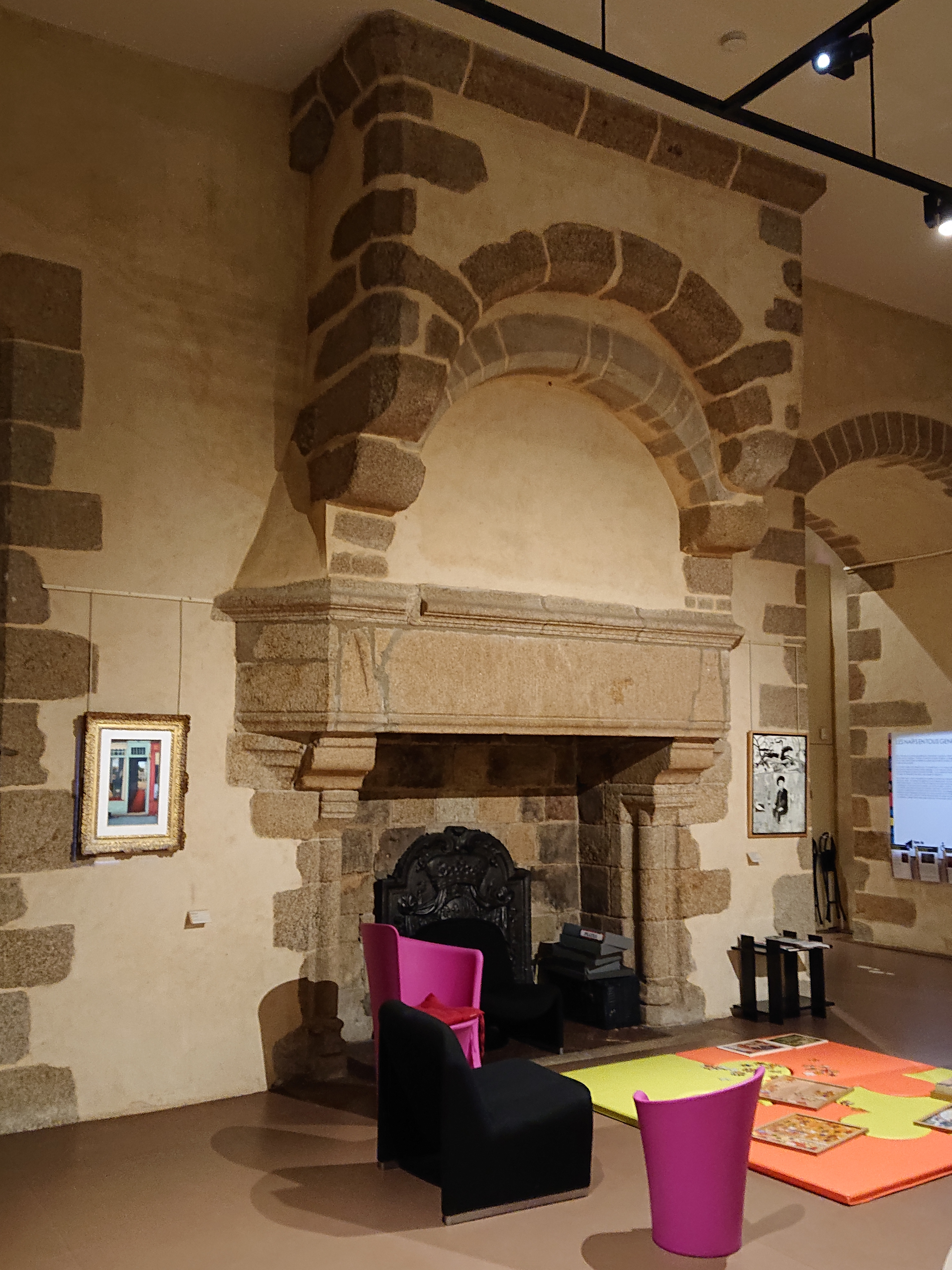
Cheminée au rez-de-chaussée.
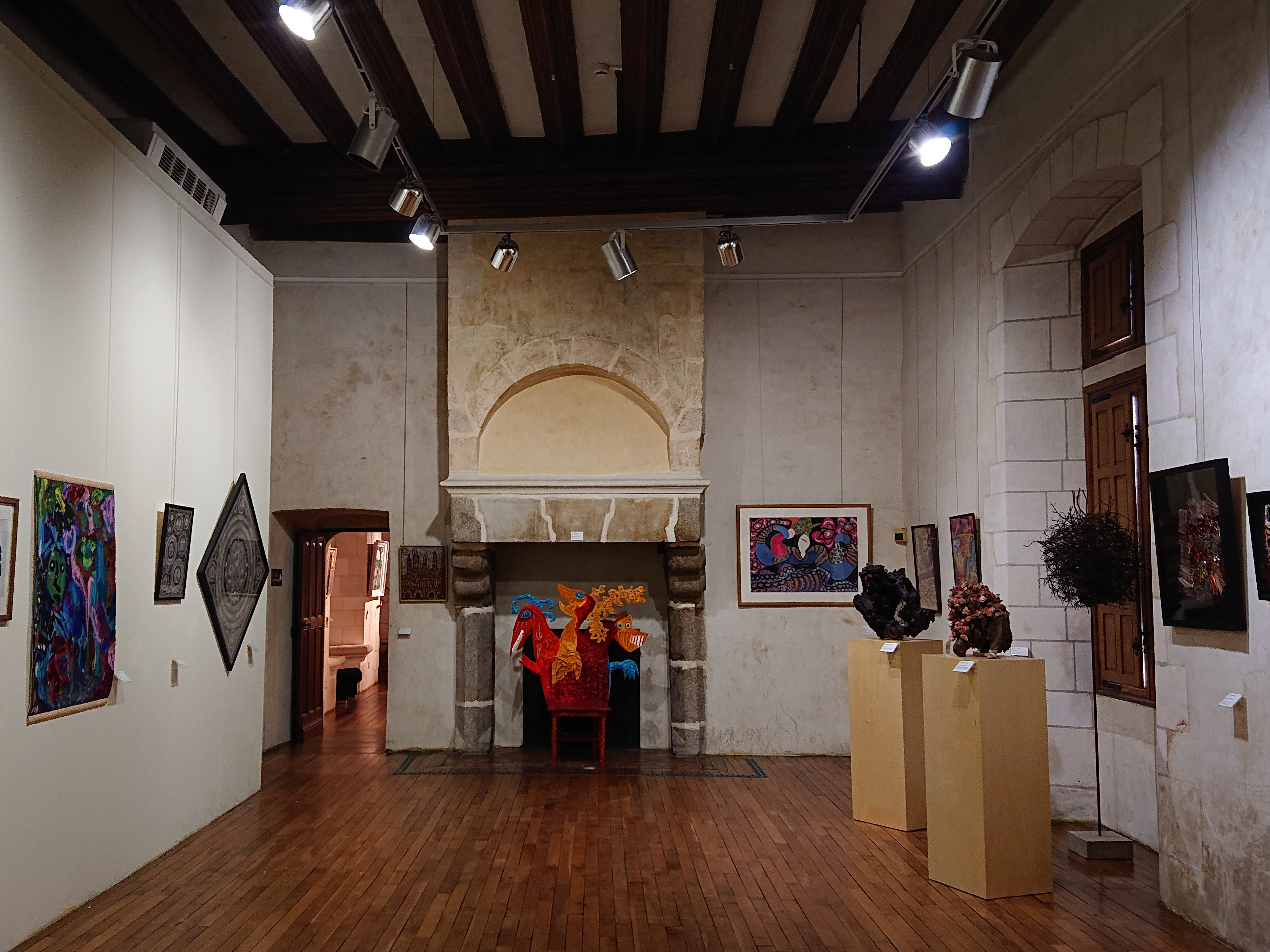
Salle à l'étage de l'aile en retour.
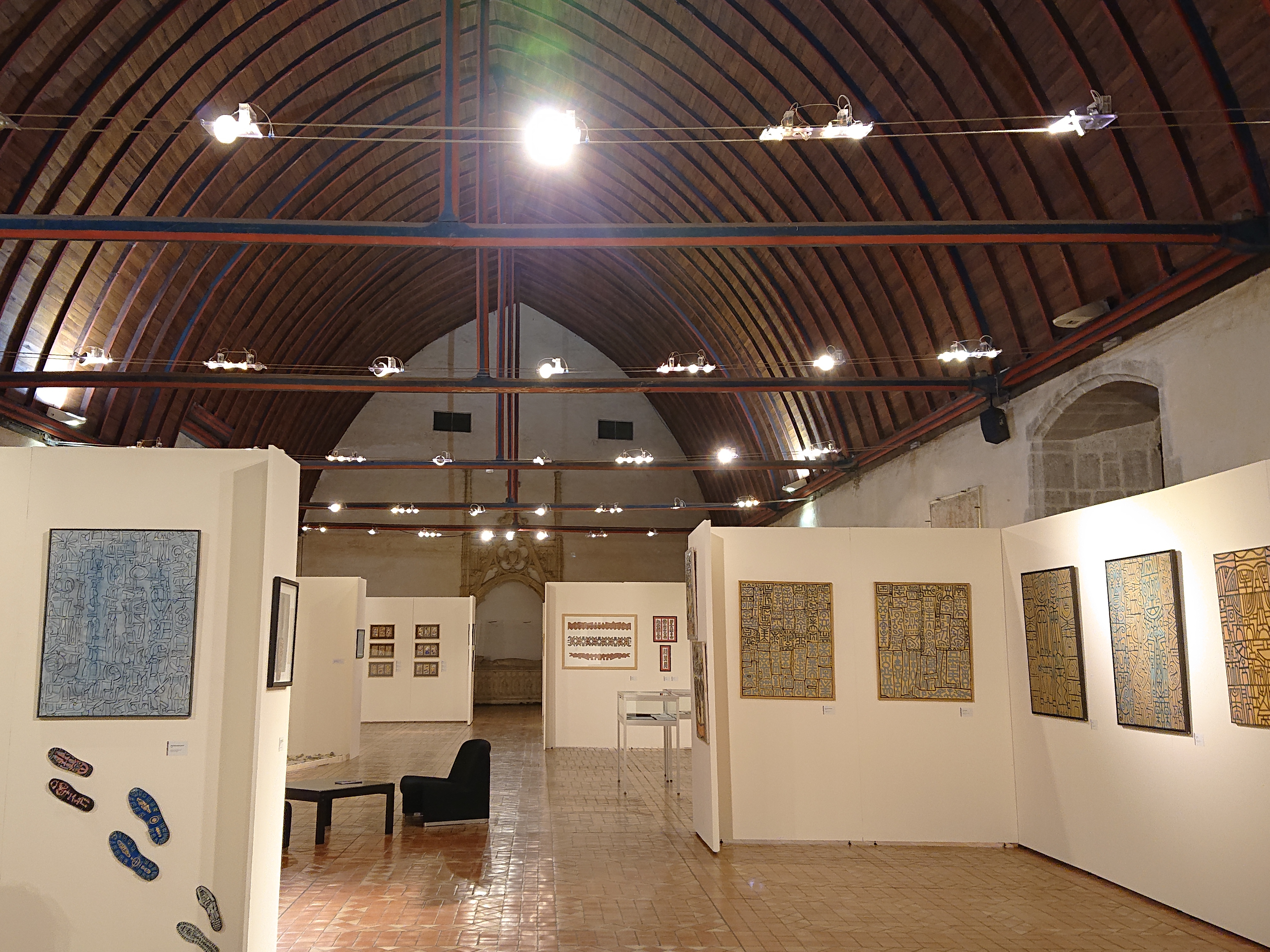
La grande salle.
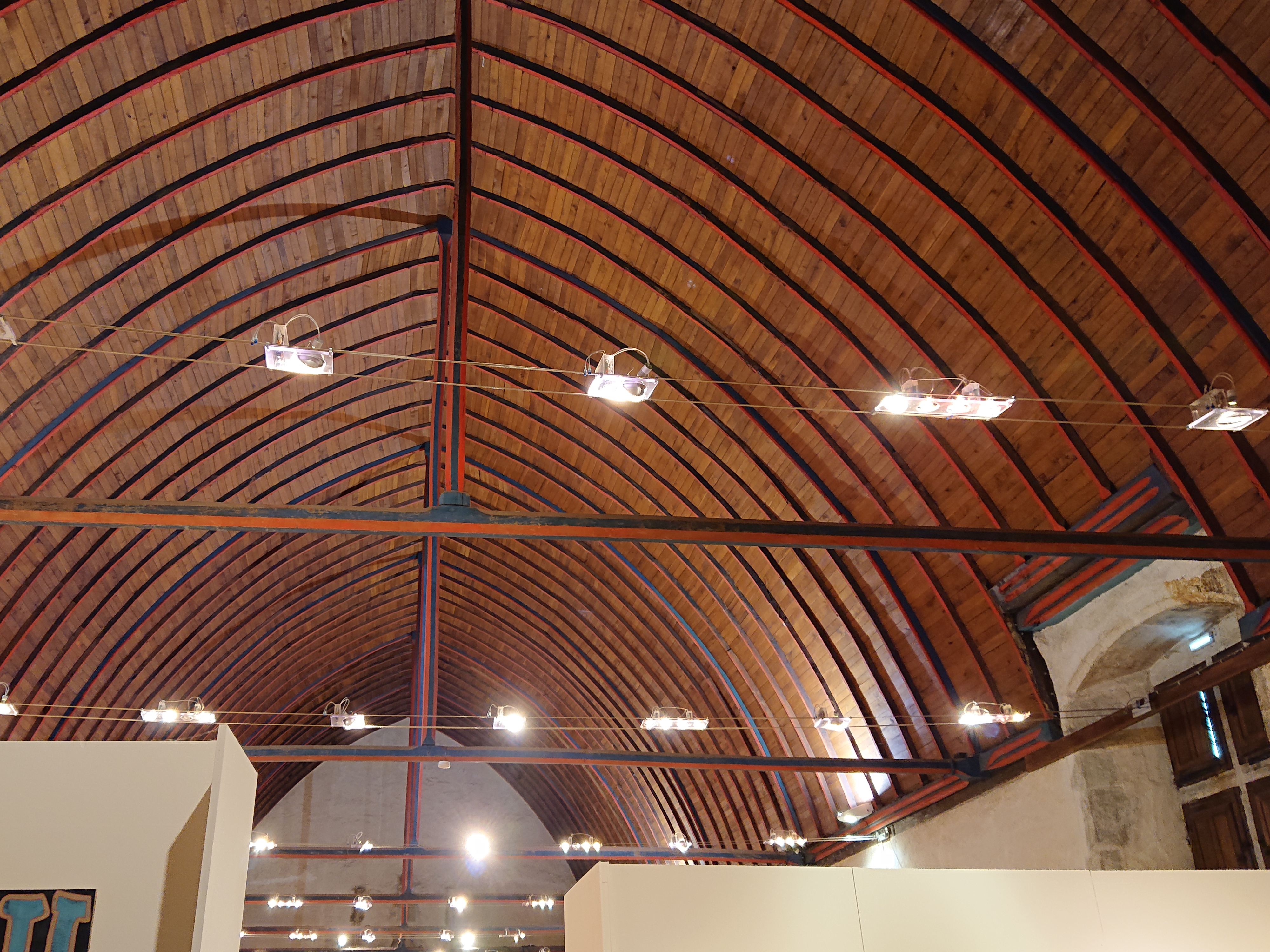
Plafond de la grande salle.

##### Décor sculpté

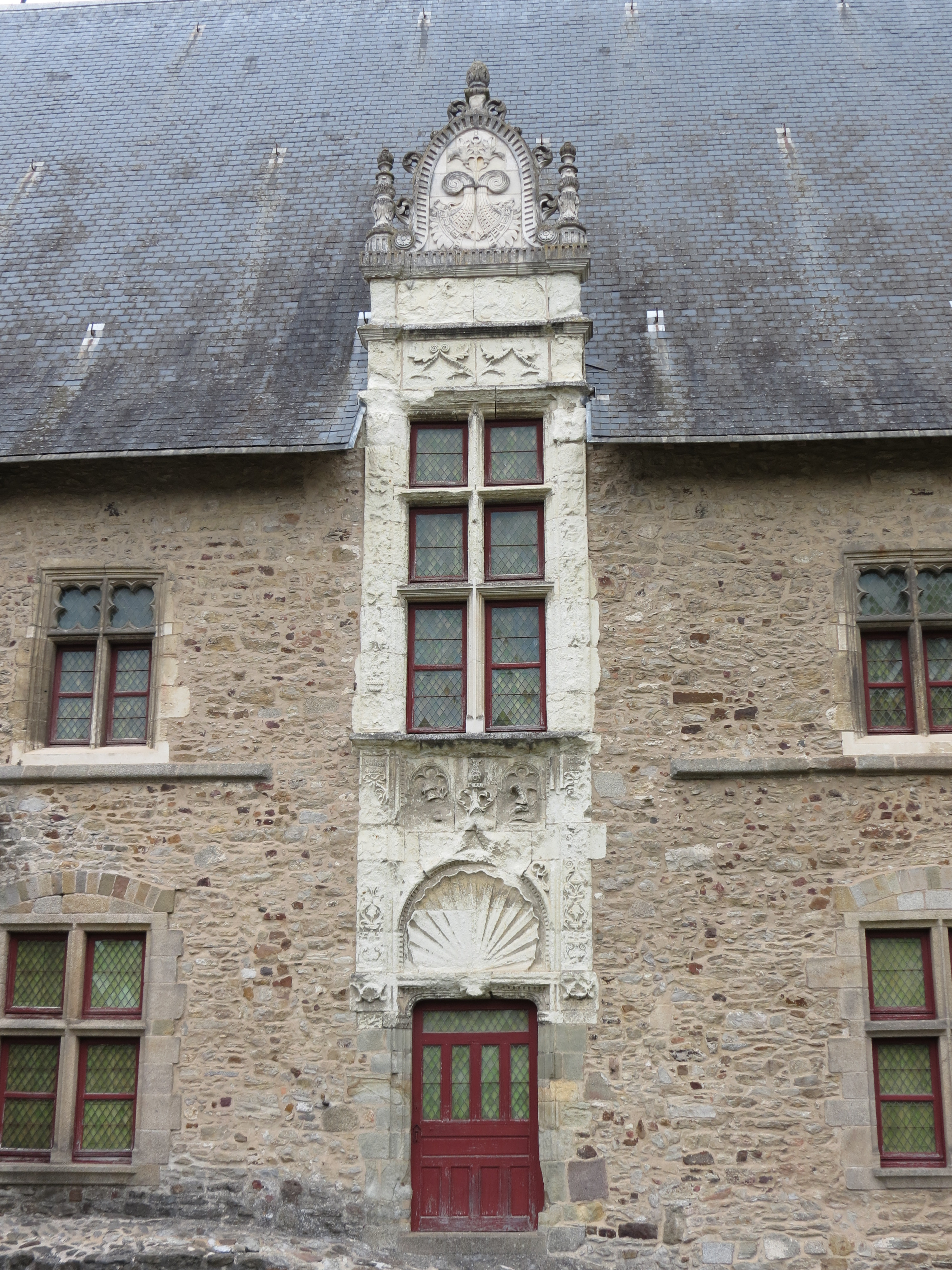
Travée du corps principal.

Les façades côté cour ont été remaniées à la fin du XVe ou au début du XVIe siècle. Guy XVI de Laval est généralement considéré comme le commanditaire, mais il pourrait aussi s'agir de son oncle et prédécesseur Guy XV. Suivant l'exemple du château de Josselin où le logis a été reconstruit quelques années plus tôt, le comte fait percer de nouvelles fenêtres plus grandes et plus ornementées. Cependant, alors qu'à Josselin le décor est encore de style gothique flamboyant, à Laval le décor sculpté est influencé par la Première Renaissance. Le modèle italien du Quattrocento inspire la structure des décors, qui ne s'organisent plus uniquement selon des lignes verticales, mais qui ont également une structure horizontale. Ainsi, les baies sont encadrées de plates-bandes et d'entablements, et s'organisent autour de pilastres et de colonnes qui remplacent les simples moulures médiévales. Le registre décoratif est également inspiré par la Renaissance — les pilastres sont couverts de candélabres, les plates-bandes des fenêtres sont parcourues de rinceaux, de vases, de bustes, de trophées et de médaillons. La simplicité des pignons triangulaires des lucarnes est compensée par quelques libertés — des courbes intérieures en demi-cercle ou un pignon en fer à cheval comme sur la troisième fenêtre de la façade est. Un des frontons porte une statue de femme à demi nue, et un nu féminin est présent en arabesque au milieu de rinceaux sur la façade nord. Cet attrait pour la nudité est une nouveauté de la Renaissance, qui fait écho aux statues de l'Antiquité païenne. Le château de Mortiercrolles, également en Mayenne, montre des travées sculptées similaires à celles de Laval qui sont probablement dues au même artiste.

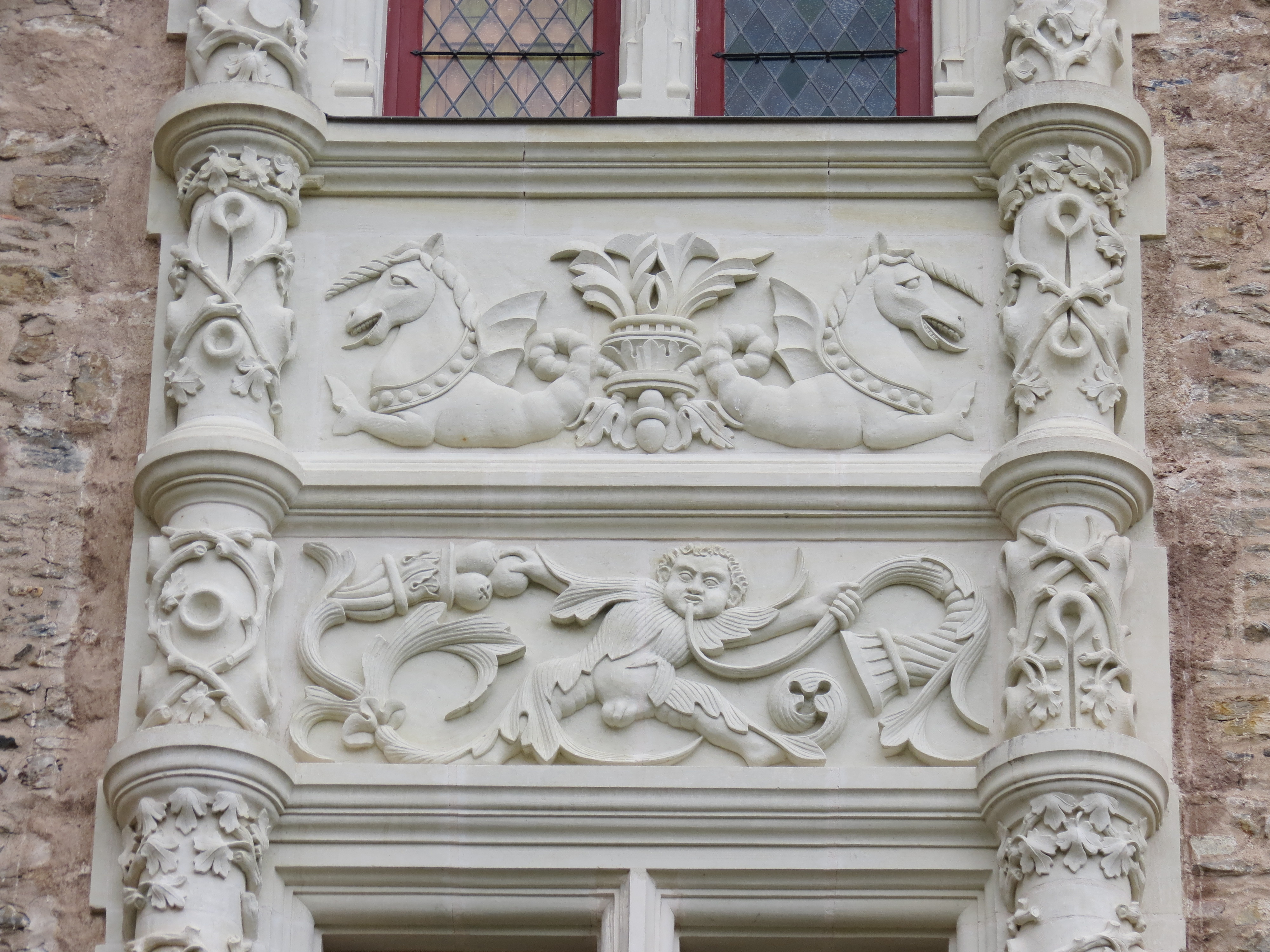
Licornes et personnage grotesque ornant un entablement.

Néanmoins, l'influence gothique reste visible dans le choix de nombreux autres éléments décoratifs, et notamment des animaux fantastiques et des éléments architecturaux — gables en accolade, arcatures trilobées, hauts frontons bordés de choux frisés,. Le registre animalier, inspiré du bestiaire médiéval, est particulièrement riche, avec de nombreuses créatures hybrides — mi-humains, mi-végétaux, ou mi-licornes, mi-dragons. Le thème végétal est largement visible, par exemple sur la travée centrale de l'aile en retour, où les colonnes entourant les fenêtres figurent des troncs sur lesquels des tiges feuillagées s'enroulent. Les travées de l'aile en retour se distinguent d'ailleurs pour leur ornementation moins habituelle et plus fantaisiste, tandis que les travées du corps principal sont plus typiques de la Première Renaissance et montrent plus d'éléments classiques, tels que feuilles d'acanthe et candélabres, ainsi que les bas-reliefs sculptés présents sous et au-dessus des baies. Les figures animales ou fantastiques médiévales semblent avoir été choisies non seulement pour leur intérêt décoratif, mais aussi pour leur symbolique traditionnelle. Ainsi, les hippocampes qui ornent une baie, les sirènes et les centaures qui en ornent une autre, ou les chevaux marins et les sirènes à tête de lion qui sont visibles sur une autre baie, peuvent être lus comme des symboles masculins et féminins entremêlés. Ces animaux pourraient également faire allusion aux personnages qui étaient représentés dans les médaillons, et qui sont trop endommagés pour être identifiés. Il semble cependant qu'il s'agissait de seigneurs de Laval. Les deux coquilles présentes dans le décor sont une référence aux armes des Montmorency. Léon Palustre identifie aussi au XIXe siècle l'écu de Guy XVI entouré du collier de l'Ordre de Saint-Michel, ainsi que le monogramme « AE », qu'il interprète comme « ANE », une référence à la femme de Guy XVI, Anne de Montmorency. Il voit également la devise d'Anne dans le « SE » répété trois fois sur une banderole (pour Semper eadem). D'autres éléments, comme l'aiguière et le plat, font plutôt référence à Guy XV, qui était grand maître d'hôtel du roi, et peuvent suggérer que les travaux d'embellissement ont été commandés par lui, et terminés par Guy XVI.

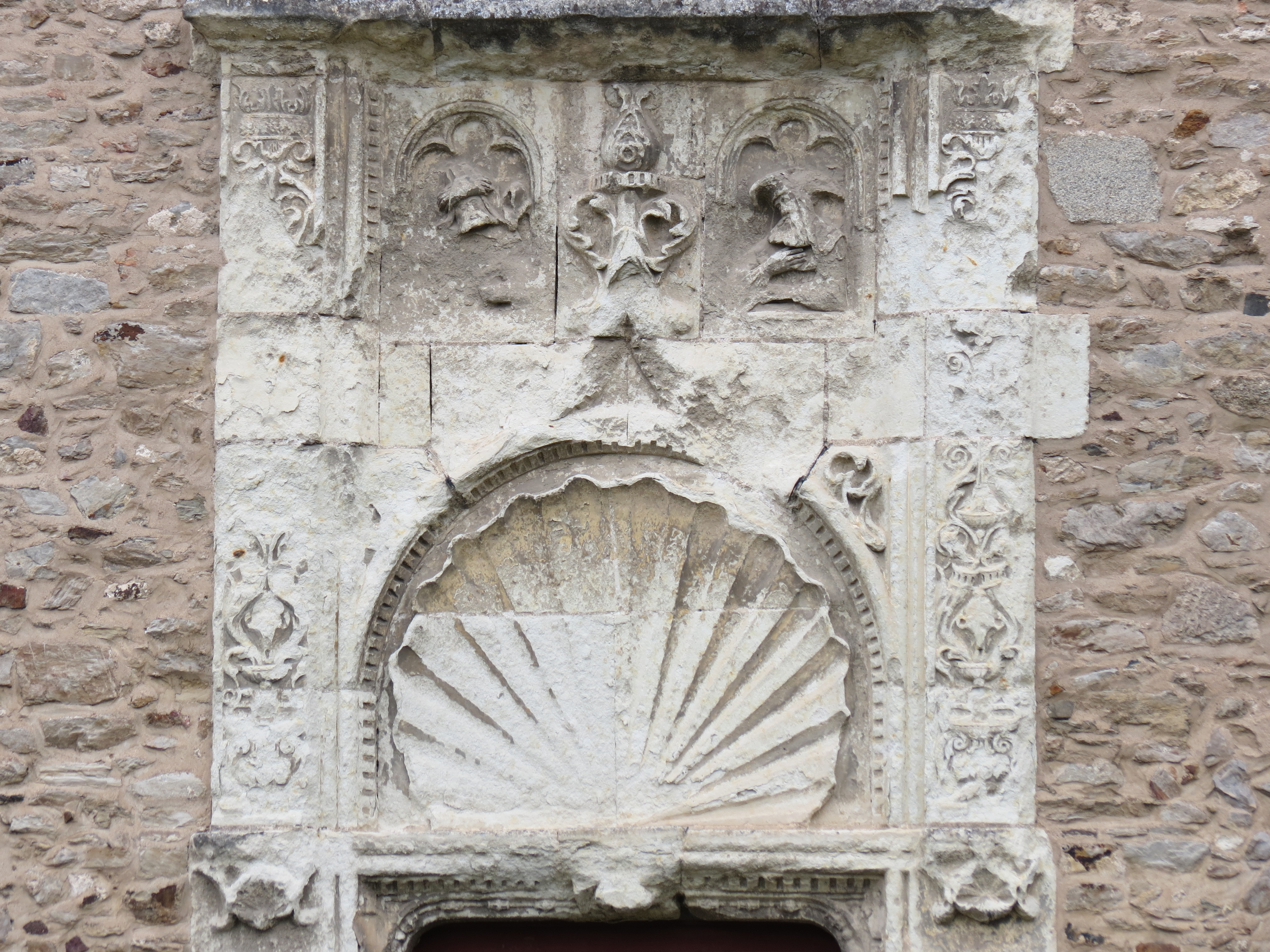
Coquille surmontant la porte.
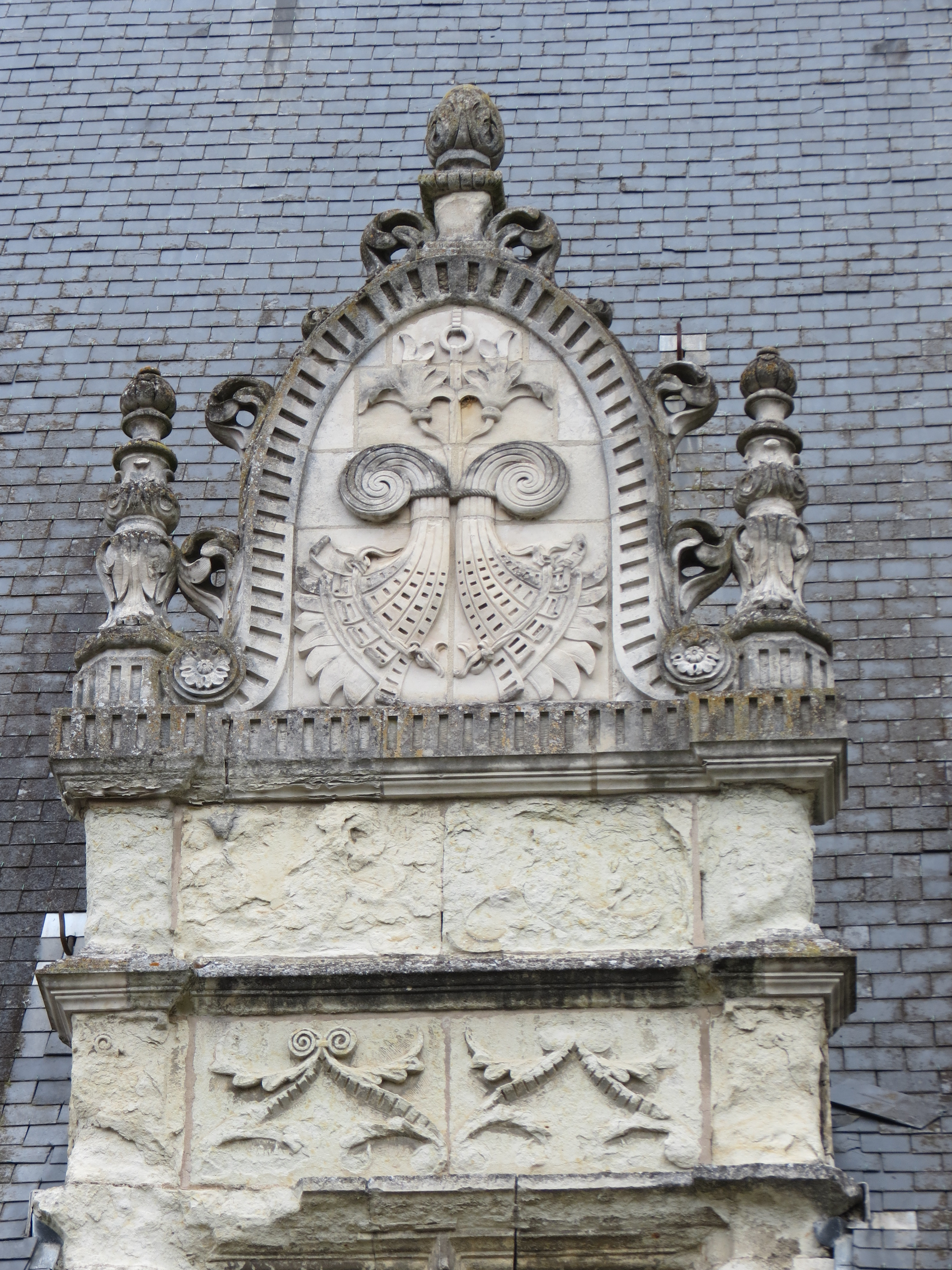
Lucarne au-dessus de la coquille.
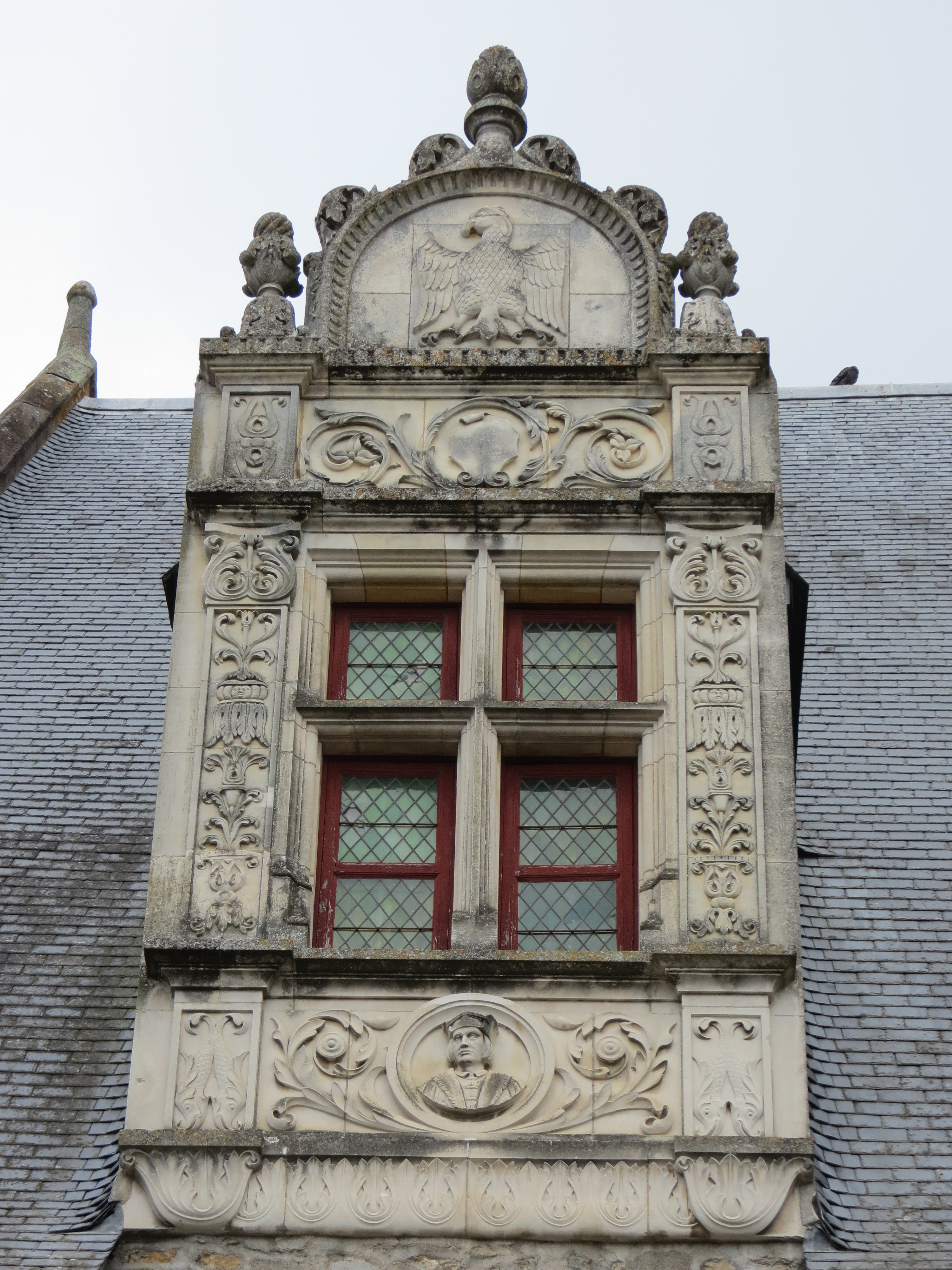
Lucarne du corps principal.
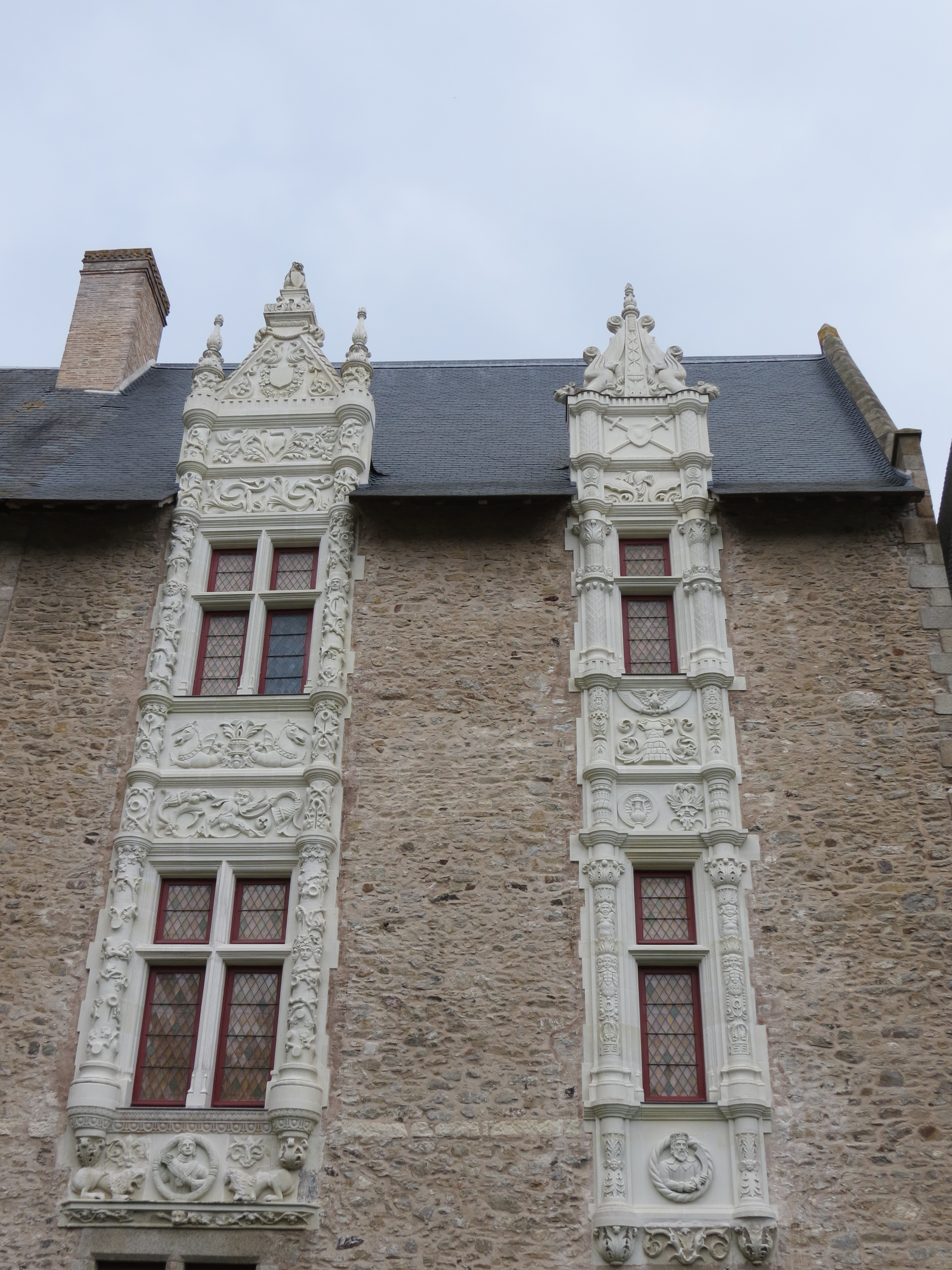
Travées de l'aile en retour.
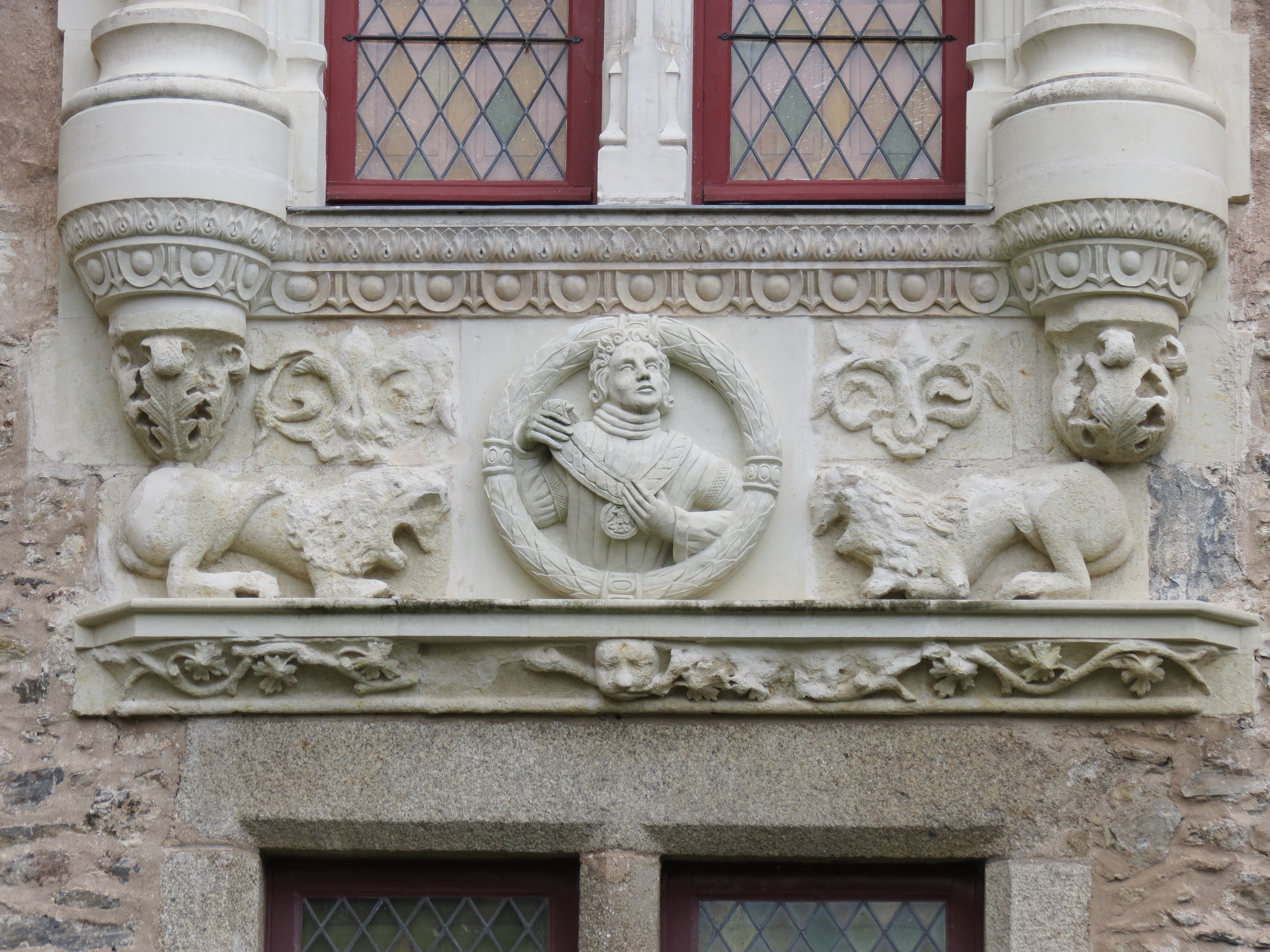
Buste encadré de lions.
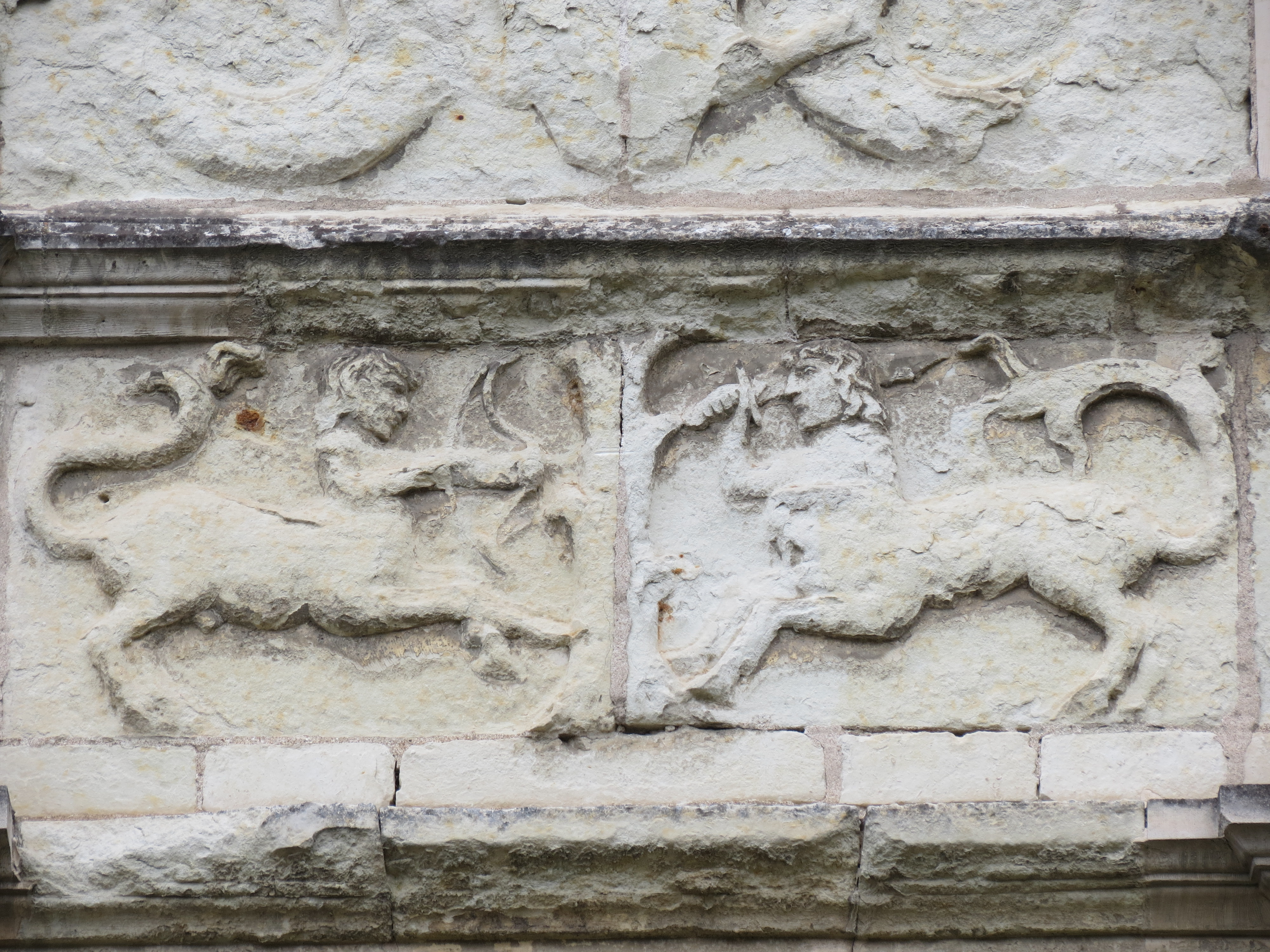
Créatures mythologiques ornant un entablement.
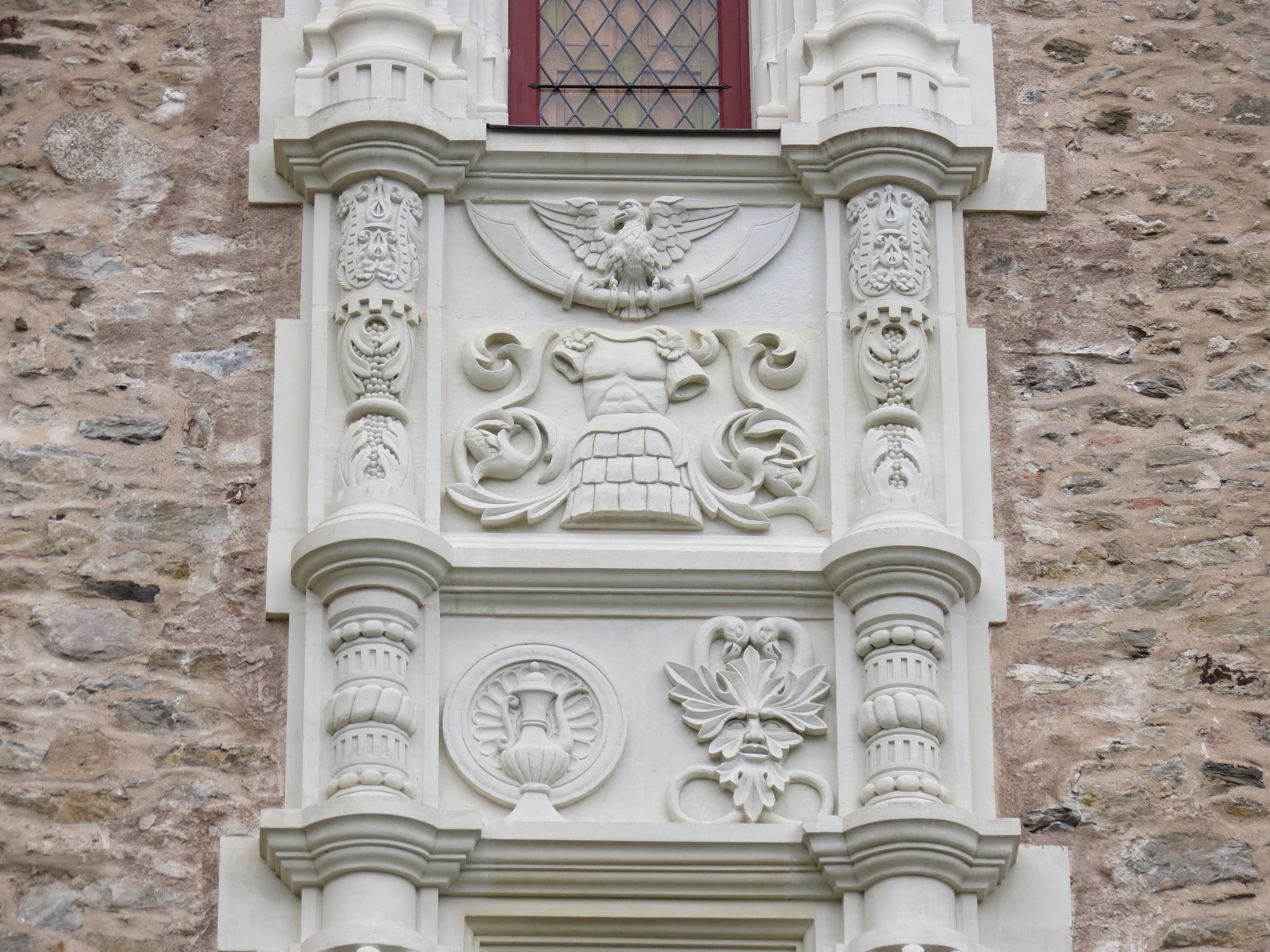
Armure antique et aiguière sur un plat.
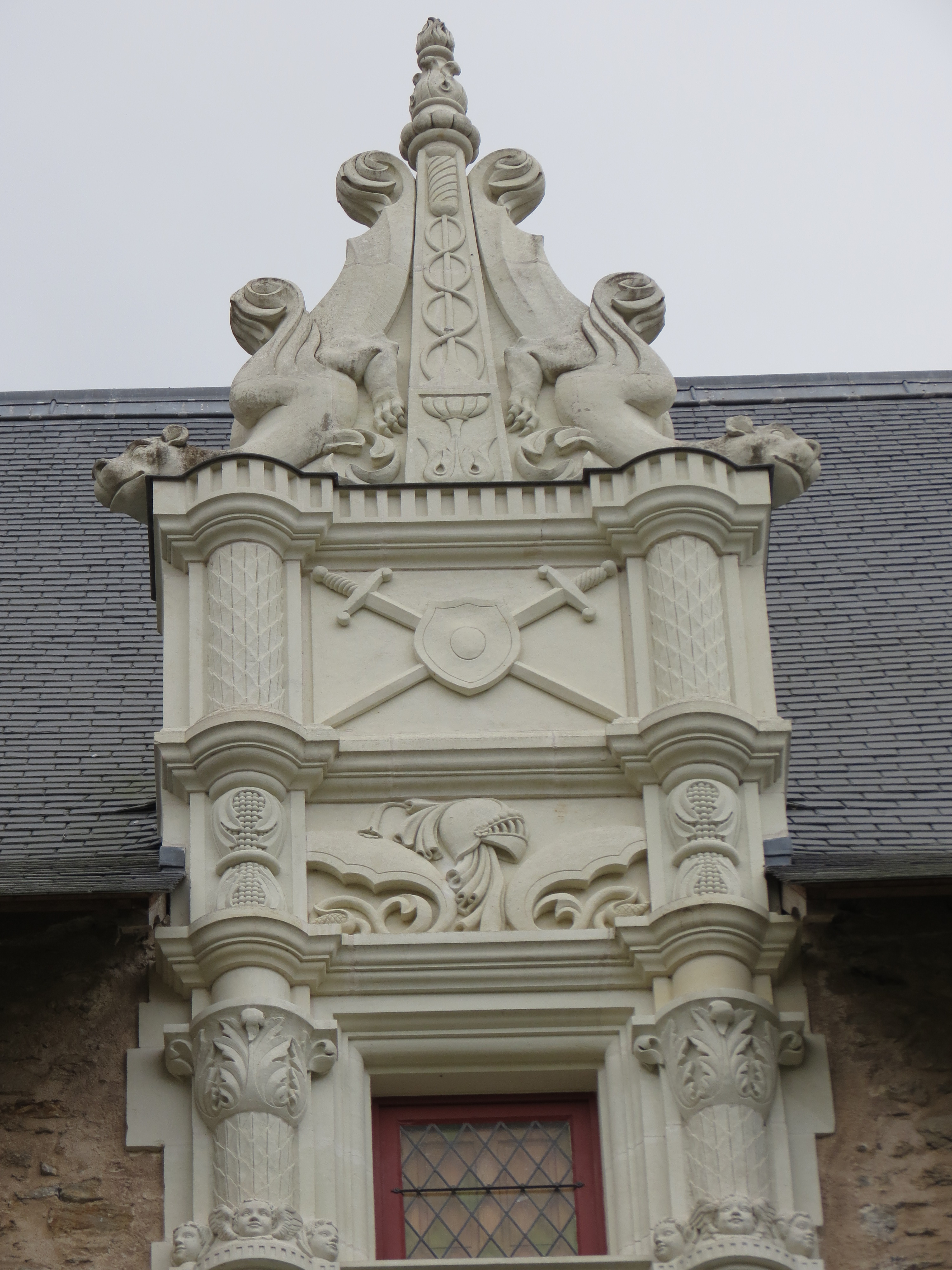
Heaume et épées croisées sur une lucarne.

#### Logis primitif

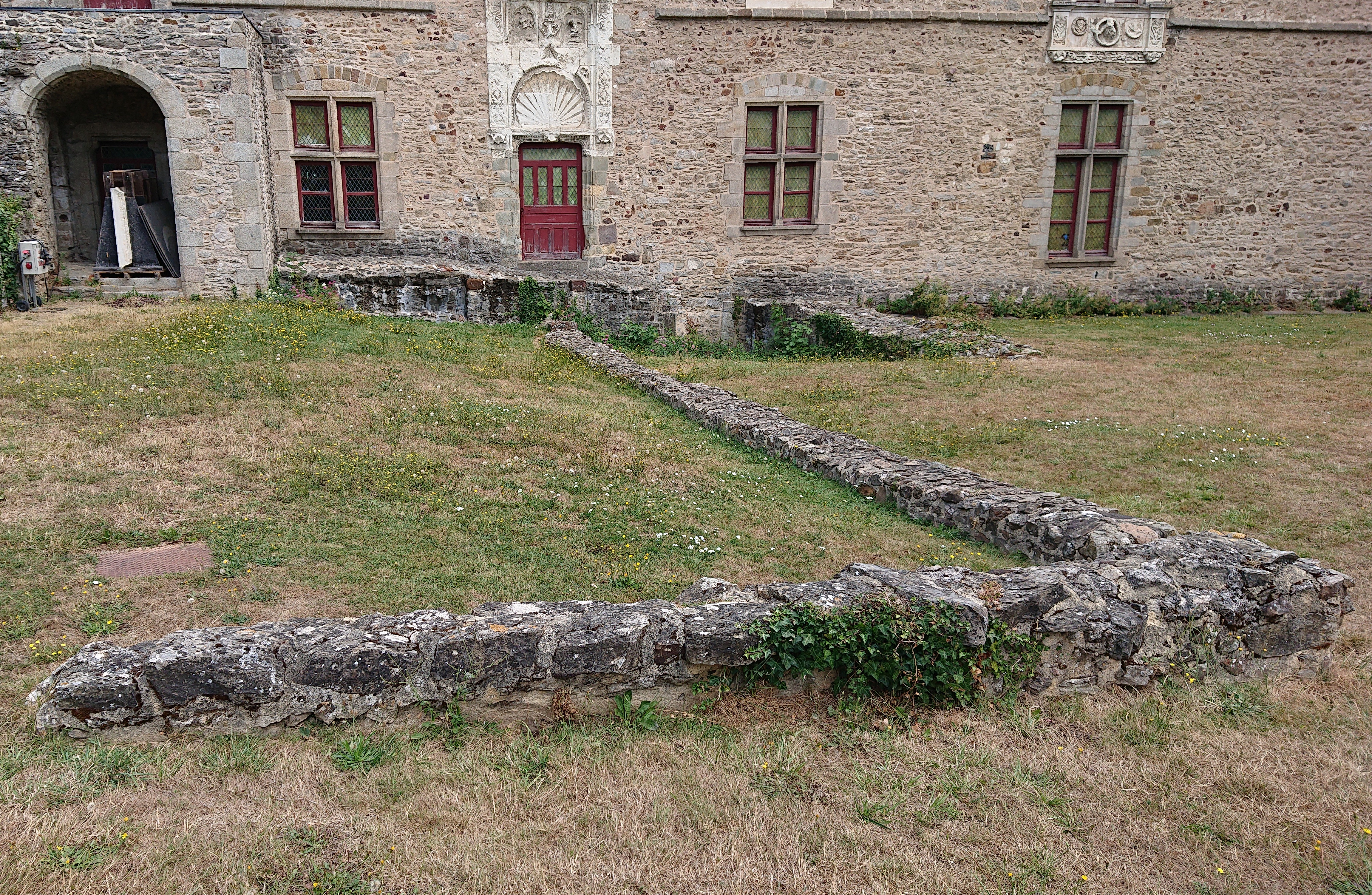
Les vestiges visibles dans la cour.

Au pied des logis du XVe siècle, dans la cour, se trouvent les vestiges du logis primitif. Cette ancienne demeure seigneuriale remonte à la fin du XIe siècle, et elle a été détruite au XVe siècle. Les vestiges ont été retrouvés en 1917, lors de fouilles archéologiques, et ils ont été plus amplement étudiés lors de nouvelles fouilles en 1980. Les ruines visibles dans la cour, qui sont des bases de murs, ne représentent qu'une partie des restes de l'édifice, et tous ne remontent pas à la même campagne de construction. Il semble qu'un premier édifice ait d'abord été construit dans la partie nord, entre le mur visible et l'escalier conduisant à la chapelle. Ensuite, lors de l'édification de la tour romane en prolongement, le bâtiment est élargi, mais aussi probablement surélevé, car les murs sont plus épais. Le mur visible date de cette campagne de construction, et il correspond aux côtés sud et ouest du logis. Le côté ouest, ainsi que le côté nord qui est enfoui, correspondent à des murs de l'édifice primitif, repris et renforcés. La tour romane n'a pas été construite totalement perpendiculairement au logis, puisque les deux forment un angle de dix degrés. Ce décalage a sans doute été dicté par la configuration du logis ainsi que par la topographie du site.

#### Murailles

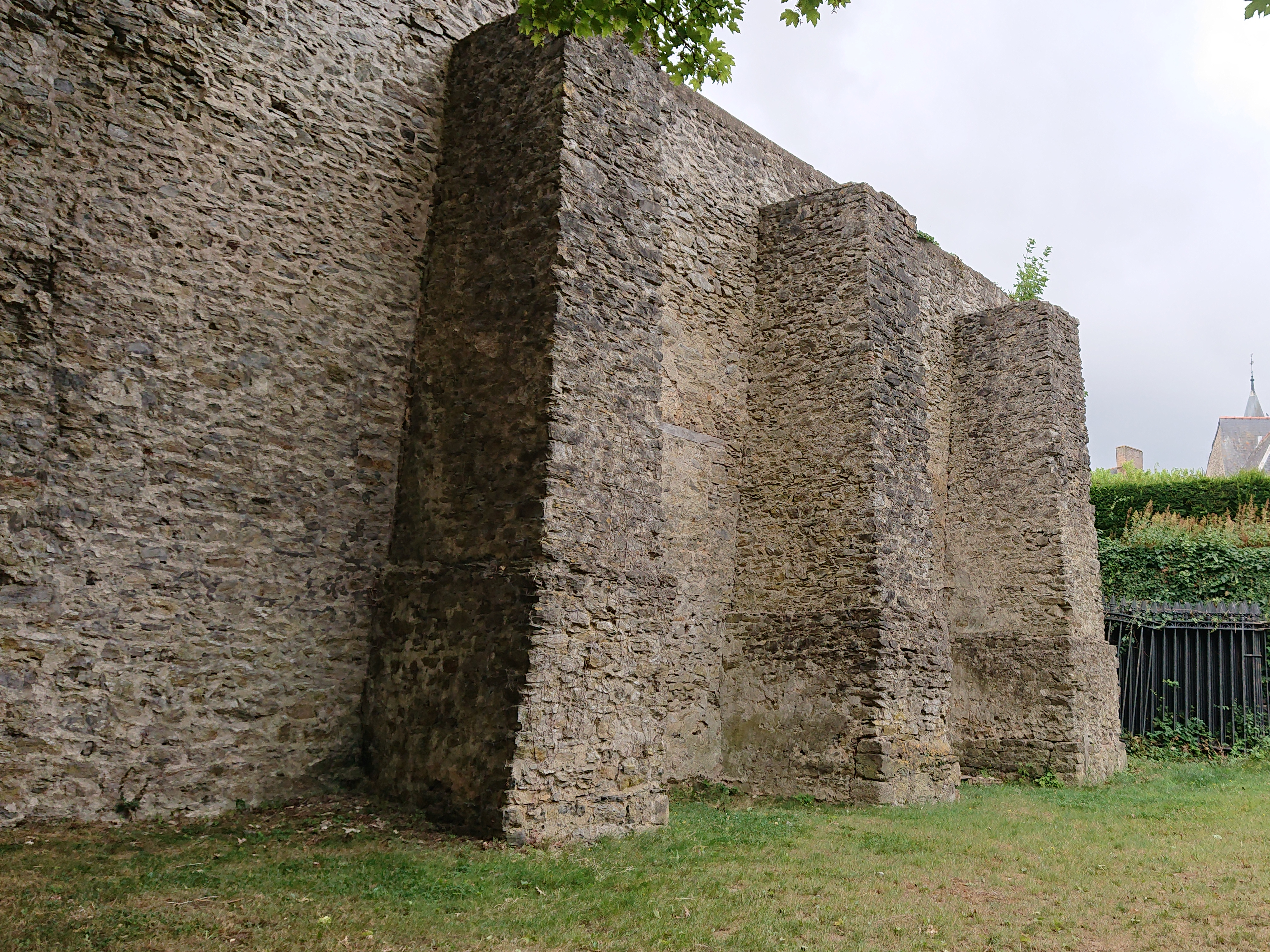
Une portion de la muraille.

Le château se présente sous la forme d'une enceinte polygonale flanquée de tours, s'étendant à la surface de la terrasse sur 60 m de profondeur, avec à l'angle du roc le donjon. La ville, elle-même close dans une enceinte, s'étendait derrière.
Les murailles subsistantes du château sont majoritairement intégrées aux logis, sauf sur les côtés sud-ouest et ouest, où aucune construction n'est adossée à la muraille. Sur ces côtés, les parties les plus anciennes remontent au XIIIe siècle, c'est-à-dire à la reconstruction du château sous Philippe le Bel. À cette époque, l'enceinte devait être ponctuée de six tours semi-circulaires, ainsi que d'un châtelet d'entrée flanqué de deux tours, et qui a totalement disparu. L'enceinte subsistante sur les côtés sud-ouest et ouest consiste en une courtine ponctuée par trois tours de flanquement, espacées par un même intervalle de cinquante mètres. Le gros-œuvre est en calcaire bleu local, extrait dans le sous-sol immédiat, tandis que les archères sont encadrées de pierre de taille en grès vert. Sur la portion sud, contiguë aux logis, le mur primitif subsiste sur environ 10 m de hauteur. À son sommet, des merlons d’environ 2,80 m sur 2,40 m séparant des créneaux d’un peu moins d’un mètre sont encore décelables. La muraille était probablement couronnée par un hourd, comme l'attestent des trous d'ancrage. Le rempart a ensuite été repris et surélevé au XVe ou au XVIe siècle. Le chemin de ronde primitif est transformé en gaine permettant une communication entre le logis sud et la première tour de flanquement. Le haut de la courtine de cette portion est reconstruit au début du XXe siècle, lorsque le Vieux-Château est transformé en musée.
La portion située autour de la tour sud-ouest est moins bien conservée puisque les murs ont été largement arasés. Ainsi, la tour de flanquement ne subsiste que jusqu'à la hauteur des premières archères, tandis que seuls les empattements talutés de la courtine ont été conservés. La tour comprend deux niveaux conservés et elle possède un diamètre hors-d'œuvre de 8,1 m au niveau du départ de l'élévation. Elle a été largement reprise dans son élévation au XVe siècle, avant d'être arasée au XVIe siècle. Le château comprenait d'autres tours de flanquement, positionnées à l'est et au nord, et qui ont disparu. L'une d'elles, qui se trouvait en surplomb de la Mayenne, s'est écroulée en 1620. Une autre, la tour de l'Horloge, était située entre le Vieux-Château et le Château-Neuf. Coiffée d'un haut campanile au XVe siècle, elle a été rasée en 1852 lors de l'extension du palais de justice. Près de l'autre extrémité du Château-Neuf se trouvait la tour de la Poterne, une puissante tour détruite en 1794. Une quatrième tour devait se trouver près de l'entrée du Château-Neuf.

#### Porche d'entrée
Le porche d'entrée du Vieux-Château a été construit au XVIIe siècle alors que Laval appartenait à la maison de La Trémoille. Il ouvre sur la place de la Trémoille, et il est mitoyen d'une maison à pans de bois du XVIe siècle, appelée « maison de Maistre Julien Briant ». Le terrain sur lequel le porche est bâti a été concédé en 1631 par le seigneur de l'époque, Henri Ier de La Trémoille, à son notaire, Pierre Briant, qui possédait la maison. C'est ce dernier qui s'est ensuite chargé de construire le porche. Le porche et la maison ont été classés aux Monuments historiques en 1929.

### Château-Neuf

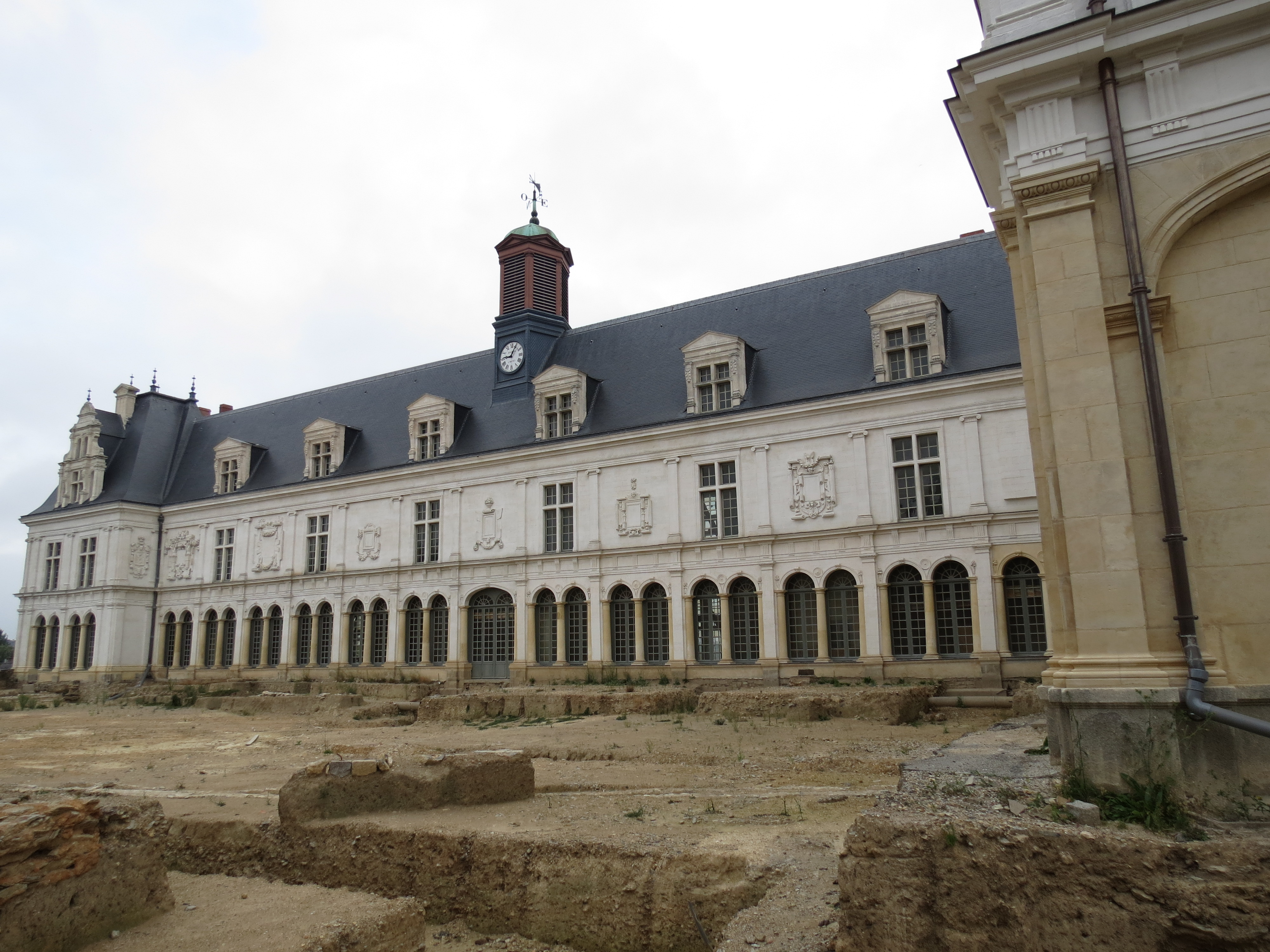
La façade donnant sur la place de la Trémoille.

Le Château-Neuf n'est pas à proprement parler un « château » puisqu'il n'a pas été conçu pour être habitable. C'était en fait à la Renaissance une simple galerie de promenade, permettant d'apprécier à la fois les jardins et la vue sur la vallée de la Mayenne. L'édifice avait une fonction plutôt privée que d'apparat — le maître des lieux s'y retirant seul ou avec des intimes. L'édifice ne doit son caractère imposant qu'à son architecture monumentale, puisqu'en réalité, ce n'est qu'un long couloir. Les deux niveaux forment à la Renaissance deux uniques pièces, tandis qu'au sous-sol une cave voûtée s'étend sous toute la longueur. Les pavillons latéraux, ajoutés au XIXe siècle lorsque le Château-Neuf a accueilli le tribunal, ont modifié l'apparence du monument. L'aile droite en particulier isole la galerie du Vieux-Château, alors qu'auparavant, la galerie se trouvait sur l'un des côtés de la grande cour qui menait au Vieux-Château. L'installation du tribunal a aussi entraîné de profondes modifications internes. Les niveaux de la galerie ont été divisés en bureaux, malgré la faible profondeur de l'édifice. La galerie seule ne fait que 6,5 m de large, pour 53 m de long et 11,5 m de haut. La cour d'assises occupait le premier étage du pavillon gauche.

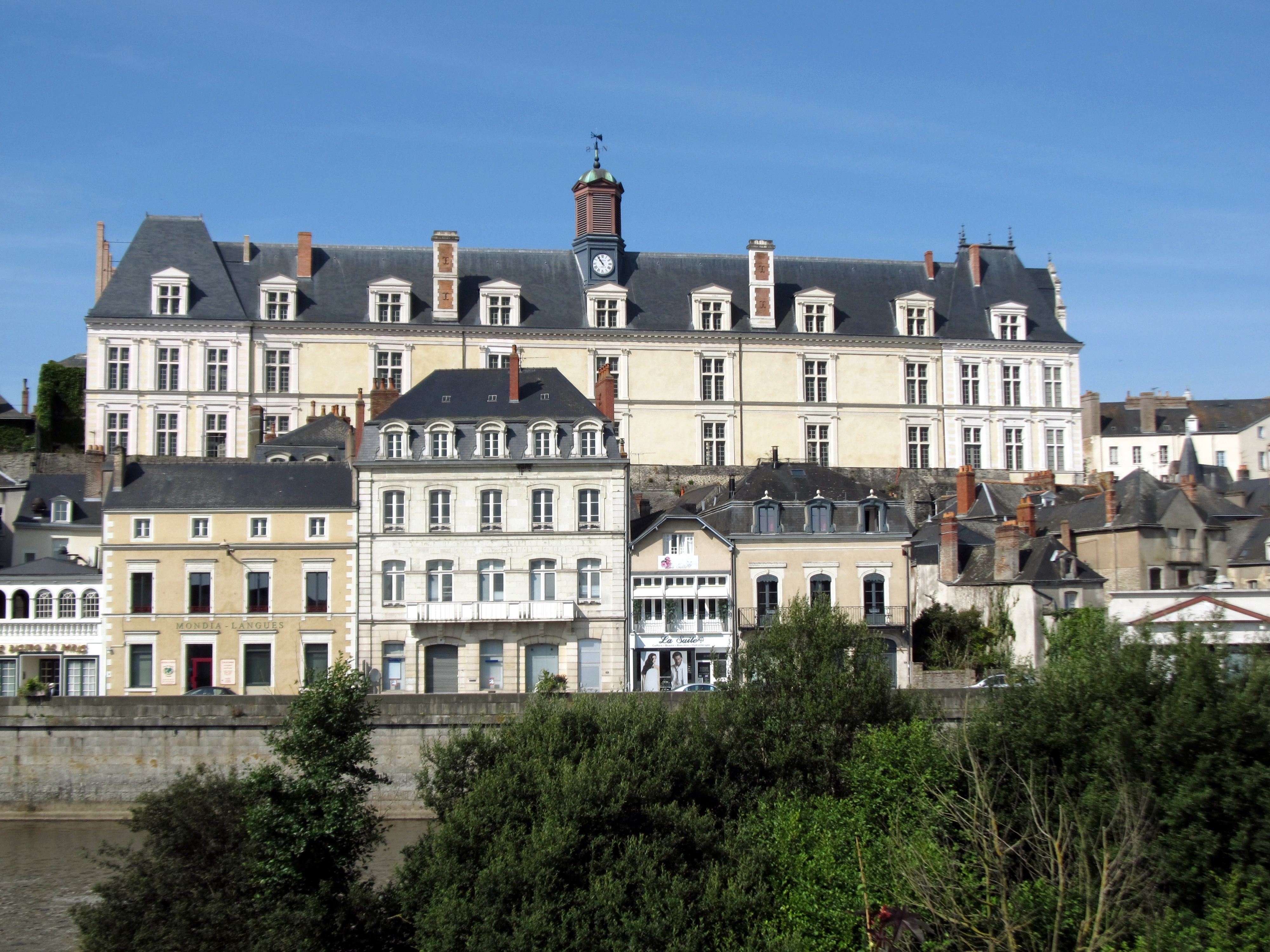
Le Château-Neuf vu de la Mayenne.

L'horloge au sommet de la galerie a été achetée par la ville en 1837, mais ce n'est qu'en 1856 que le campanile qui la porte a été édifié. Il a nécessité l'ajout de deux murs porteurs, qui soutiennent aussi l'escalier principal. Les pavillons latéraux ont été ajoutés en plusieurs phases. L'extrémité nord de la galerie débouche à la Renaissance sur le pavillon du Cabinet doré, bâti sur la tour de la Poterne. Cette tour est détruite en 1796. À côté un autre pavillon est édifié en 1631 pour loger le fermier général de Laval. Ensuite, il est reconstruit pour les besoins du palais de justice entre 1829 et 1833. Il s'avère vite insuffisant, et de nouveaux aménagements sont commandés à l'architecte Pierre-Aimé Renous. Celui-ci ajoute l'aile sud entre 1851 et 1856, puis il reconstruit totalement le pavillon nord entre 1860 et 1862. Un dernier pavillon est construit à l'arrière de l'aile sud au début du XXe siècle, pour servir de conciergerie au musée installé dans le Vieux-Château. Ce pavillon adopte un style néo-régionaliste. La façade du Château-Neuf donnant sur la place de la Trémoille est en pierre de taille de calcaire, tandis que le reste est en moellon enduit. Le campanile de l'horloge est couvert de cuivre. Les ailes ajoutées au XIXe siècle reprennent le décor des travées du XVIe siècle. La galerie Renaissance a été en partie mutilée au début du XIXe siècle : les corniches ont été rognées et le couronnement des fenêtres des combles a été supprimé.
Tandis que les logis du Vieux-Château présentent un décor Renaissance encore fortement imprégné d'art gothique, le Château-Neuf est parfaitement typique de la Seconde Renaissance, époque à laquelle l'architecture classique est mieux maîtrisée. L'architecte recherche ici l'unité et la simplicité à travers un respect strict des ordres architecturaux. Les façades côté cour et côté Mayenne sont assez différentes. Côté Mayenne, le corps du XVIe siècle est composé de sept travées de baies séparées par six travées pleines. Les baies et portes sont encadrées par des pilastres, ioniques au rez-de-chaussée, composites à l'étage, et corinthiens sur les lucarnes.

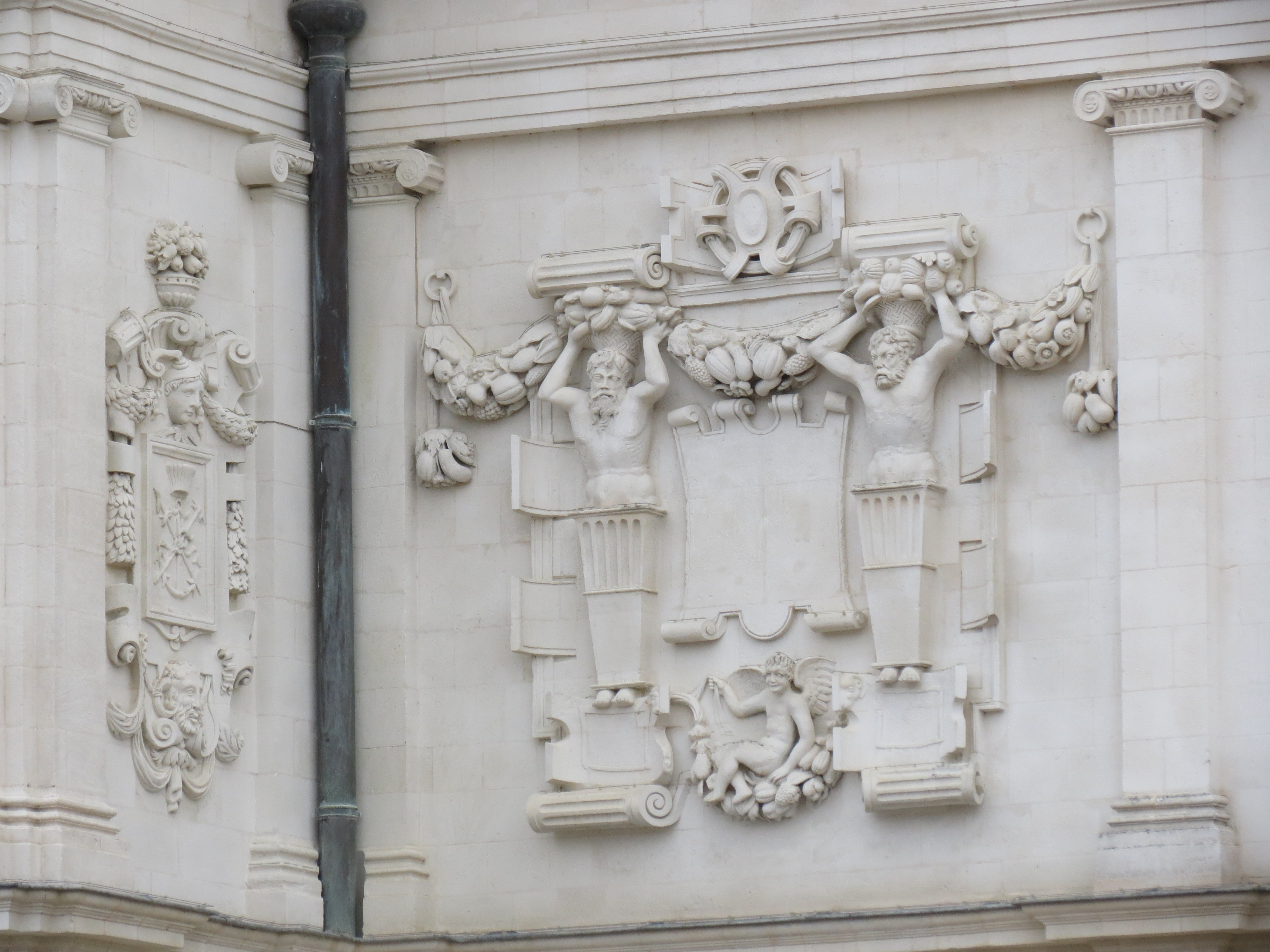
Atlantes encadrant un cartouche.

Côté cour, l'ordre dorique apparaît au rez-de-chaussée, tandis que l'ordre ionique est employé sur l'étage. Les travées au rez-de-chaussée sont délimitées par des pilastres doriques, qui séparent des arcades jumelles en plein cintre. La régularité de la disposition est à peine perturbée par l'arcade unique en anse de panier marquant la porte centrale. Cette arcade pourrait d'ailleurs être un remaniement postérieur. Les pilastres soutiennent un entablement dorique orné de triglyphes et de modillons alternant d'une travée à l'autre. Les travées de l'étage, séparées par des pilastres ioniques, alternent croisées et trumeaux sculptés. Ces trumeaux contiennent de grands cartouches à enroulement sur lesquels étaient autrefois gravées les armes de Guy XVII et de sa femme Claude de Foix. Les cartouches sont entourés de figures animales ou humaines, de putti et de vases de fleurs. La première travée se distingue par ses deux atlantes qui encadrent le cartouche, portant des corbeilles d'où sortent des guirlandes de fruits et de légumes. Le mur-bahut de la galerie était à l'origine orné d'un décor de faux appareil obtenu par sgraffite. Les arcades géminées du rez-de-chaussée sont un exemple unique dans l'architecture française de la Renaissance, et seul le cloître du couvent des Célestins de Paris, construit à la même période, offre une élévation comparable. Jean-Marie Pérouse de Montclos voit dans ce cloître une inspiration sinon une œuvre de Pierre Lescot, et ce dernier a pu aussi dessiner la galerie de Laval. Il existe d'ailleurs un lien entre Lescot et les comtes de Laval, puisque Lescot a été nommé vers 1557 abbé commendataire de l'abbaye de Clermont, abbaye fondée par la famille de Laval et où ses membres ont été enterrés jusqu'au XVe siècle.
Le Château-Neuf n'est pas ouvert au public, mais la municipalité souhaite y installer un centre d'interprétation de l'architecture et du patrimoine, qui ouvrirait en 2025.

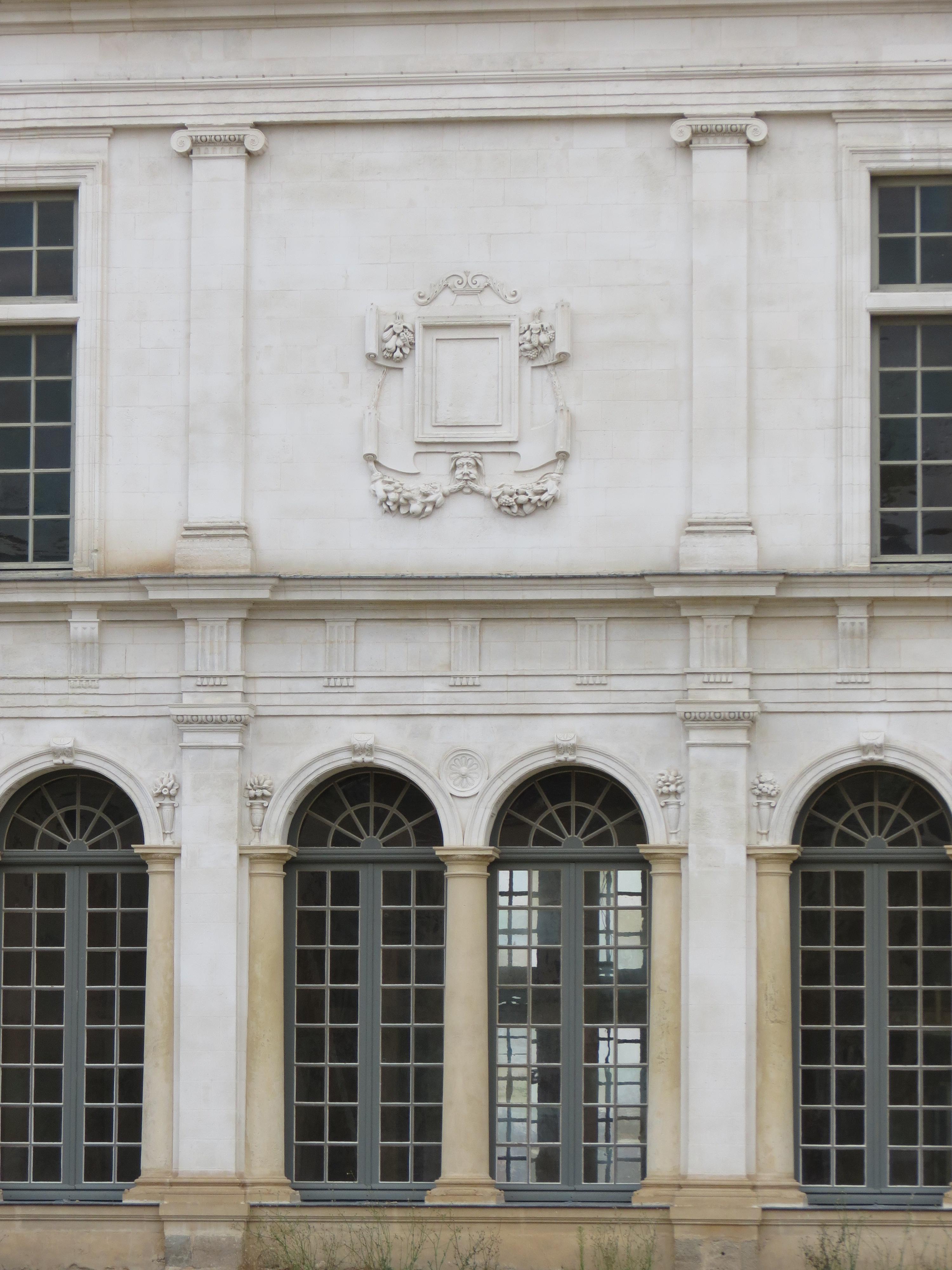
Détail de l'élévation côté cour.
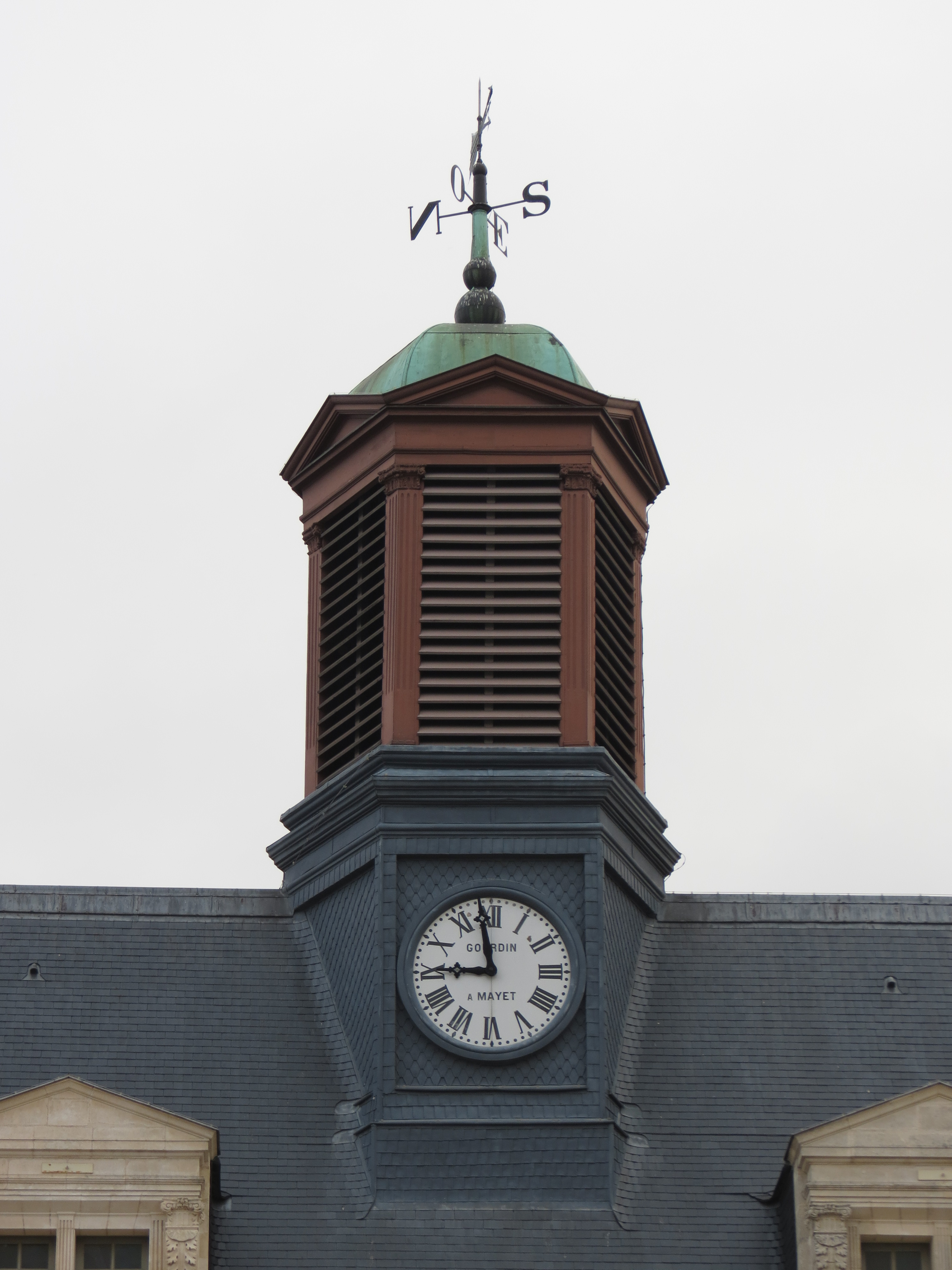
L'horloge et son campanile.
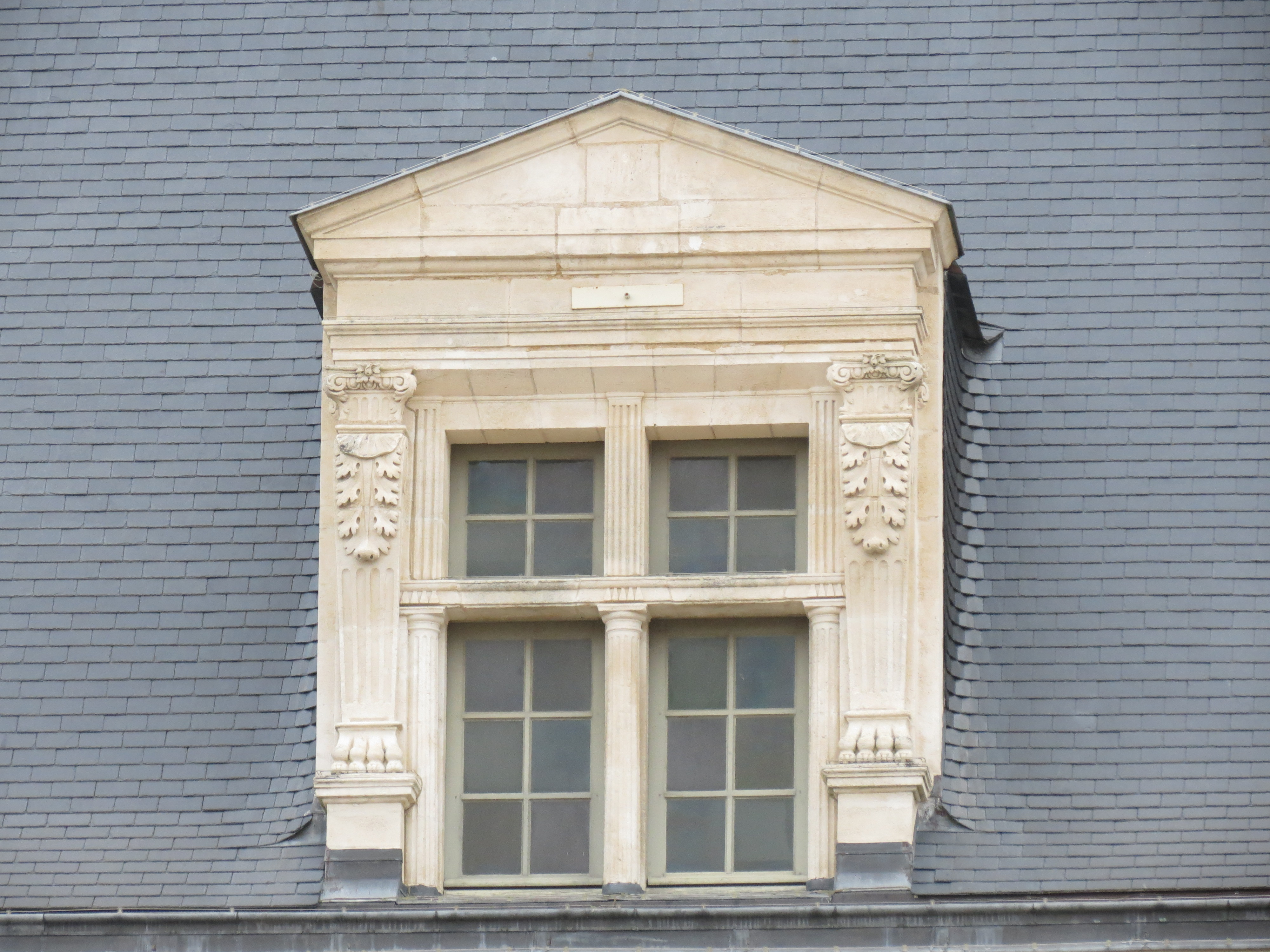
Lucarne côté cour.
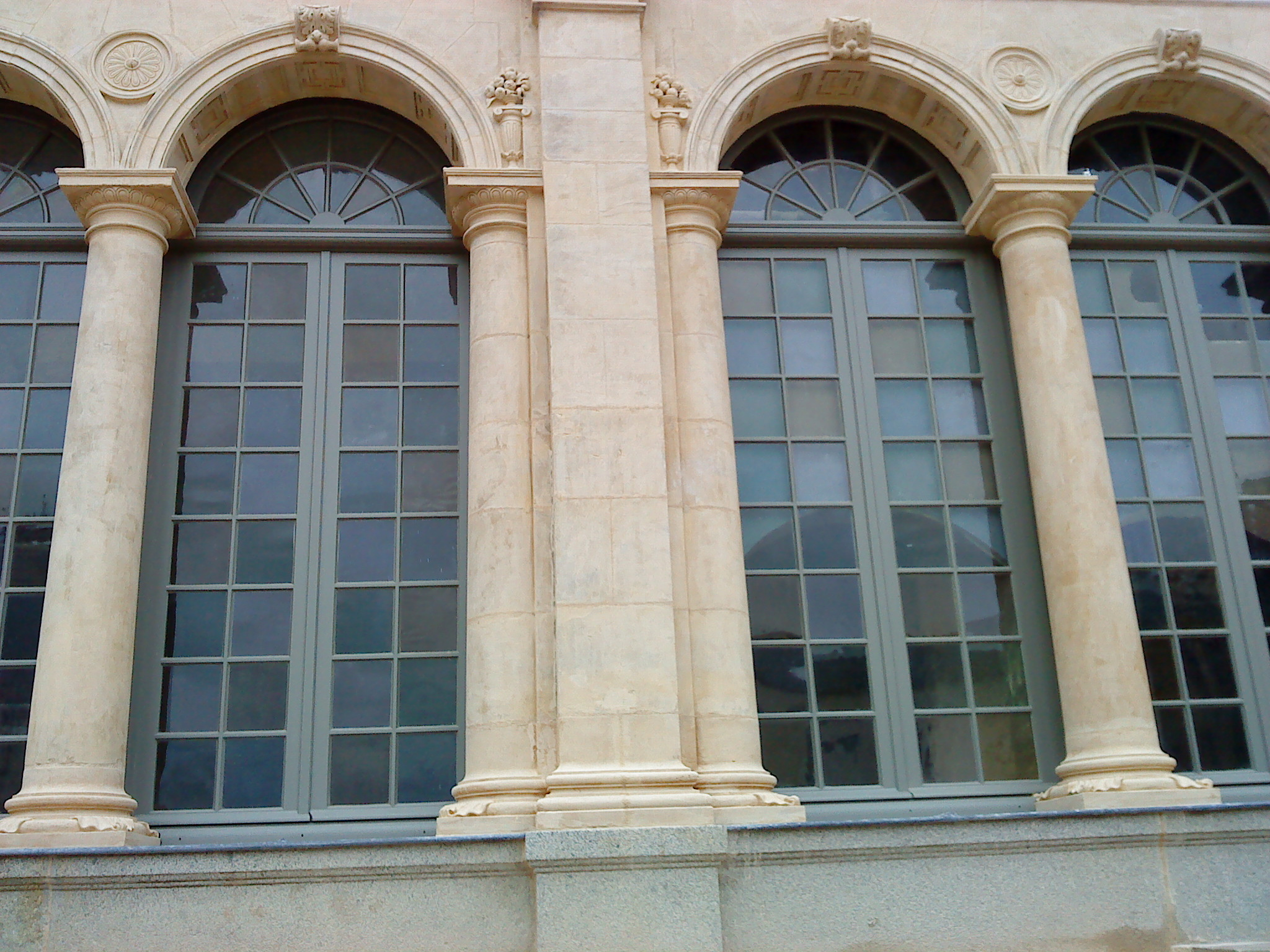
Baies géminées côté cour.
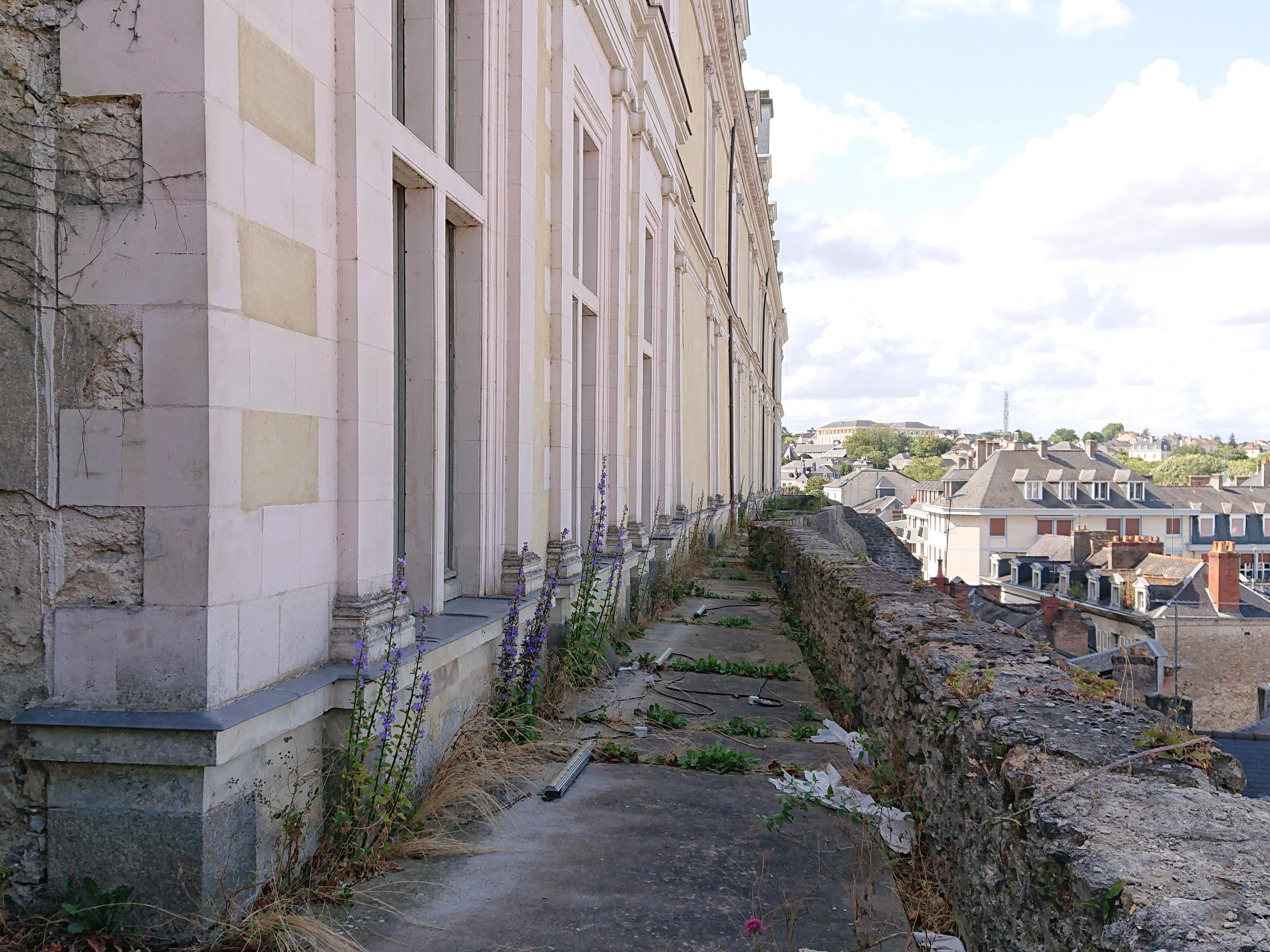
Terrasse du côté de la Mayenne.
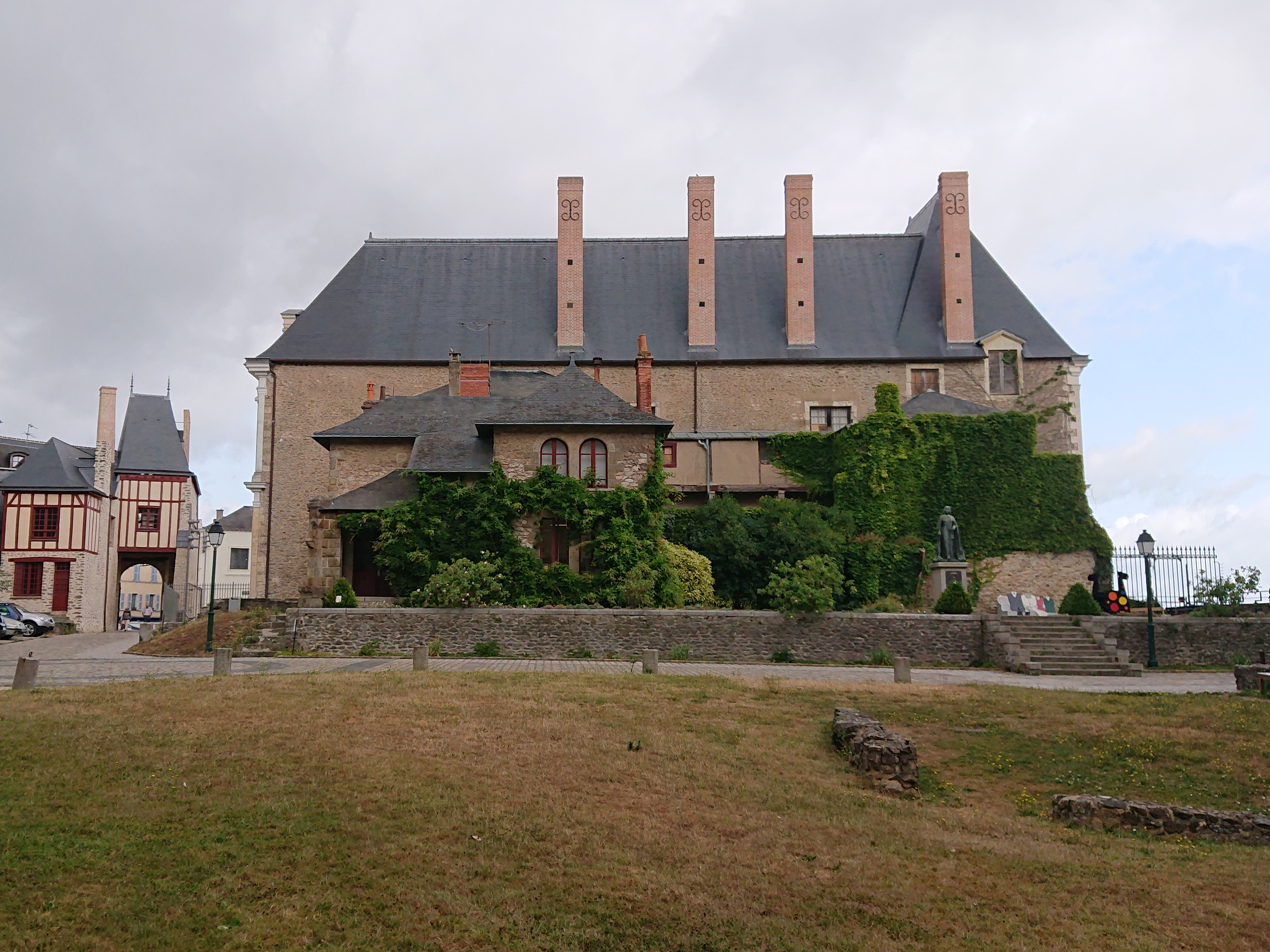
Arrière de l'aile sud avec la conciergerie.
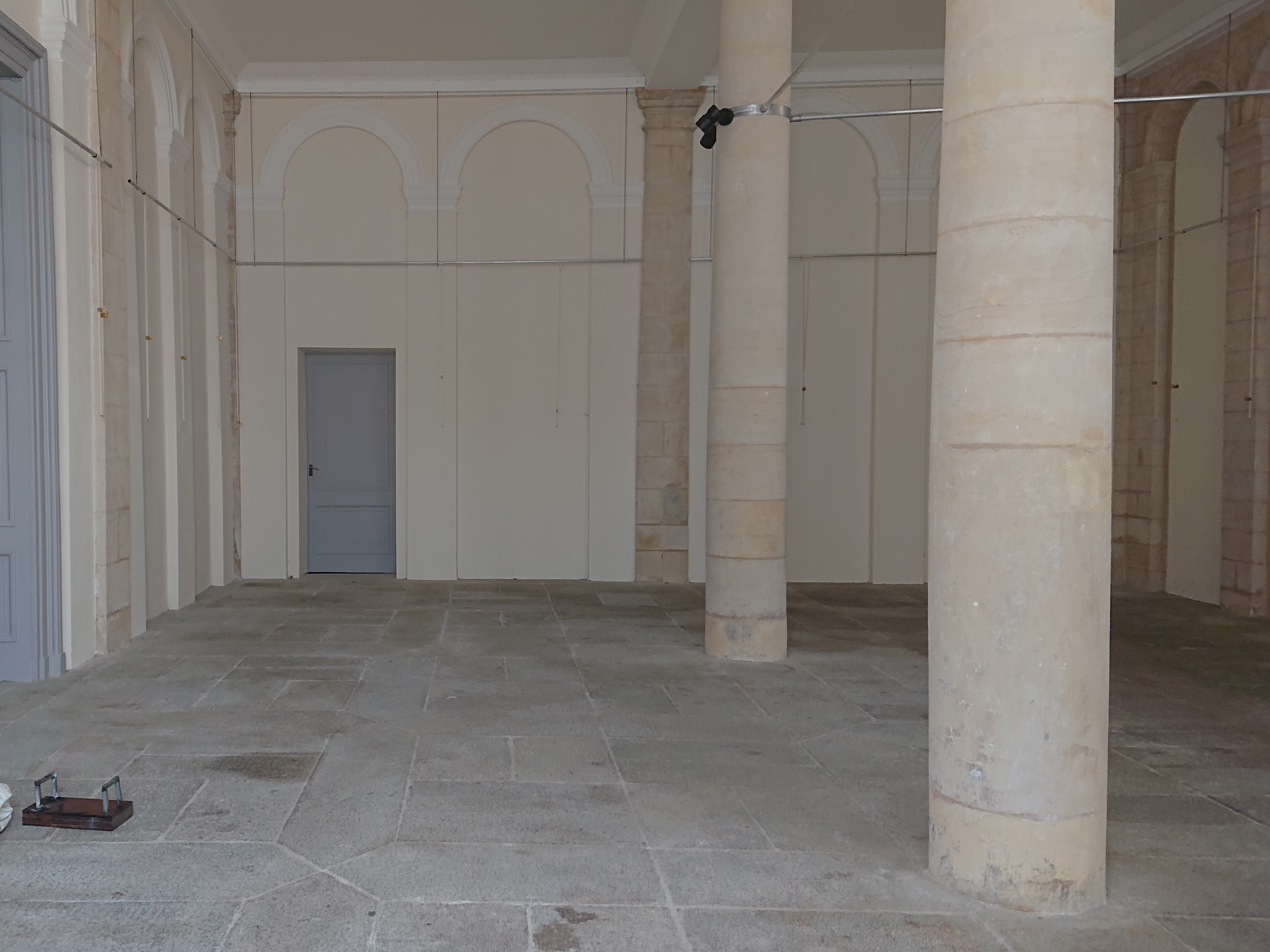
L'ancienne salle des pas perdus.

## Musée du Vieux-Château
Le Vieux-Château et le Château-Neuf sont la propriété de la ville de Laval. Le Vieux-Château et la cour du Château-Neuf sont ouverts au public toute l'année. Le Vieux-Château héberge un musée municipal, le Musée d'Art naïf et d'Arts singuliers de Laval. L'accès à la cour du château ainsi qu'aux salles d'exposition est gratuit toute l'année. Des visites guidées payantes du musée ainsi que de la tour maîtresse et de la chapelle sont proposées, ainsi que des visites spéciales pour les enfants.  

### Art naïf et arts singuliers

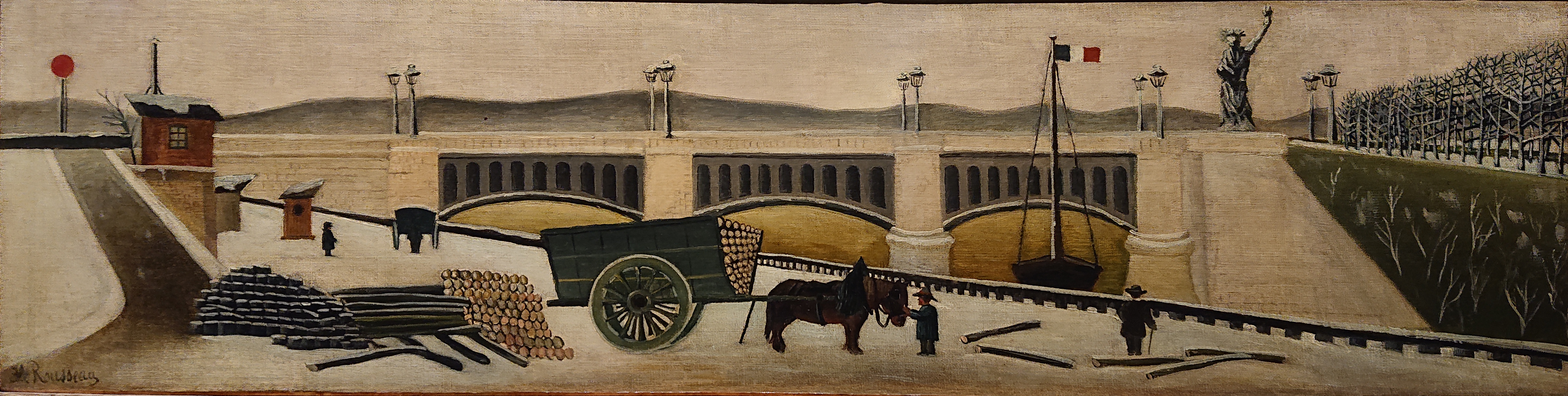
Vue du pont de Grenelle, Henri Rousseau, 1892.

Le musée d'Art naïf et d'Arts singuliers (MANAS) est le plus ancien musée consacré à l'art naïf en France. Il a été créé en 1967, et son ouverture a été une façon pour la municipalité de rendre hommage à Henri Rousseau, qu'elle regrettait de ne pas avoir célébré de son vivant. Ce peintre emblématique de l'art naïf, né à Laval, avait ainsi proposé une toile à la ville en 1898, mais cette dernière jugeait alors qu'il était un artiste sans intérêt. La création du musée est aussi soutenue par Jules Lefranc et Andrée Bordeaux-Le Pecq et elle a lieu à une époque où l'art naïf bénéficie d'une certaine popularité, notamment grâce à Wilhelm Uhde. À l'époque, l'installation du nouveau musée permet de faire revivre le château et de le remettre en valeur. La création d'un musée spécifiquement consacré à l'art naïf touche de nombreux artistes, comme la peintre brésilienne Iracema Arditi qui organise une collecte d'œuvres dans son pays au profit du musée. Dans les décennies qui suivent, les collections sont augmentées et diversifiées, notamment pour prendre en compte l'art singulier et des artistes étrangers. À la fin des années 2010, le musée possède ainsi un fonds d'environ 4 000 œuvres. Celles-ci sont présentées dans sept salles, l'une consacrée aux primitifs modernes comme Henri Rousseau, une autre aux divers courants naïfs, une autre aux naïfs d'Europe de l'Est, une autre à la collection Lefranc, le reste étant consacré aux artistes singuliers. Le musée possède notamment trois toiles du Douanier Rousseau (Vue du Pont de Grenelle dont le premier propriétaire fut Robert Delaunay, Vue de l'Île Saint-Louis prise du quai Henri-IV et Paysage), et des œuvres de Camille Bombois, André Bauchant, Séraphine de Senlis, René Rimbert, Louis Vivin, Ivan Generalić ou encore Mirko Virius.

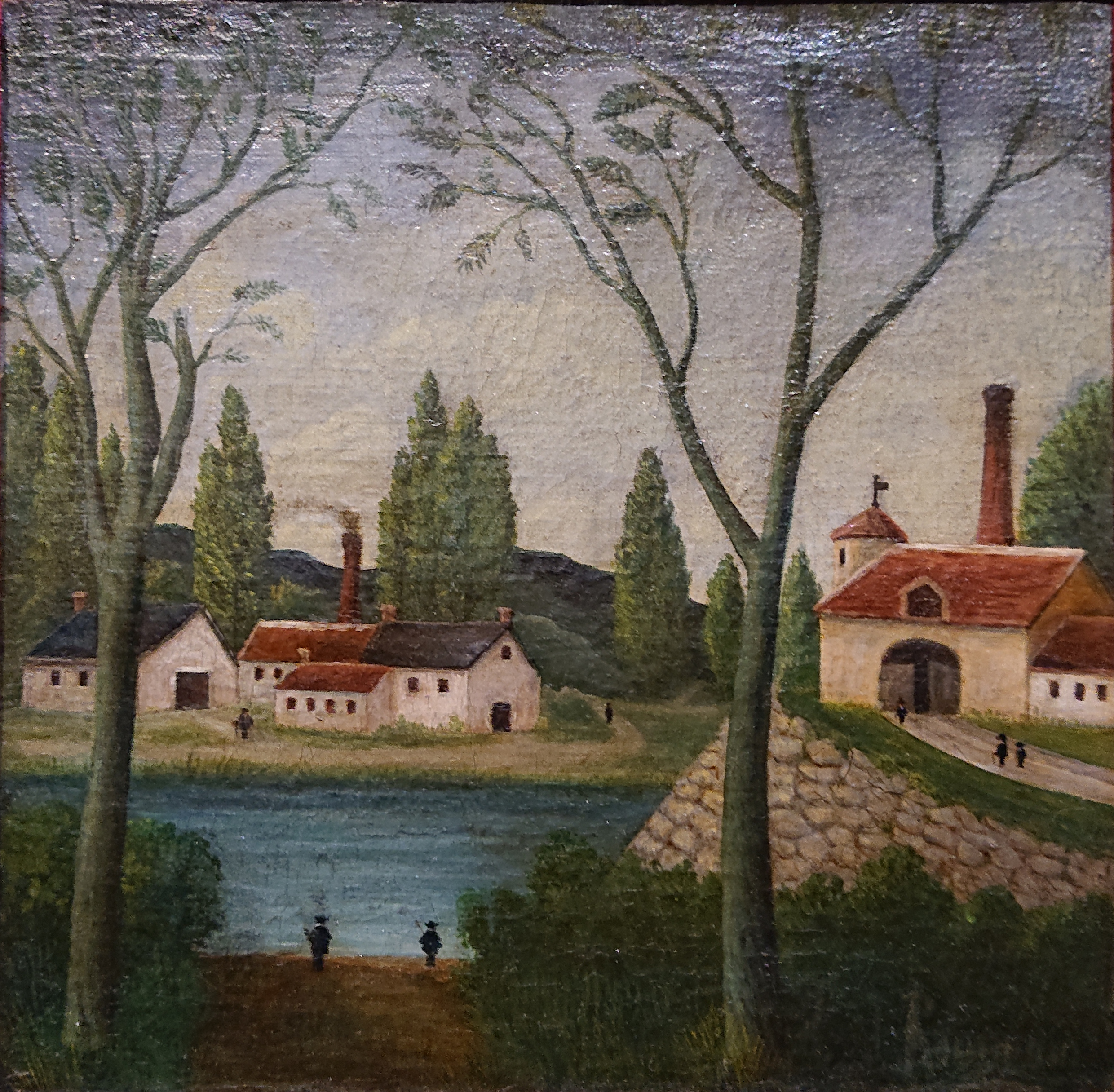
Paysage, Henri Rousseau, 1905.
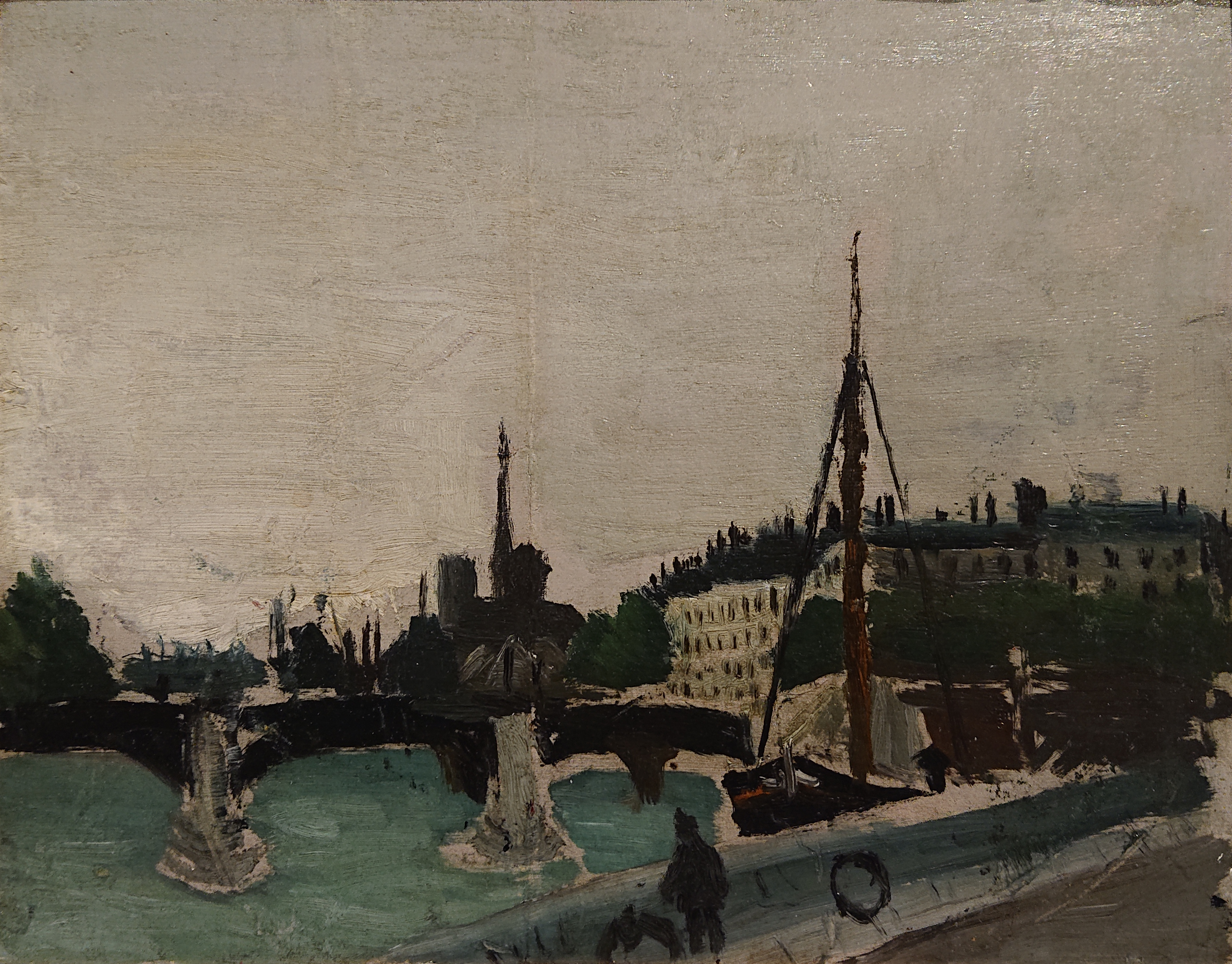
Vue de l’île Saint-Louis, Henri Rousseau, 1909.
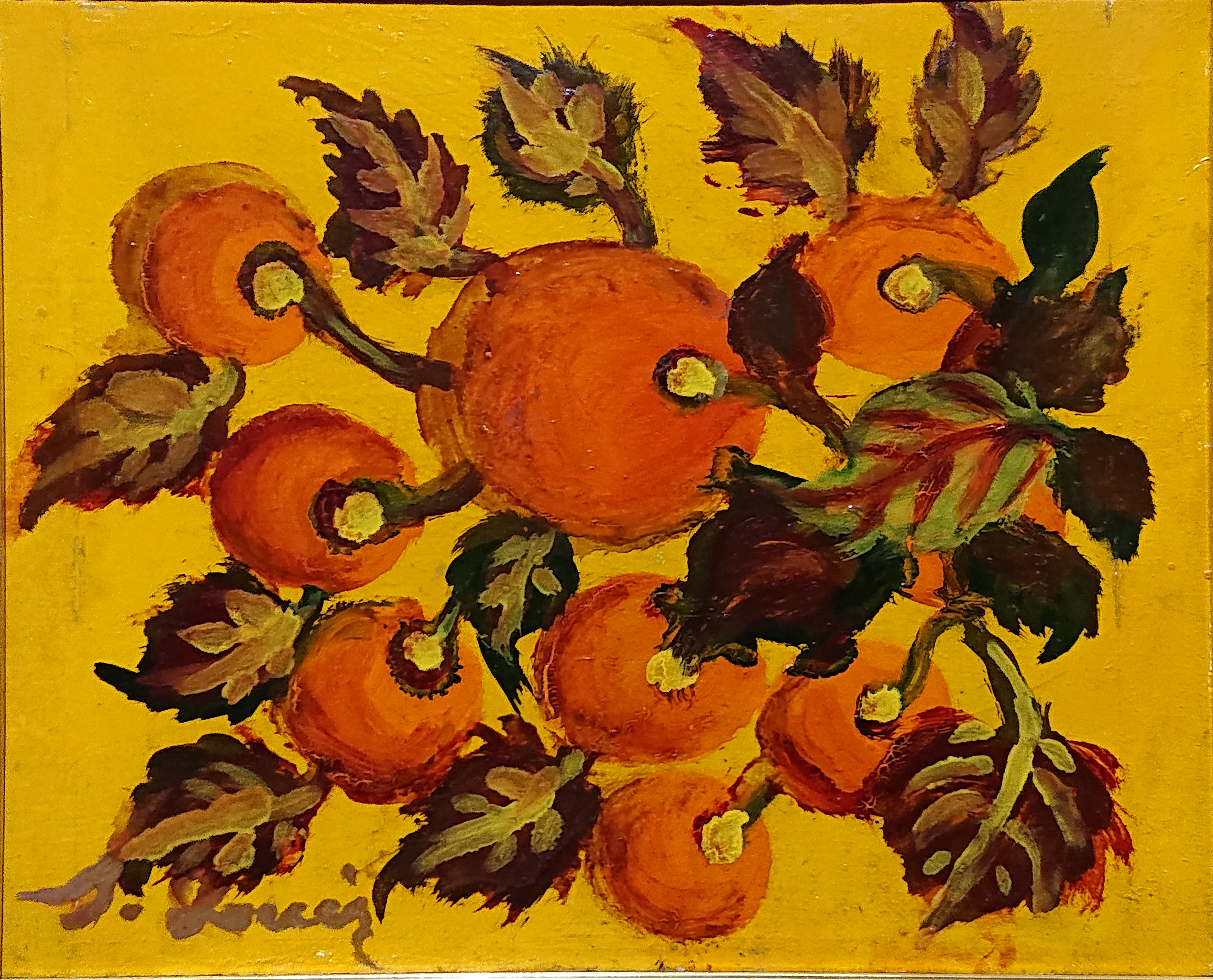
Bouquet de fruits, Séraphine de Senlis, 1920.
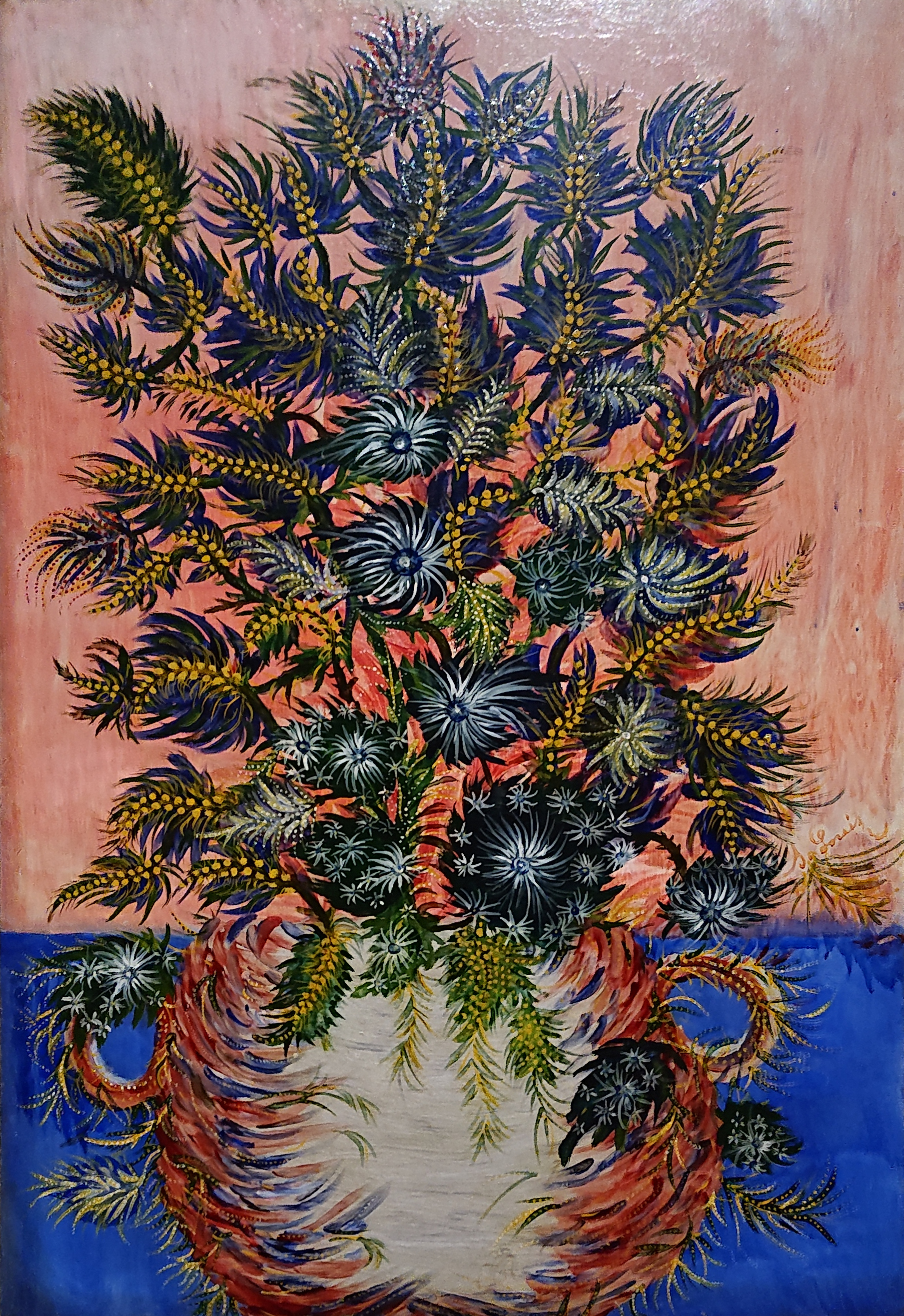
Le bouquet de mimosa, Séraphine de Senlis, 1932.
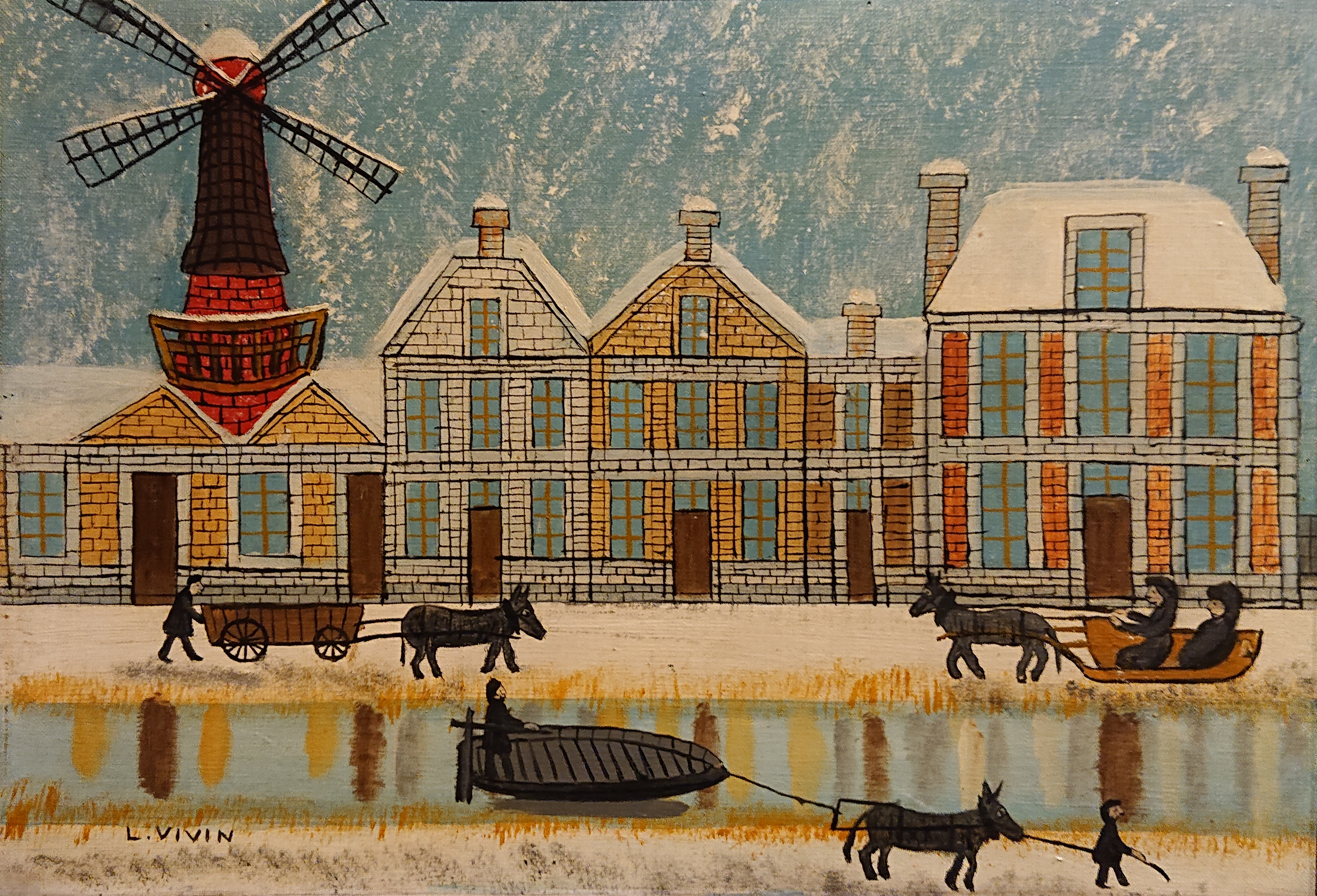
Canaux en hiver, Louis Vivin.

### Autres collections

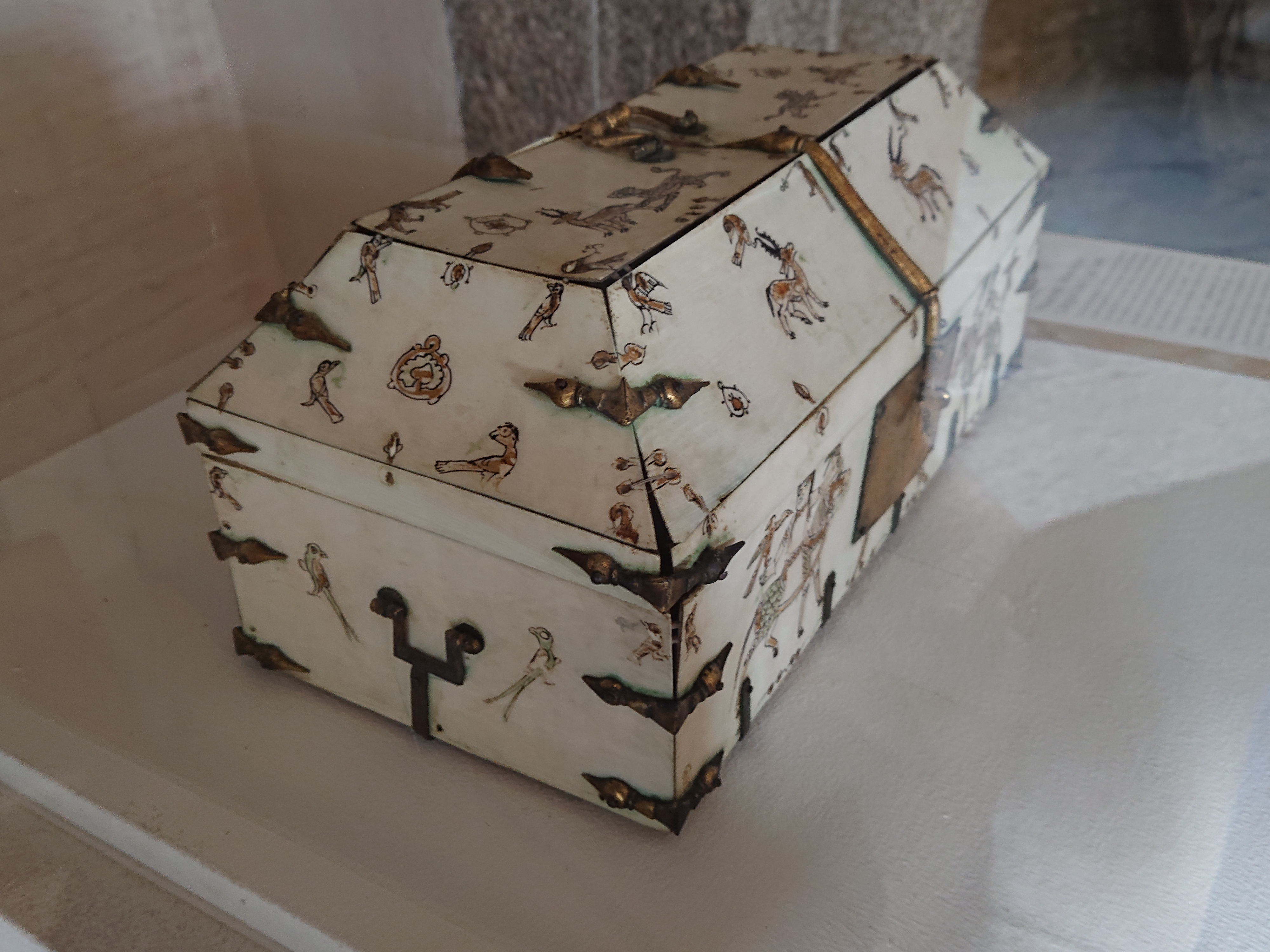
Le reliquaire de Saint Tugdual.

Les collections des beaux-arts, d'arts décoratifs et d’Archéologie réunies à partir de 1836, comprennent plus de 20 000 œuvres, dont 730 peintures, majoritairement d'art naïf, mais aussi de Gustave Caillebotte, Eugène Isabey, Théodore Chassériau, Édouard Dubufe, Jules Dupré, Ernest Meissonier, Évariste-Vital Luminais, Isidore Pils, Paul César Helleu, etc, et de peintres locaux tels que Charles Landelle et Jean-Baptiste Messager, 1800 dessins, 1000 gravures, 600 armes, 1700 céramiques, des sculptures et 200 objets d’ethnographie asiatique et africaine. Elles furent présentées de 1899 à la seconde guerre mondiale dans le musée des Beaux-Arts édifié par Léopold Ridel place de Hercé, à la suite de la donation du fonds d'atelier de Charles Landelle, où elles furent remplacées de 1974 à 1996 par les collections de sciences naturelles sous l'appellation de Musée des Sciences, jusqu'à la création du Centre de Culture Scientifique et Technique. 
Auparavant, les collections de sciences naturelles (géologie, minéralogie, paléontologie) et d'archéologie avaient été présentées au Vieux-Château dans un musée généraliste, avec les arts décoratifs et meubles anciens, jusqu'à leur mise en réserve progressive entre les années 50 et la création du musée d'art naïf en 1967. 
Certaines œuvres restent cependant visibles dans le Vieux-Château. La grande salle à l'étage du logis est utilisée pour les expositions temporaires, mais elle renferme aussi une collection d'œuvres médiévales provenant de l'abbaye de Clermont. Celle-ci comprend trois peintures médiévales et des monuments funéraires de seigneurs de Laval et de Montjean. Les monuments présentés sont ceux de Guy XII de Laval et sa femme Jeanne, de Béatrix de Bretagne femme de Guy X de Laval, de Guy de Montjean et Marguerite de Machefferrière et de Roberte d'Usages, veuve de Jean de Coymes de Montjean. Un vitrail du XVIe siècle provenant de l'église de Saint-Mars-sur-Colmont est également visible dans la salle. Dans la tour maîtresse sont conservées des vues anciennes de Laval, et notamment des dessins et aquarelles de Jean-Baptiste Messager. Elle renferme également une trousse chirurgicale attribuée à Ambroise Paré, datable d'environ 1560 et acquise en 1915, et un coffret en plaques d'ivoire, fabriqué en Sicile au XIIIe siècle, qui contenait autrefois des reliques de saint Tugdual,. Une collection d'objets liturgiques est exposée dans la chapelle, il s'agit principalement de calices et de patènes provenant du trésor de la cathédrale, et datant des XVIIe et XVIIIe siècles. Il y a également une statuette-reliquaire représentant saint Julien et réalisée au XVIIe siècle pour l'Hôpital Saint-Julien de Laval. La chapelle contient également plusieurs sculptures anciennes, notamment une Vierge de Pitié du XVIe siècle. La chapelle contient enfin le squelette d'Anne d'Alègre ainsi que son cercueil en plomb et l'étui également en plomb qui contenait son cœur. Le bassin de Guy XX de Laval, fils d'Anne, est aussi exposé près du squelette.

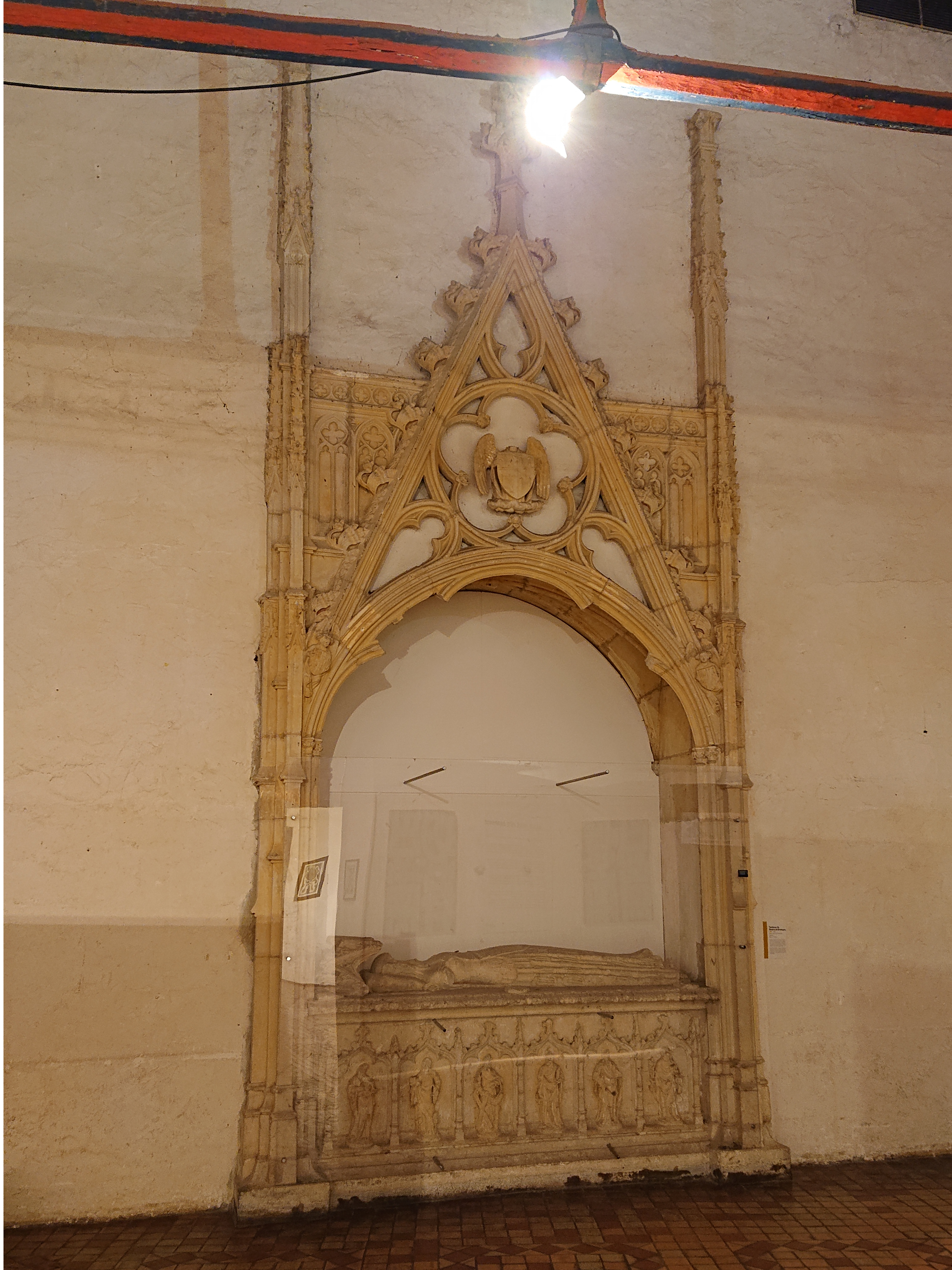
Monument funéraire de Béatrix de Bretagne.
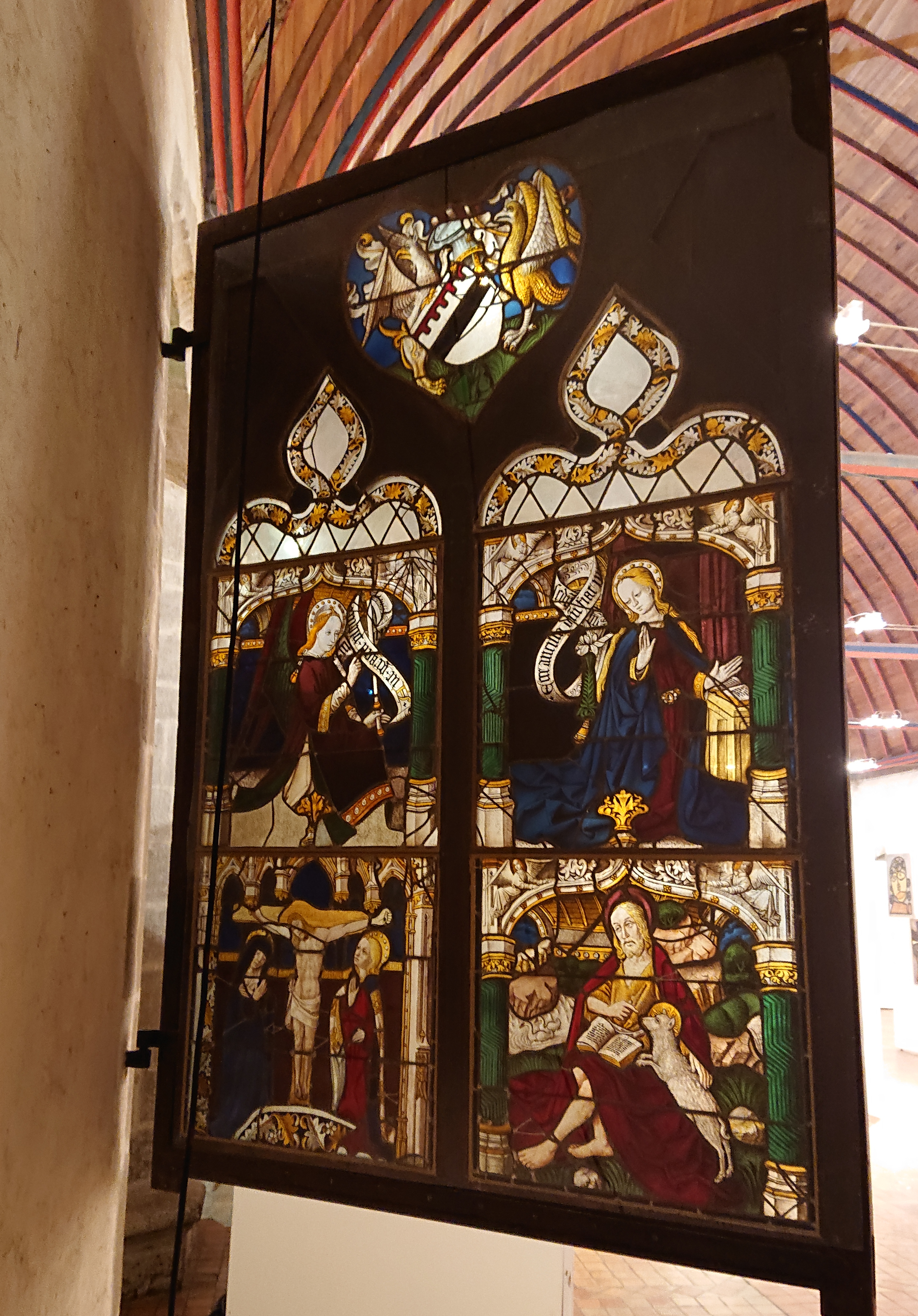
Vitrail de Saint-Mars-sur-Colmont.
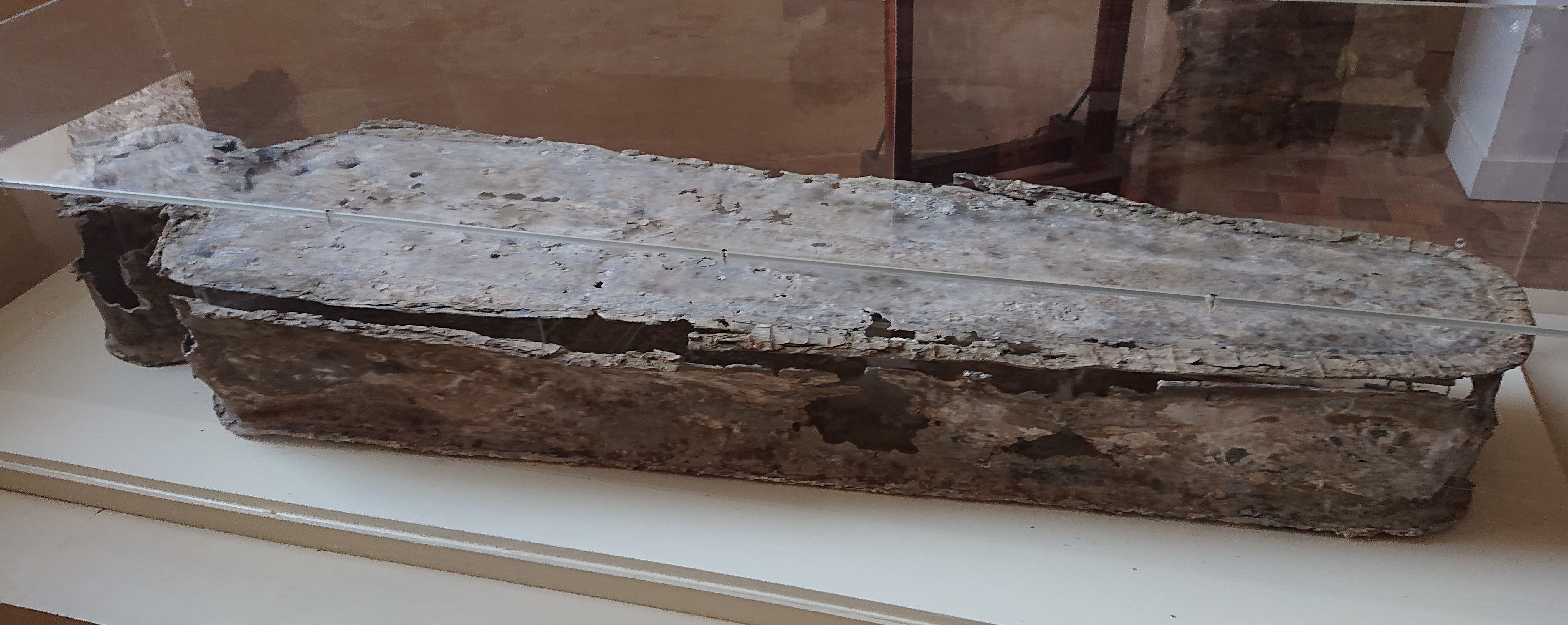
Le cercueil d'Anne d'Alègre.
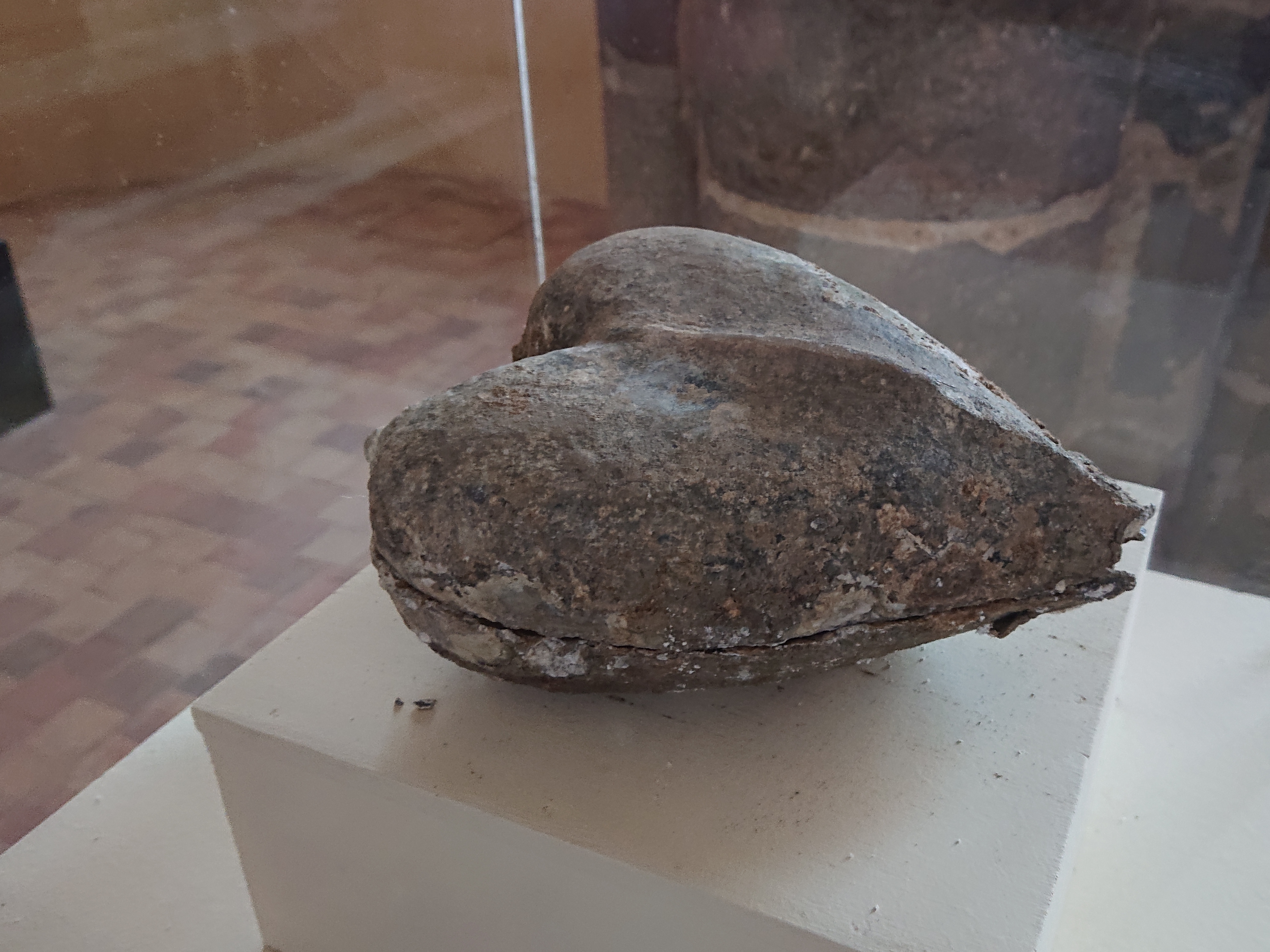
Etui du cœur d'Anne d'Alègre.

## Dans la culture

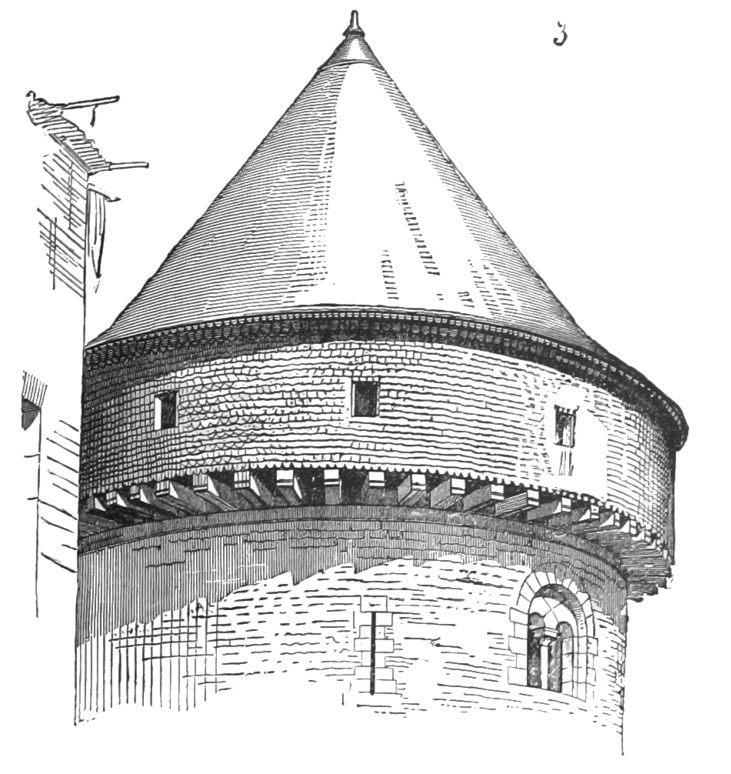
Dessin du hourd de Laval pour le dictionnaire d'architecture d'Eugène Viollet-le-Duc.

Le château de Laval, par sa taille, sa situation et son rôle dans l'histoire, est un monument incontournable dans le paysage lavallois. En tant que monument emblématique et lieu touristique de Laval, le château est représenté sur de nombreux supports : objets à vocation touristique comme des panneaux d'autoroute ou des cartes postales, mais également sur d'autres produits, comme sur les étiquettes de camembert Petit Lavallois dans l'entre-deux-guerres. C'est l'un des symboles de la ville, et il forme avec le Pont Vieux et la Mayenne le panorama de référence pour les supports touristiques.
Le château a été représenté par plusieurs artistes du XIXe siècle, attirés par son caractère romantique. Le monument sert alors de prison, et sa masse sombre et délabrée domine les masures de la vieille-ville. Il figure ainsi sur des dessins de René-Marie Beauvais, réalisés vers 1830, et surtout sur plusieurs toiles et dessins de Jean-Baptiste Messager, principal peintre local de l'époque. Les artistes privilégient les vues extérieures, utilisant le château comme un élément de paysage. La cour intérieure est plus rarement représentée. Beauvais a cependant réalisé un dessin de cette cour en 1843, figurant également la tour de l'Horloge avant sa démolition. Le château a été décrit par Prosper Mérimée dans ses Notes d'un voyage dans l'Ouest de la France (1836). Il déplore l'état de délabrement des lieux, et souligne notamment la décoration des travées du logis et l'ancienneté des charpentes du hourd. L'abbé Angot souligne dans son Dictionnaire de la Mayenne (1900-1910) l'attrait des artistes pour la tour maîtresse : « jusqu'à présent on s'est borné dans les vues du vieux Laval à reproduire cette grosse tour, en quelque sorte obsédante, et quelques ornements de détail ». La tour maîtresse a attiré l'attention d'Eugène Viollet-le-Duc, qui a choisi de représenter son hourd dans son Dictionnaire raisonné de l’architecture française (1854-1868).

## Personnalités liées au château

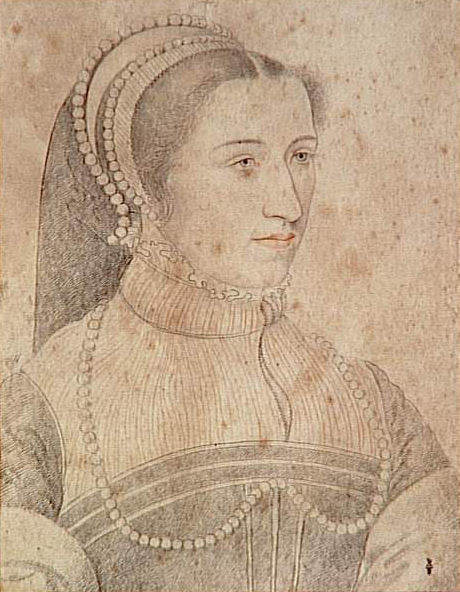
Renée de Rieux, dite « Guyonne la folle ».

Le château a reçu plusieurs rois de France : Louis XI, Charles VIII, Henri IV et Louis XIII. Charles VIII y est venu à deux reprises en 1487, pendant la Guerre folle qui opposait le royaume de France au duché de Bretagne. Les séjours du roi sont l'occasion de célébrations publiques et celui-ci reçoit également des ambassades des rois de Sicile, Naples et de Hongrie. Henri IV est resté dix jours à Laval, en décembre 1589, tandis que Louis XIII a dormi au château le 1er septembre 1626 alors qu'il revenait des États de Bretagne. Son frère Gaston d'Orléans l'accompagnait.
Les familles qui se sont succédé à la tête de la seigneurie puis comté de Laval comptent de nombreuses personnalités. Mathieu II de Montmorency, mari de Emma et fondateur de la deuxième maison de Laval, est l'un des plus grands seigneurs de son temps. Son fils Guy VII de Laval et son petit-fils Guy VIII de Laval prennent respectivement part à la septième et à la huitième croisade commandées par Louis IX.
Béatrix de Gâvre, femme de Guy IX de Laval et flamande d'origine, aurait fait venir auprès d'elle des artisans de son pays qui auraient introduit les techniques de fabrication de toile de lin à Laval. Elle serait ainsi à l'origine de l'industrie textile qui a longtemps fait vivre la ville. Une statue en bronze la représentant a été installée dans la cour du château en 1922.
Anne de Laval, femme de Guy XIII et mère de Guy XIV, est connue pour son soutien à Charles VII et à Jeanne d'Arc, elle poussa d'ailleurs ses fils à devenir compagnons de la Pucelle. La fin du Moyen Âge et la Renaissance correspondent à l'âge d'or de la famille. Les comtes de Laval de l'époque sont des personnalités puissantes et proches du roi de France. Guy XIV de Laval est marié à Isabelle de Bretagne, fille du duc Jean V, puis en secondes noces à Françoise de Dinan, comtesse de Châteaubriant et gouvernante d'Anne de Bretagne. Son fils Guy XV de Laval est élevé avec le futur Louis XI et Guy XVI de Laval a pour femme Charlotte d'Aragon-Naples, fille du roi Frédéric Ier de Naples.
Renée de Rieux, qui a hérité de son oncle Guy XVII, gouverne le comté et suit la tradition en se renommant elle-même « Guyonne », tandis que son époux Louis de Sainte-Maure entend gérer les propriétés de sa femme sous le nom de « Guy XVIII ». La mésentente entre les époux résulte en querelles et procès, et elle culmine avec l'excommunication de Guyonne demandée au pape par son mari. « Guyonne la folle », comme elle est désormais surnommée, se venge en devenant protestante. Elle est accusée d'avoir comploté contre le roi mais elle parvient à se réfugier dans son château de Laval où elle meurt. Son successeur, Guy XIX de Laval, est élevé dans la religion protestante et il se marie à une autre protestante, Anne d'Alègre. Alors que Guyonne avait pu être enterrée dans la collégiale Saint-Tugal malgré sa foi, Anne d'Alègre se voit refuser cet honneur et doit être inhumée dans la chapelle du château.

## Pour approfondir

#### Ouvrages sur le château
- Antoinette Le Falher, Musée art naïf, arts singuliers : guide du visiteur, Laval, Ville de Laval, 2016, 68 p. (ISBN 978-2-7466-9107-0).
- Mairie-Colette Depierre et Claire Baudry, Le guide de la collection d'art naïf, Laval, Siloë, 2001, 39 p. (ISBN 2-84231-202-3)
- Dominique Eraud, Laval : le château : Mayenne / Inventaire général des monuments et des richesses artistiques de la France, région des Pays de la Loire, Nantes, Association pour le développement de l'Inventaire général en pays de la Loire, 1988, 8 p. (ISBN 2-906344-17-6).
- Inventaire général des collections / Musée du Vieux Château, Laval, Laval, Musée du Vieux Château, 1977
- Guy Ramard, Le Château de Laval. Notes historiques et d'archéologie, et guide du visiteur, Laval, Goupil, 1918, 47 p.
- Louis-Julien Morin de la Beauluère, Le château de Laval, Laval, Goupil, 1892, 39 p.

#### Articles
- Jean-Michel Gousset et Samuel Chollet, « Laval. Nouvelle datation dendrochronologique de la tour maîtresse du château et de son hourd », Bulletin Monumental, vol. 170-3,‎ 2012, p. 261-262.
- Samuel Chollet, « L’accès au donjon du château de Laval », La Mayenne, Archéologie, Histoire, vol. 29,‎ 2006, p. 176-201.
- Séverine Guillotte, « Un mécénat de transition », La Mayenne, Archéologie, Histoire, vol. 29,‎ 2006, p. 32-41.
- Malcolm Walsby, « Vivre à la cour des comtes de Laval », La Mayenne, Archéologie, Histoire, vol. 29,‎ 2006, p. 24-25.
- Jean-Michel Gousset, « Le rempart du château de Laval », La Mayenne, Archéologie, Histoire, vol. 29,‎ 2006, p. 10-11
- Jean-Michel Gousset et Samuel Chollet, « Mayenne. Laval, datation dendrochronologique des hourds du donjon », Bulletin Monumental, vol. 164-2,‎ 2006, p. 202-203.
- Xavier Villebrun, « Un emblème pour la ville de Laval », La Mayenne, Archéologie, Histoire, vol. 27,‎ 2004, p. 262-270.
- Estelle Fresneau, « Laval : des musées pour un château », La Mayenne, Archéologie, Histoire, vol. 27,‎ 2004, p. 242-249.
- Xavier Villebrun, « Quand le Vieux Château était une prison », La Mayenne, Archéologie, Histoire, vol. 27,‎ 2004, p. 218-226
- Antoinette Le Falher, « Le château de Laval vu par le 19e siècle », La Mayenne, Archéologie, Histoire, vol. 27,‎ 2004, p. 232-238.
- Jean-Michel Gousset, « Y a-t-il deux donjons au château de Laval ? », La Mayenne, Archéologie, Histoire, vol. 27,‎ 2004, p. 198-176.
- Dominique Eraud, « La galerie des comtes de Laval : vous avez dit Pierre Lescot ? », La Mayenne, Archéologie, Histoire, vol. 23,‎ 2000, p. 139-154.
- Daniel Pichot, « La seigneurie de Laval aux 11e et 12e siècles », La Mayenne, Archéologie, Histoire, vol. 17,‎ 1994, p. 5-22
- Dominique Eraud, « Le château de Laval. Forteresse et résidence d’agrément », Monuments historiques, vol. 186,‎ 1993, p. 50-53.
- Éric Mare, « La chapelle du Vieux Château de Laval : les fouilles de 1987 », La Mayenne, Archéologie, Histoire, vol. 11,‎ 1988, p. 55-88.
- Jacques Naveau, « Données nouvelles sur le château de Laval : les fouilles de 1980 », La Mayenne, Archéologie, Histoire, vol. 4,‎ 1982, p. 79-140
- Madeleine Pré, « Les façades sculptées du Château de Laval », Gazette des Beaux-arts,‎ 1962, p. 193-202.
- Madeleine Pré, « Le château de Laval », dans Congrès archéologique de France. 119e session. Maine. 1961, Paris, Société française d'archéologie, 1961 (lire en ligne), p. 353-375
- Louis Garnier, « Fouilles exécutées au vieux château de Laval en 1917 », Bulletin de la Commission historique et archéologique de la Mayenne, vol. 34,‎ 1918, p. 35-42 (lire en ligne)
- Jules-Marie Richard, « Deux documents relatifs au château de Laval (1542-1631) », Bulletin de la Commission historique et archéologique de la Mayenne, vol. 16,‎ 1900, p. 422-433 (lire en ligne)

#### Autres ouvrages
- Samuel Chollet, Stéphane Hiland et Sébastien Legros, Les châteaux du Moyen-Âge en Mayenne, Laval, Société d’Archéologie et d’Histoire de la Mayenne, 2017, 96 p.
- Armelle Pain, Marylène Cudeville et Valérie Mansard, Le patrimoine des communes de la Mayenne, vol. 2, Paris, Flohic, coll. « Le patrimoine des communes de France », 2002 (ISBN 978-2-84234-135-0).
- Gilbert Chaussis, Laval, de rue en rue, vol. 1, Laval, Siloë, 1991.
- Dominique Eraud, Laval, Mayenne, Paris, Éd. du Patrimoine, 1990 (ISBN 9782906344242).